# Agatocle
Agatocle (AFI: /aˈɡatokle/; in greco antico: Ἀγαθοκλῆς?, Agathoklḕs; in latino Agathŏcles; Terme, 360 a.C. circa – Siracusa, 289 a.C.) è stato tiranno di Siracusa dal 317/316 a.C. e basileus di Sicilia dal 307 a.C. o dal 304 a.C. fino alla morte.
Secondo una tradizione non per forza fedele, sorta con Diodoro Siculo, che gli era avverso, Agatocle nacque da una famiglia di umili origini e, grazie alla sua prestanza fisica e abilità militare, riuscì ben presto a scalare le vette del potere della Pentapoli di Siracusa. Nel contesto della guerra civile di Siracusa, divenne prima capo della fazione democratica e in seguito venne nominato «stratega e custode della pace». Alla fine della guerra prese, con un atto di forza, il titolo di stratēgòs autokràtōr (στρατηγὸς αὐτοκράτωρ) e instaurò a Siracusa una nuova tirannide.
Il suo governo fu in linea con quelli sorti in epoca ellenistica, segnata da numerosi conflitti bellici e nuove scoperte territoriali. Durante la riaccesa ostilità tra Cartaginesi e i Sicelioti, Agatocle affrontò per la prima volta i Cartaginesi sul suolo africano durante la spedizione siracusana in Africa.
Sotto il suo comando i Siracusani rimasero quattro anni in Libia (dal 310 al 307 a.C.) ma, dopo una serie di clamorosi successi, una disfatta militare costrinse Agatocle a fare ritorno in Sicilia, dove con la battaglia di Torgio affrontò e vinse definitivamente la fazione oligarchica che gli si opponeva. Conclusa la pace con Cartagine, si autonominò primo re di Sicilia, prendendo la corona sull'esempio dei diadochi di Alessandro Magno. Si dedicò al consolidamento del suo regno e alla difesa della grecità italiota; nel 301/300 a.C. sbarcò in Magna Grecia, dove ingaggiò un conflitto armato contro le popolazioni italiche, e da qui giunse sul mar Ionio e sull'Adriatico per affrontare su mare e su terra le truppe di Cassandro, re di Macedonia. Dopo aver sconfitto il diadoco, Agatocle fece sposare sua figlia Lanassa con Pirro, re dell'Epiro, e strinse rapporti con il faraone d'Egitto Tolomeo I, sposando la figlia della regina Berenice I, Teossena, principessa adottiva del faraone.
Negli ultimi anni della sua vita presentò suo figlio Agatocle II come legittimo erede al trono e lo fece riconoscere tale dal nuovo re di Macedonia, Demetrio Poliorcete, che in qualità di alleato si unì in seconde nozze con la figlia Lanassa. Agatocle ebbe in tutto sei figli, ma nessuno di essi prese il suo posto sul trono siceliota: violente lotte dinastiche impedirono ad Agatocle di continuare la propria basileia, tanto da decidere in punto di morte di restaurare la democrazia nominando ufficialmente, in assemblea, suo erede il «popolo di Siracusa».

## Fonti storiografiche
Le principali fonti storiche su Agatocle provengono da antichi testi dell'età classica (greco-romana), scritti da Diodoro Siculo, storico di Agira noto per avere composto la Bibliotheca historica, contenente una monumentale storia universale; da Marco Giuniano Giustino, lo storico romano autore dell'epitome dell'opera del narbonese Pompeo Trogo che scrisse le Historiae Philippicae, dedicata principalmente alla dinastia macedone; da Polibio, lo storico di Megalopoli autore delle Storie, che raccontano gli eventi nel Mediterraneo. Questi tre storici, che vissero tra la fine del II secolo a.C. e il II secolo d.C., trassero a loro volta le fonti su Agatocle da autori dell'epoca ellenistica, contemporanei al tiranno siracusano: Callia di Siracusa; Duride di Samo e Timeo di Tauromenio (esiliato da Agatocle e per questo avverso alla sua figura) furono coloro che fornirono le maggiori testimonianze basilari; a essi si aggiungono altri autori locali, tra i quali alcuni filo-agrigentini e filo-messenici.

## Biografia

### Origini e giovinezza
Agatocle nacque a Terme, figlio di Carcino, un vasaio (kerameus) esule di Rhegion ed emigrato in Sicilia, e di una donna del luogo. Terme (in seguito detta Thermai Himeraìai, la moderna Termini Imerese), situata sulla costa della Sicilia occidentale (l'epicrazia cartaginese), fu una polis fondata per concessione dei Cartaginesi con coloni libici e con i superstiti di Himera (distrutta da Cartagine nel 409 a.C.).

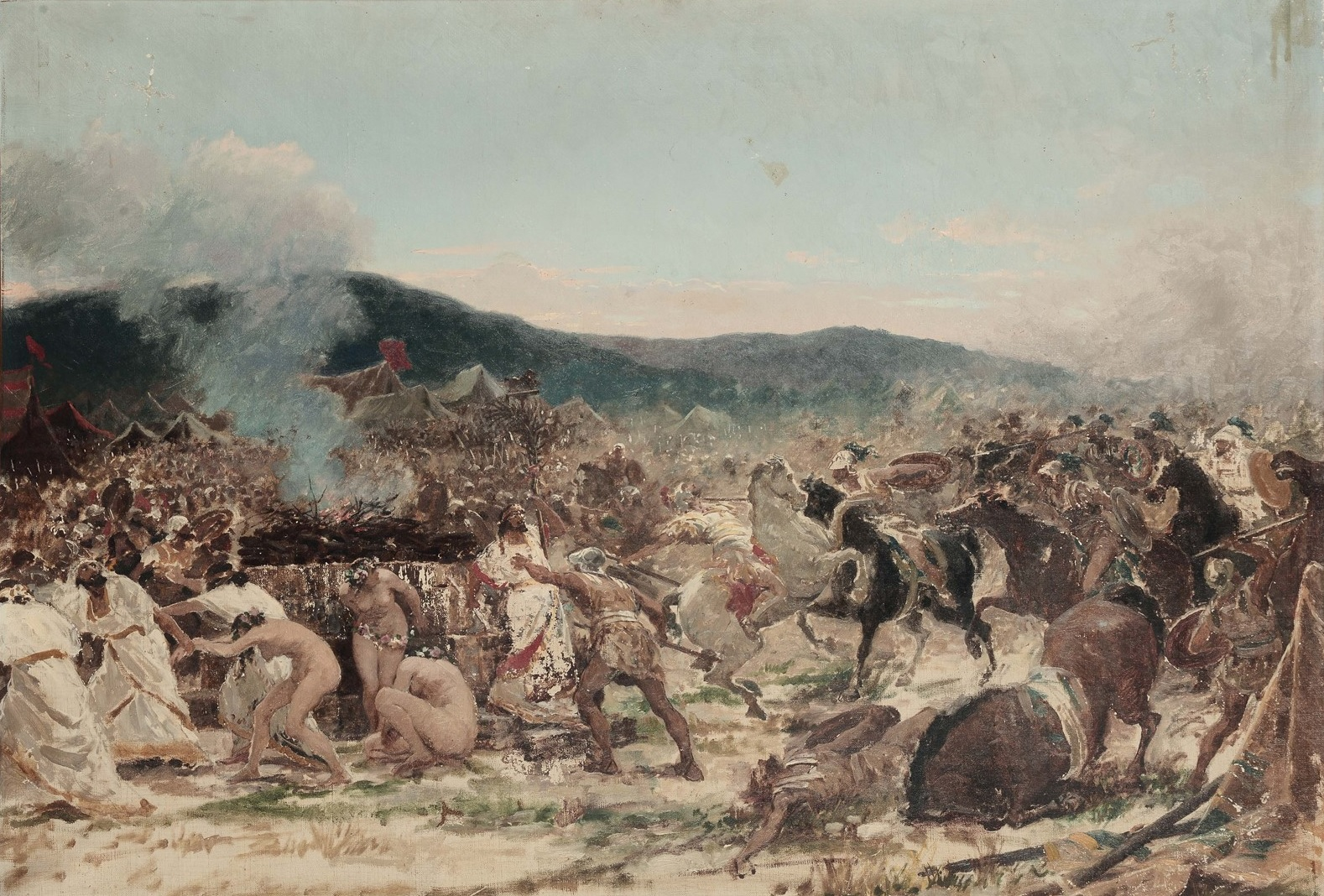
La battaglia di Himera (opera di Giuseppe Sciuti). I superstiti Imeresi, sotto il controllo di Cartagine, fondarono Terme, la città dove nacque Agatocle.

#### Il «figlio del destino»
La sua nascita fu accompagnata da presagi, come del resto è consuetudine che avvenga per i condottieri divenuti celebri (la vicenda della sua venuta al mondo ricalca quella narrata per Cipselo, tiranno di Corinto, e per il persiano Ciro il Grande). Egli è il «figlio del destino», come lo definisce Diodoro di Agira, poiché i presagi indicavano che questo bambino avrebbe rappresentato, crescendo, il flagello di Cartagine e della Sicilia.
Narra lo storico di Agira che il padre di Agatocle, tormentato da oscuri presagi sulla futura nascita di questo bambino, affidò a dei theoroi (ambasciatori sacri) cartaginesi il compito di recarsi presso l'oracolo di Delfi per sapere a cosa fosse dovuto questo suo senso di tormento; i theoroi, di ritorno da Delfi, gli comunicarono il responso che condannava il nascituro in quanto futura minaccia di Cartagine. Il padre, spaventato dalla reazione dei Cartaginesi a tale notizia, decise di esporre pubblicamente il neonato e di darlo ai Punici, condannandolo a morte certa. La madre, tuttavia, colta da pietà, riuscì a sottrarre il bambino dal luogo pubblico e a metterlo in salvo.
Il bambino crebbe con la madre nella casa dello zio materno Eraclide e portò il nome del nonno materno. Tempo dopo il padre Carcino venne a sapere della sua salvezza e pentito di ciò che aveva fatto lo accettò. Secondo la versione diodorea, la famiglia di Agatocle sarebbe giunta a Siracusa per scappare da Terme, avendo Carcino timore delle ritorsioni dei Cartaginesi nei loro confronti, colpevoli di non aver ucciso l'Agatocle bambino.

#### Arrivo a Siracusa
Diodoro afferma che Agatocle giunse a Siracusa quando aveva sette anni, mentre Polibio dice che il giovane ne aveva già diciotto. Molto probabilmente, data la discordanza tra le fonti primarie (anche Diodoro in seguito si contraddice con la durata del regno di Agatocle), è giusto affermare che Agatocle giunse a Siracusa in giovane o giovanissima età (prima dei diciotto anni presunti da Polibio), «in una data non precisabile».

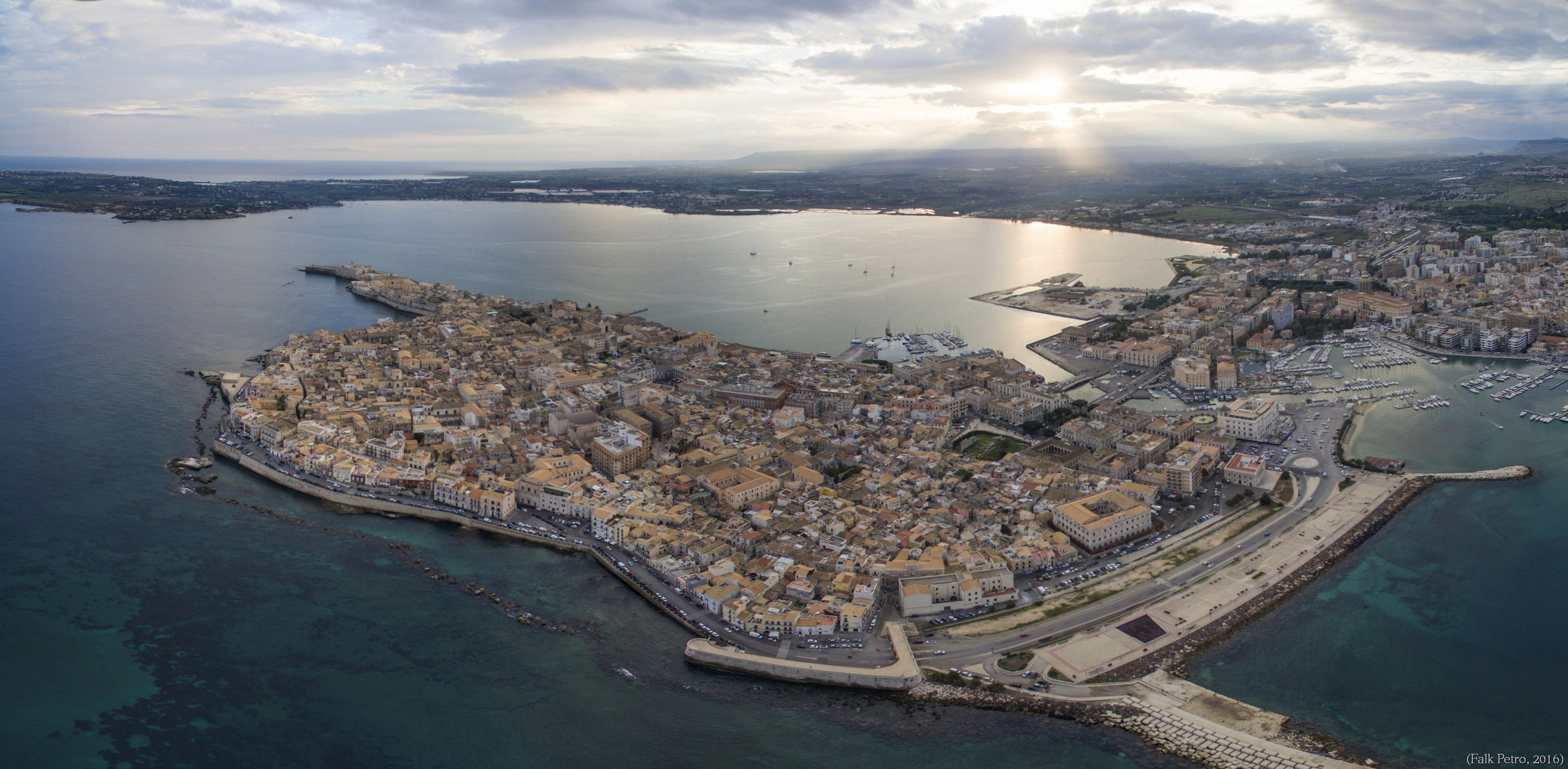
Siracusa: l'isola di Ortigia, il golfo del porto Grande e la penisola della Maddalena visti dall'alto

Nel 343-342 a.C. avvenne il bando di colonizzazione emesso dal generale corinzio Timoleonte con il quale si invitavano i Sicelioti, i Greci della Magna Grecia e quelli dell'Ellade a ripopolare Siracusa (fortemente provata dopo la caduta della tirannide dionisiana); potrebbe essere questo il motivo che portò Agatocle e la sua famiglia a Siracusa.
Secondo altri studiosi la sua venuta e cittadinanza potrebbe invece coincidere con la successiva apertura di Timoleonte verso i nuovi coloni nel 339-338 a.C., dopo i fatti del Crimiso (la battaglia tra i Siracusani guidati da Timoleonte e i Cartaginesi di Amilcare e Asdrubale).
La madre di Agatocle, della quale non si conosce il nome, nel prosieguo della sua vita a Siracusa, ebbe un presagio sul figlio: sognò la statua che lo raffigurava, da lei stessa fatta erigere, avvolta da uno sciame d'api; chiaro simbolo di fama e potere (le api sono notoriamente un presagio positivo; si vedano le similitudini con le api che avvolgono la mano di Dionisio I e il responso dei Galeoti di Ibla). Dalle fonti risulta anche che Agatocle ebbe un fratello di nome Antandro, il quale sarà al suo fianco in ruoli di grande responsabilità.

#### La scandalosa giovinezza di Agatocle

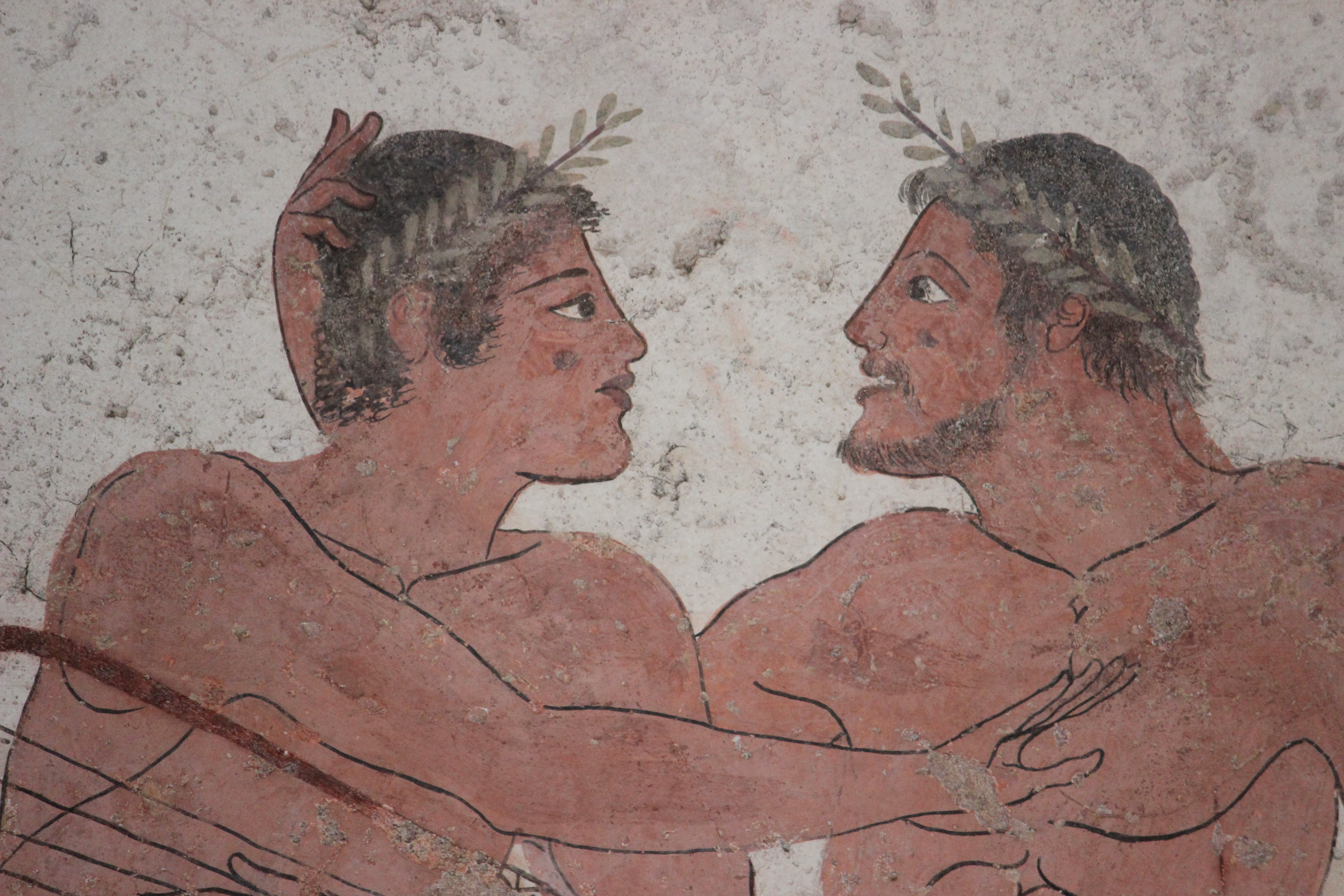
Omosessualità nell'antica Grecia; dipinto nella tomba del tuffatore (Paestum, V secolo a.C.)

Timeo, indubbiamente avverso ad Agatocle, muove accuse ben precise al giovane Agatocle dicendo, senza mezzi termini, che il giovane vendeva il suo attraente corpo per scalare la vetta del potere. Egli era, secondo Timeo, un pubblico prostituto disposto a concedersi a più uomini pur di riuscire ad «abbandonare la ruota, il fumo, l'argilla». Timeo lo descrive con tali termini:
Polibio critica aspramente lo scritto di Timeo, definendolo «fazioso e inaccettabile». Diodoro sconsiglia addirittura la lettura dell'ultima parte dei Sikelika timaici, incentrati su Agatocle, e parla espressamente di «menzogne e diffamazione» scaturite da Timeo nei confronti del suo nemico, mai affrontato in vita e per questo offeso post mortem. Timeo infatti per tutta la biografia di Agatocle attribuisce al dinasta la mancanza di virilità e lo taccia di codardia; aggettivi che né Polibio né Diodoro condividono.
Lo storico di Agira afferma che il giovane Agatocle ebbe un solo amore maschile: il generale dell'esercito siracusano Damas che notandolo per la sua bellezza lo prese con sé, facendo di lui un buon soldato e togliendolo così dal mestiere di ceramista. Damas, suo tutore e suo erastès, rappresentò la fortuna di Agatocle. Anche Timeo cita Damas; si limita a dire che egli si invaghì del giovane vasaio (e fu Damas il probabile appiglio per la porneia di Agatocle esagerata da Timeo). L'etica antica non condannava l'amore tra un giovane uomo e il suo tutore (la pederastia greca), tuttavia pare che il rapporto tra Damas e Agatocle sia continuato anche dopo l'età limite consentita per tale pratica; ciò potrebbe aver alimentato lo scandalo timaico.
Dopo un certo periodo Agatocle rivolse le sue attenzioni alla moglie di Damas; Giustino parla di adulterio, per cui i due avrebbero avuto rapporti sessuali quando il tutore di Agatocle era ancora in vita. A ogni modo quando qualche tempo dopo Damas morì, stroncato da una malattia, Agatocle ne sposò la moglie, della quale sfugge il nome, e con lei al suo fianco consacrò definitivamente il suo ingresso nell'alta società siracusana. La donna in seguito lo rese padre di due o tre figli.
Secondo diversi studiosi, la figura del giovane Agatocle è vittima di una «deformazione da teatro» (ovvero dell'aggiunta di particolari falsi, inseriti per colpire il lettore), orchestrata ai suoi danni principalmente da Timeo; il quale durante il suo esilio ad Atene aveva ben appreso questo genere di arte, usandola contro la memoria del dinasta.

#### Le prime battaglie

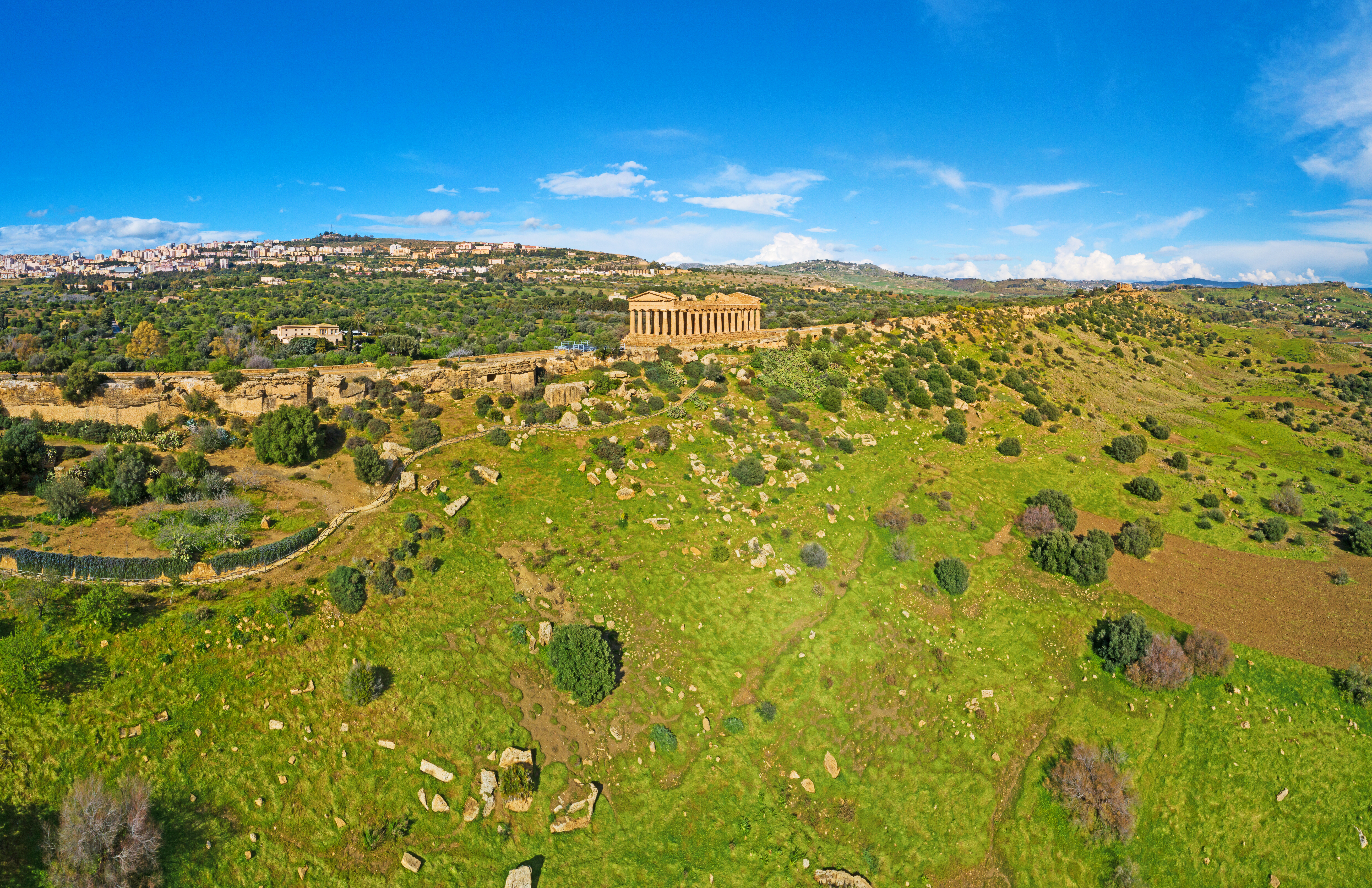
La Valle dei templi di Akragas, una polis sempre avversa ad Agatocle

Quando era ancora in salute, Damas inserì Agatocle all'interno della sua chiliarchia; al fianco di Damas, secondo Diodoro, Agatocle fece il suo ingresso in campo militare, combattendo per la prima volta in una guerra tra Siracusa e Akragas (Agrigento), della quale però si ignora il casus belli. Siracusa e Agrigento erano comunque due poleis che andavano spesso in conflitto tra loro; probabilmente i Siracusani volevano tenere sotto controllo le mosse degli Agrigentini, che a loro volta ambivano a sostituirsi al ruolo egemone ricoperto dalla polis aretusea (Agatocle infatti tornerà a scontrarsi con Agrigento qualche decennio più avanti).
Giustino non menziona Agrigento nella sua narrazione (in lui, del resto, mancano diversi altri particolari rilevanti della biografia di Agatocle), ma ricorda un importante evento che va collocato sul finire dell'età timoleontea o poco tempo dopo la morte del generale corinzio: lo storico romano rende note le lotte dei Siracusani contro la polis di Etna (fondazione del primo Gerone) e i mercenari campani (situazione che va inquadrata nella volontà di pacificare il territorio etneo dopo la cacciata del tiranno di Katane, Mamerco); ciò accadde verso il 339 a.C. e il giovane Agatocle era in quell'occasione tra le file dell'esercito siracusano.

### Ascesa al potere e guerra civile (323-316 a.C.)

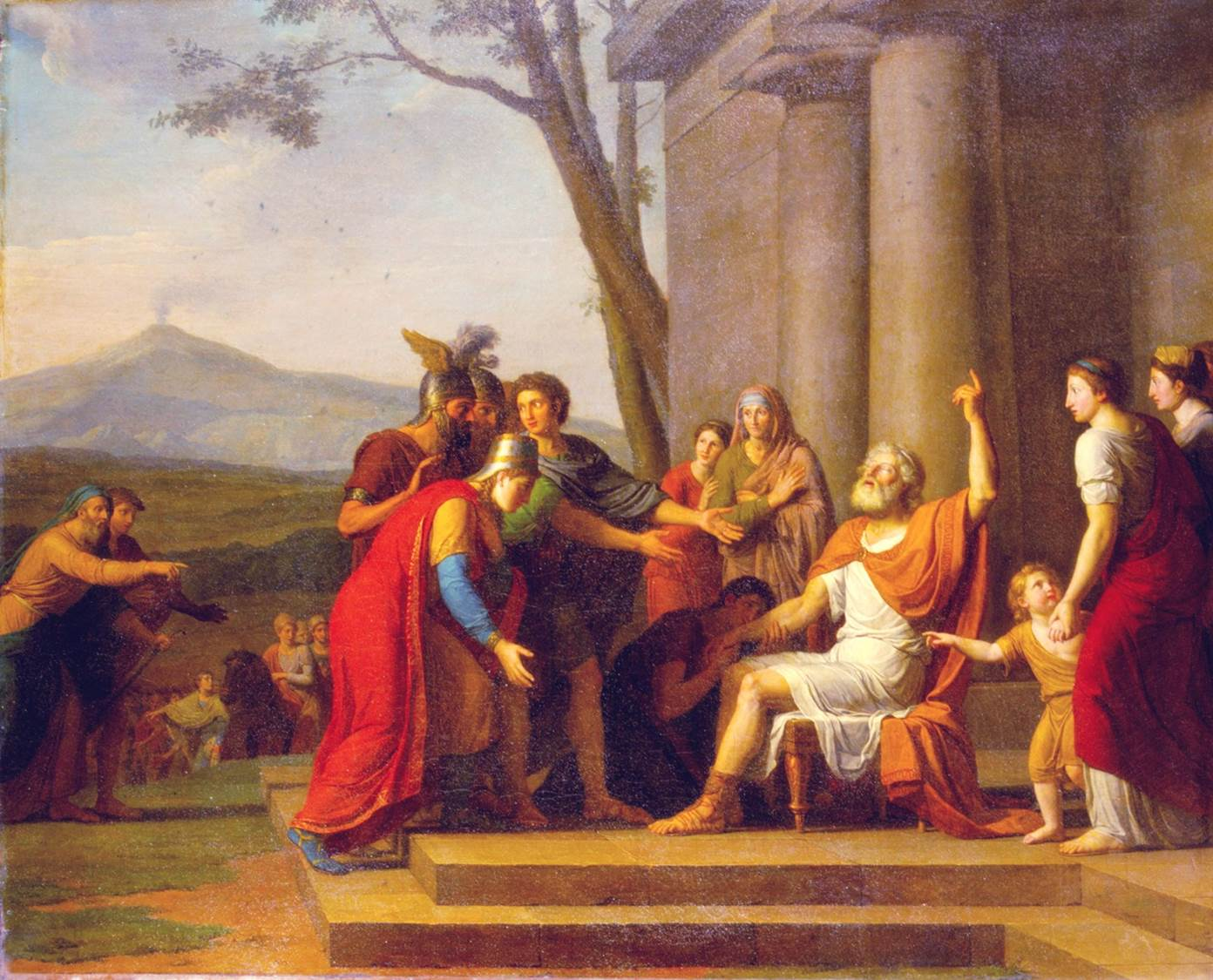
Timoleonte condanna gli stranieri barbarici che varcano impunemente i confini del suo regno, opera di Jean-Joseph Taillasson. Egli governò la pentapolis con una linea politica che a detta di molti era assolutamente filo-platonica.

#### Agatocle e Antandro: ruoli influenti nell'esercito
Con la morte di Timoleonte, avvenuta nel 335 a.C., finisce quel periodo di pace, e soprattutto di prosperità, che aveva permeato Siracusa e in particolar modo la Sicilia orientale. Sotto la guida di Timoleonte - che era stata non priva di ingerenza della madrepatria, Corinto (a sua volta influenzata dalla Macedonia), la quale aveva comunque cercato di limitare, dove possibile, la sovranità di Siracusa - non vi erano più stati tiranni in Sicilia. Le poleis si reggevano in maniera democratica, o comunque con una moderata oligarchia, riconoscendo un ruolo egemone a Siracusa, sede del corinzio, ma senza dipendere da questa; in sostanza erano città libere. Tuttavia, con la morte di Timoleonte e un nuovo ricambio generazionale, nacquero nuove insofferenze e all'interno del partito democratico di Siracusa, il partito del popolo, vi era chi rimpiangeva i tempi passati della potente tirannide dei Dionisii. Costoro, alla ricerca di un capo forte che potesse guidarli contro l'oligarchia dominante, videro in Agatocle l'uomo di cui avevano bisogno.
Gli oligarchici misero a capo del partito i siracusani Sosistrato ed Eraclide, essi guidarono una spedizione militare siracusana nella Magna Grecia, intervenendo a favore della polis di Crotone contro i Bruzi (in un contesto che vedeva la grecità dell'Italia attaccata dalle popolazioni barbare che la circondavano); tornati alla carica dopo la morte di Alessandro il Molosso (lo zio di Alessandro Magno, da lui mandato a combattere in Italia).
Dalle fonti si apprende che Agatocle e il fratello Antandro facevano parte della spedizione con ruoli di primissimo piano: Agatocle era stato eletto capo chiliarca (comandante di mille uomini), occupando il ruolo che fu di Damas, e aveva acquisito molta popolarità per la sua bravura nel combattimento; anche il fratello si era fatto notare, poiché lo ritroviamo all'interno dell'assemblea militare con poteri decisionali, in quanto era diventato uno degli strateghi dell'esercito. Agatocle pur non facendo parte di quell'assemblea ebbe comunque un ruolo fondamentale nella spedizione.
Proprio l'alta carica ricoperta dal fratello nell'esercito è l'elemento che fa dubitare della veridicità della narrazione sulle umili condizioni socio-economiche della famiglia di Agatocle; pur non mettendo in dubbio che Agatocle trovò fortuna a Siracusa grazie alla protezione di Damas (tralasciando quello che aggiunge Timeo), è quanto meno curioso che anche il fratello abbia raggiunto, tra l'altro prima di Agatocle, un così elevato ruolo - Diodoro lo nomina insieme ai leader Sosistrato ed Eraclide - senza il sostegno di un buon patrimonio economico alle spalle.
Si è quindi avanzata l'ipotesi che la narrazione diodorea - e le altre due concordi: giustiniana e polibiana - abbia risentito di una tradizione antica venutasi a formare intorno alla figura di Agatocle e più precisamente intorno alle sue origini: in quanto straniero e non di origine gentilizia, egli non poteva vantare una nobile discendenza, ecco quindi che secondo la ricostruzione si enfatizzarono le precarie condizioni della sua famiglia.
A favore di una reale agiatezza della famiglia, del tutto ignorata dalle fonti primarie, vi è l'accordo degli studiosi moderni nel ritenere che il mestiere di ceramista intrapreso dal padre di Agatocle fosse all'epoca uno dei più redditizi. Tuttavia va tenuto sempre in grande considerazione il topos delle umili origini, poiché è uno dei pochi punti che mette d'accordo le tre fonti antiche principali su Agatocle (Diodoro, Polibio, Giustino).

#### Dall'esilio all'incoronazione
Terminato vittoriosamente lo scontro di Crotone, Agatocle si aspettava di venire lodato e di essere ricompensato per il suo ruolo da parte degli strateghi, Sosistrato ed Eraclide. Tuttavia ciò non avvenne e Agatocle accusò quindi pubblicamente i capi dell'oligarchia di ambire al potere assoluto e di accarezzare il desiderio di instaurare una nuova tirannide. Date le gravi accuse, Agatocle venne bandito da Siracusa. Il capo chiliarca rimase in Magna Grecia e qui offrì i suoi servigi come mercenario sotto diverse bandiere per le città magnogreche. Nel frattempo l'oligarchia moderata siracusana si era tramutata in un regime dispotico; si verificarono i primi scontri fratricidi tra i Siracusani. Agatocle venne richiamato nella pentapolis.
Era ormai scoppiata la guerra civile tra oligarchici e democratici; Agatocle divenne il capo fazione del partito popolare e diede una prima brillante prova di sé a Gela dove affrontò gli uomini di Sosistrato e riuscì a salvare sé stesso e i suoi soldati da una situazione molto pericolosa, dalla quale uscì riportando gravi ferite.
In seguito venne esiliato una seconda volta da Siracusa a causa di un nuovo stratego corinzio, Acestoride, al quale i Siracusani avevano dato poteri straordinari. Acestoride intuendo la pericolosità della figura carismatica di Agatocle, attentò persino alla sua vita, ma il figlio di Carcino era scaltro e con uno dei suoi stratagemmi riuscì a restare vivo. Cercò però rifugio nella Sicilia interna, tra i Siculi, i quali lo accolsero e attratti dalle sue promesse di riscatto e libertà (i Siculi non godevano di propria indipendenza ed erano soggetti a Siracusa) lo seguirono armati e lo aiutarono nella sua causa. Sostiene Giustino che i primi a eleggere Agatocle come proprio Dux furono proprio i Siculi; ma si sospetta, forse ingiustamente, che dietro questa notizia vi sia la mano di Timeo che godeva nel presentare Agatocle come «comandante dei Barbari».
Secondo Giustino, Agatocle avrebbe in questi frangenti stretto un patto con Cartagine: il suffeta Amilcare II si impegnava a far rientrare Agatocle nella pentapolis e in cambio il siracusano lo avrebbe sostenuto in una scalata al potere assoluto all'interno di Cartagine.
La capitale fenicia dopo essersi schierata per due volte accanto al governo oligarchico (una prima volta al fianco di Sosistrato e una seconda volta la fianco del pacificatore Acestoride), adesso si mostrava alleata dei democratici, assecondando le mosse di Agatocle.
La situazione non era certamente rilassata: Sosistrato aveva riposto le sue speranze in Cartagine, supponendo che la potenza africana avrebbe fatto di tutto per impedire a una nuova figura carismatica, come lo era quella di Agatocle, di prendere il posto che fu di Dionisio I e riportare una tirannide insidiosa nel Mediterraneo centrale; certamente non si aspettava che i Punici gli aprissero piuttosto le porte della pentapolis. Non va tuttavia tralasciata la versione diodorea che invece sembra non conoscere questo patto segreto tra Agatocle e Amilcare: lo storico di Agira afferma infatti che furono i Siracusani stessi a richiamare all'interno Agatocle.

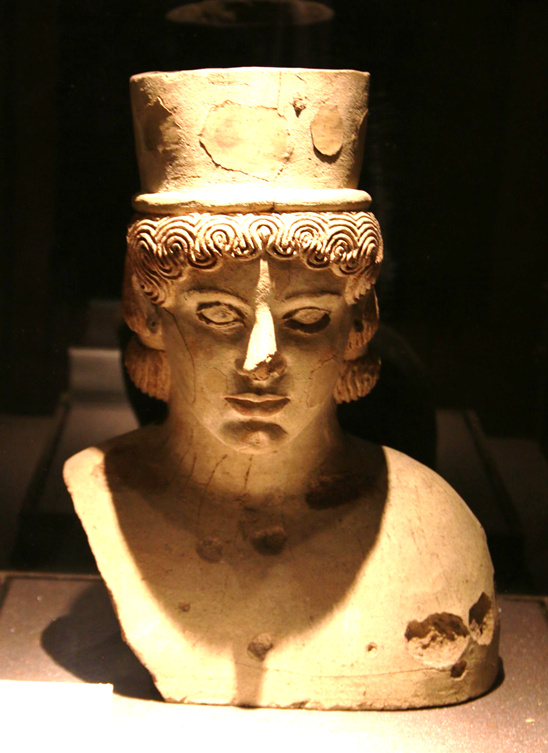
Busto di Demetra, V secolo a.C., di ignota provenienza, situato al museo Ursino di Catania

Al suo rientro egli fu portato al tempio di Demetra (divinità fortemente sentita, della quale i tiranni di Siracusa, a partire dai Dinomenidi, si dicevano ierofanti) e qui gli fecero fare giuramento: egli si impegnava di fronte a Demetra, toccando le sue insegne, a lasciare libere le città greche minori, a rispettare la democrazia di Siracusa e a mantenere la pace con Cartagine e i suoi confini al di là del fiume siciliano Alico. A seguito del giuramento Agatocle venne eletto dal consiglio dei 600 (una sorta di sinedrio o boulé di Siracusa) «stratego con pieni poteri delle fortezze del territorio»; fino a quando non si sarebbe ristabilita la pace. Tuttavia Agatocle non tenne fede al giuramento e senza preavviso fece arrestare e trucidare i 600 consiglieri, poi, con il supporto delle truppe cartaginesi e dell'esercito morgantino e indigeno, diede il sacco alla città di Siracusa.
Le case vennero date al saccheggio dei soldati, le porte della pentapolis vennero chiuse e solamente pochi riuscirono a sottrarsi all'ira di Agatocle e a trovare rifugio presso Agrigento. Dopo due giorni di violenze, stupri e uccisioni politiche, Agatocle mise fine a tutto ciò placando l'eccidio che egli stesso aveva provocato.
(Voltaire, Agathocle.)
Il marmo dell'isola di Paro data la nascita di una tirannide a Siracusa nell'anno 316-315 a.C.; Diodoro tramanda a sua volta il 317-316 a.C. La data coincide anche se la si confronta con la notizia data da Giustino: Agatocle sbarcò in Africa nell'agosto del 310 a.C., sette anni dopo aver preso il potere a Siracusa; quindi ciò avvenne verso la fine del 317 a.C.

### L'assoggettamento delle poleis di Sicilia (315-312 a.C.)
Il governo di Agatocle non venne riconosciuto dalle poleis più forti che attorniavano Siracusa: Agrigento, Gela e Messana, alle quali si aggiunse la polis d'origine di Timeo: Tauromenio. Queste poleis, che mal digerivano la prospettiva di una nuova egemonia totalitaria come ai tempi dei Dionisii, si schierarono al fianco dei fuoriusciti oligarchici siracusani e li ospitarono entro le loro mura, offrendo così ad Agatocle il pretesto per attaccarle e conquistarle.

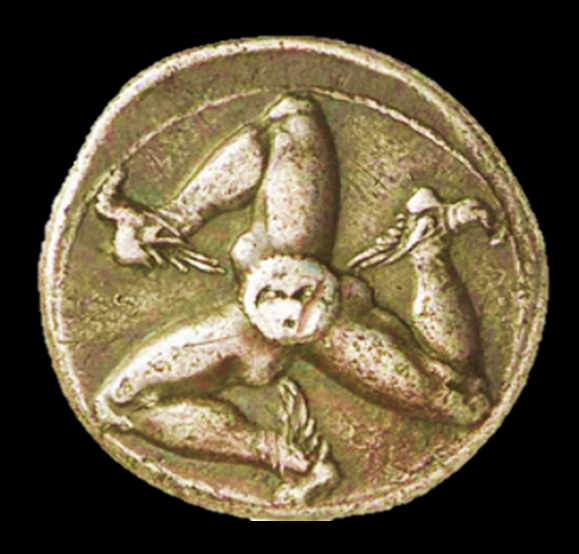
La triskelés alata, simbolo di Agatocle, incisa sulla serie di sue monete che recano l'Apollo coronato sul dritto

Il dinasta siracusano tra il 315 e il 314 a.C. svolse due campagne contro Messana - importante per il controllo dello stretto (Reggio, governata dai democratici, gli era amica) e per essere un luogo ricolmo di esuli oligarchici siracusani. Nella prima fase dell'offensiva si limitò a dei movimenti bellici in territorio messanico, in seguito navigò fino a Mile e a prenderne la rocca (oltrepassando quindi Messana); due mesi dopo pose un vero e proprio assedio alle mura messaniche, ma a interromperlo giunse un'ambasceria dei Cartaginesi guidati da Amilcare i quali gli ricordarono il giuramento che aveva prestato tempo addietro (rispettare la eleutheria - libertà - delle minori poleis di Sicilia), esortandolo a togliere l'assedio. In questa occasione Agatocle, di ritorno verso Siracusa, devastò la città sicula di Abaceno (odierna Tripi).
La pace tuttavia si rivelò effimera: Sosistrato, rifugiatosi con altre migliaia di siracusani dentro le mura di Agrigento, fomentò la rivolta dell'oligarchia in questa polis - già di suo desiderosa di prendere il comando dell'isola - e con i suoi abitanti si misero a capo di una lega che comprendeva le altre poleis dalla forte oligarchia, il cui obiettivo era rovesciare la tirannide popolare di Agatocle.

#### L'intervento di Sparta
Non potendo contare sul sostegno dei Cartaginesi (poiché questi avevano riconosciuto ufficialmente il governo di Agatocle) nel 314 a.C. si rivolsero alle poleis dell'Ellade, in quel momento poste sotto pressione dalle guerre dei Macedoni, e fu infine Sparta a offrire il proprio aiuto e i propri soldati contro il governo agatocleo, mandandoli in Sicilia sotto il comando del principe Acrotato, figlio di Cleomene II. Questo principe, che riuscì a coinvolgere anche Taranto nella lotta contro Agatocle, giunse ad Agrigento con poche navi (poiché gli Efori non lo avevano appoggiato); la sua vicenda ci è narrata in modo superficiale; egli entrò in contrasto con Sosistrato e infine lo uccise. L'uccisione del siracusano gli inimicò Agrigento e lo costrinse all'abbandono della missione. Rimasti senza alleati potenti, gli oligarchici dovettero arrendersi e la lega venne sciolta. Cartagine decise di rinnovare la pace con Siracusa nel 313 a.C., riconoscendole il primato egemonico su tutte le poleis di Sicilia: nessuna lega sarebbe più potuta sorgere senza il consenso siracusano. Agatocle in cambio si impegnava “ufficialmente” a lasciare loro l'autonomia; principio basilare di ogni polis.

#### Gli armamenti di Agatocle e sue intenzioni
Sciolta la lega agrigentina, Agatocle non perse tempo e si dedicò ad ampliare le sue forze militari: arruolò 13 500 mercenari e li unì ai contingenti provenienti dalle città sue alleate, inoltre attuò la coscrizione militare per i cittadini di Siracusa (per legge poteva farlo) e si dedicò all'acquisto di grandi quantità di armi e dardi. In questo modo si mise al comando di un notevole esercito la cui costituzione non passò inosservata ai suoi nemici. Diodoro, riportando probabilmente una fonte dei circoli agatoclei, afferma che tali armamenti erano a scopo preventivo, poiché Agatocle temeva dopo la pace con Amilcare - la quale non era troppo conveniente per Cartagine - un improvviso attacco dei Punici.
Va detto che quello di Agatocle era considerato nel panorama ellenistico, occidentale e orientale, uno dei migliori eserciti in circolazione. Il mercenariato era una pratica già abbondantemente sperimentata dai dinasti siracusani; fu Dionisio il primo a trasformare radicalmente il volto dell'esercito siracusano, capendo che là dove la guerra era di conquista il soldato di professione rendeva di più del cittadino obbligato a prendere le armi. Senza tralasciare oltre a ciò le truppe speciali, o truppe scelte (gli λογάδες); un tempo provenienti esclusivamente dalla forza civica della polis e adesso scelti tra i mercenari che si arruolavano nell'esercito siracusano. Agatocle, ritrovandosi questa eredità, ne fece largo utilizzo.
Agatocle sembrava intenzionato a far risorgere l'imperialismo siracusano dell'epoca dei Dionisii (che fu oggetto di aspre critiche da parte di Platone, ma non solo), assoggettando sempre più territorio, ma il suo governo passava la cosa come una questione puramente politica: si trattava di sconfiggere i governi oligarchici, alleati dei fuoriusciti siracusani, e di imporre alle città governi democratici, che però erano estremamente radicali e scelti da Agatocle.

#### L'avanzata di Agatocle e l'organizzazione della resistenza
Gli oligarchici siracusani, cacciati dopo la cruenta presa di potere da parte di Agatocle, non smisero mai di tentare di rovesciare il governo agatocleo, appoggiandosi ai vari governi delle poleis che li ospitavano. Dal canto suo Agatocle non smise mai di dar loro la caccia, estromettendoli dalle città che andava conquistando. Messana in tal senso era divenuta un posto estremamente pericoloso per Agatocle, poiché gli esuli cacciati da Agrigento, dopo lo scioglimento della lega, si erano riuniti in grande quantità e Messana e la vicinanza di questa polis con la regione geografica dell'Italia rendeva il tutto ancora più rischioso per Agatocle (anche se dall'altro lato la polis di Reggio era sua alleata). Il dinasta aretuseo decise quindi di assediare Messana e di obbligarla a cacciare dalle sue mura tutti gli esuli siracusani, pena la sua totale conquista e perdita di autonomia (nel frattempo si era già impossessato di Taormina).
Agatocle riuscì nel suo intento e sistemato con le armi a Messana un suo governo di stampo democratico-radicale, si diresse ad assediare Agrigento; probabilmente perché qui stava avvenendo un'alleanza tra Agrigentini e Punici, nella quale erano immischiati gli esuli siracusani che si ritrovano tra le file dell'esercito della polis rodio-cretese. Infatti, informa Diodoro, il nuovo capo degli oligarchici esiliati da Agatocle, Dinocrate di Siracusa (amico d'infanzia del tiranno e per questo graziato da lui durante il massacro del golpe), aveva chiesto aiuti a Cartagine per sconfiggere il dinasta.
L'abbandono della politica di non-intervento attuata da Cartagine è visibile da due importanti fattori: la comparsa di una flotta di ben 60 navi cartaginesi spedite nella rada di Agrigento, evidentemente rivolte contro le operazioni di Agatocle, e dall'improvviso cambiamento militare degli esuli oligarchici siracusani; essi sono stati armati e dispongono di una propria forza bellica (finanziata con ogni probabilità da Cartagine).

#### L'ambasceria al senato di Cartagine e il processo ad Amilcare

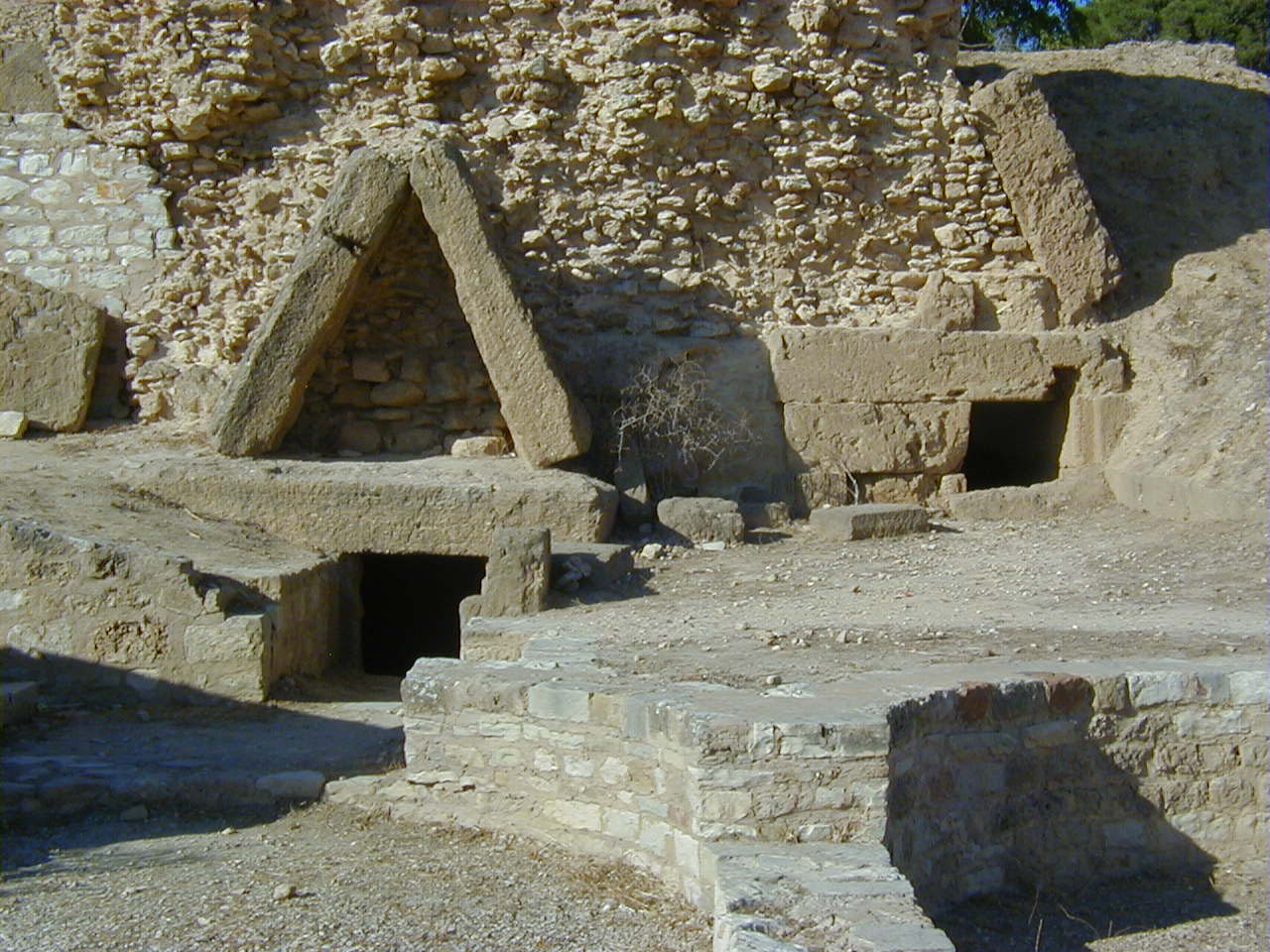
Rovine del sito di Cartagine

Ci sono due tradizioni differenti sulle mosse di Agatocle dopo la presa di potere: la tradizione diodorea, come visto, conosce tutta una serie di eventi che sono invece ignorati dalla tradizione timaica, confluita in Trogo-Giustino; in questa altra versione si dice solamente che Agatocle aggredì i "soci" di Cartagine (senza chiarire chi essi fossero) e che questi mandarono un'ambasceria nella capitale africana raccontando quanto accaduto.
A questo punto viene narrato il processo segreto ai danni di Amilcare (evento sconosciuto alla versione diodorea, il quale rende nota solo la perplessità di Cartagine per la gestione della situazione siciliana da parte di Amilcare), poiché il senato di Cartagine lo accusò, a sua insaputa, di essere responsabile dell'avanzata di Agatocle, non avendolo fermato all'inizio quando ne aveva avuto l'occasione (coerentemente con quanto narrato per il golpe). Morto misteriosamente Amilcare (si sospetta un delitto di Stato), si ordinò la partenza del nuovo generale punico di Sicilia: Amilcare figlio di Gisgone.

### Fine della pace tra Cartagine e Siracusa (312 a.C.)
Giustino afferma che Agatocle appena seppe della morte di Amilcare volle aprire le ostilità con Cartagine. Diodoro fornisce invece una differente sequenza dei fatti: lo storico di Agira informa che Agatocle reagì a una violazione degli accordi verificatasi nel 312 a.C. da parte di Cartagine, la quale incurante dei confini stabiliti prima dal trattato timoleonteo e poi da quello recentissimo del 313 a.C., aveva dispiegato la sua flotta nella rada di Agrigento, per ostacolare i movimenti di Agatocle, tradendo quindi la riconosciuta egemonia di Siracusa sulle poleis siceliote. Da qui la reazione di Agatocle che, conscio di non potere affrontare l'impero cartaginese sul mare (in quel momento Agatocle non disponeva del denaro necessario per costruire una grande flotta), decise di provocarlo sfruttando la superiorità terrestre della quale disponeva; tolse l'assedio ad Agrigento e portò i suoi soldati all'interno della provincia cartaginese di Sicilia, espugnandone le piazzeforti.
Appariva ormai evidente che l'equilibrio che aveva stabilito la pace per oltre un ventennio tra Siracusa e Cartagine si era rotto. Indubbiamente le due versioni appartengono alle due opposte fazioni: una filo-cartaginese (Cartagine deve reagire in difesa dei suoi socii e si vede aggredita da Agatocle) e una filo-agatoclea (è Cartagine ad aggredire per prima Agatocle, intromettendosi nelle questioni egemoniche di Siracusa, Agatocle non vuole tollerarlo oltre).

### Scontri nella Sicilia interna

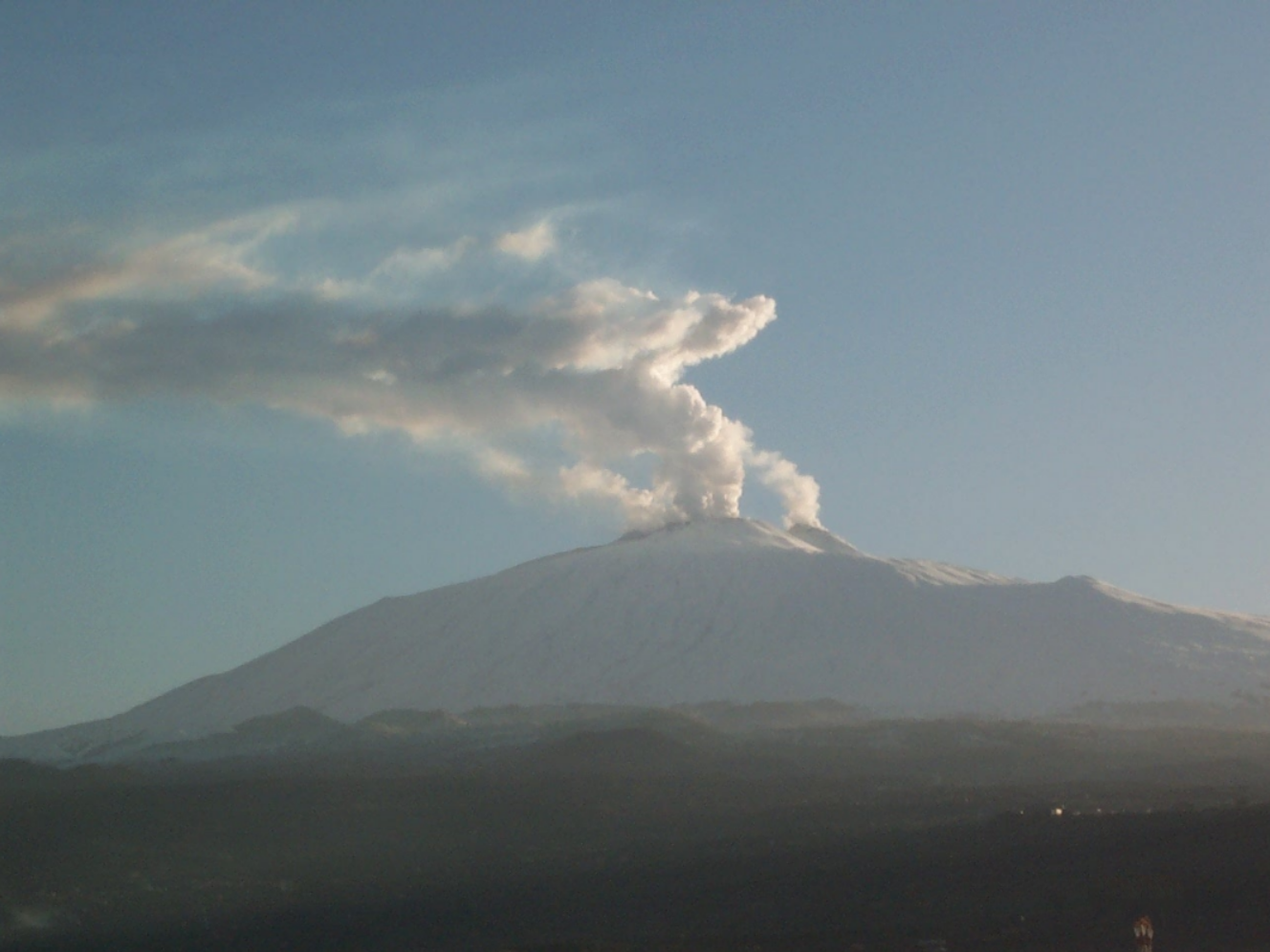
Il vulcano Etna visto dal territorio di Centuripe e nei pressi di Galaria

Dinocrate approfittando del blocco che la flotta cartaginese impose all'esercito siracusano, prese parte delle sue truppe e si diresse nella zona interna dell'isola, nei pressi dell'Etna, a Galaria, mentre spedì il suo luogotenente Ninfodoro con le restanti truppe a Centuripe. Questa azione combinata aveva lo scopo di sottrarre al dominio di Agatocle le città dei Siculi.
Le popolazioni indigene aprirono le porte agli esuli armati di Siracusa, sostenendoli contro Agatocle (va infatti ricordato che dopo un iniziale accordo con il dinasta, questi aveva dimostrato ostilità nei confronti dei siculi di Abaceno, alienandosi probabilmente l'intero ethnos). L'assalto di Centuripe fallì e Agatocle punì tutti coloro che gli si erano ribellati.
A Galaria lo scontro durò più a lungo: Dinocrate mise sul campo un esercito di 3 000 fanti e 2 000 cavalieri, i quali si scontrarono con le forze agatoclee, pari per numero e valore. Dopo aver lasciato molti morti sul campo, Galaria, inizialmente conquistata dagli oligarchici, passò nuovamente sotto il comando di Agatocle.
Durante questi assalti si verificò inoltre il primo vero atto di ostilità cartaginese nei confronti della Siracusa di Agatocle: 50 delle 60 navi giunte ad Agrigento fecero il loro ingresso nel porto grande di Siracusa e dopo aver fatto prigioniere due navi alla fonda, mozzarono le mani all'equipaggio di quella proveniente da Atene. Agatocle, informa Diodoro, non concesse perdono ai Cartaginesi: anch'egli, catturate le navi di Cartagine che erano giunte nel Bruzio, fece amputare le mani all'equipaggio.

### La battaglia di colle Ecnomo (311 a.C.)
Giustino ricorda brevemente e succintamente due battaglie combattute da Agatocle prima che questi decidesse di trasferire il conflitto bellico in Africa. La prima di queste battaglie si è ipotizzata essere la scorreria che compì Agatocle nella provincia cartaginese di Sicilia per provocazione; la seconda è invece generalmente riconosciuta nella battaglia dell'Ecnomo (il colle «Scellerato» del toro di Falaride), avvenuta nella chora geloa (nei pressi dell'odierna Licata).

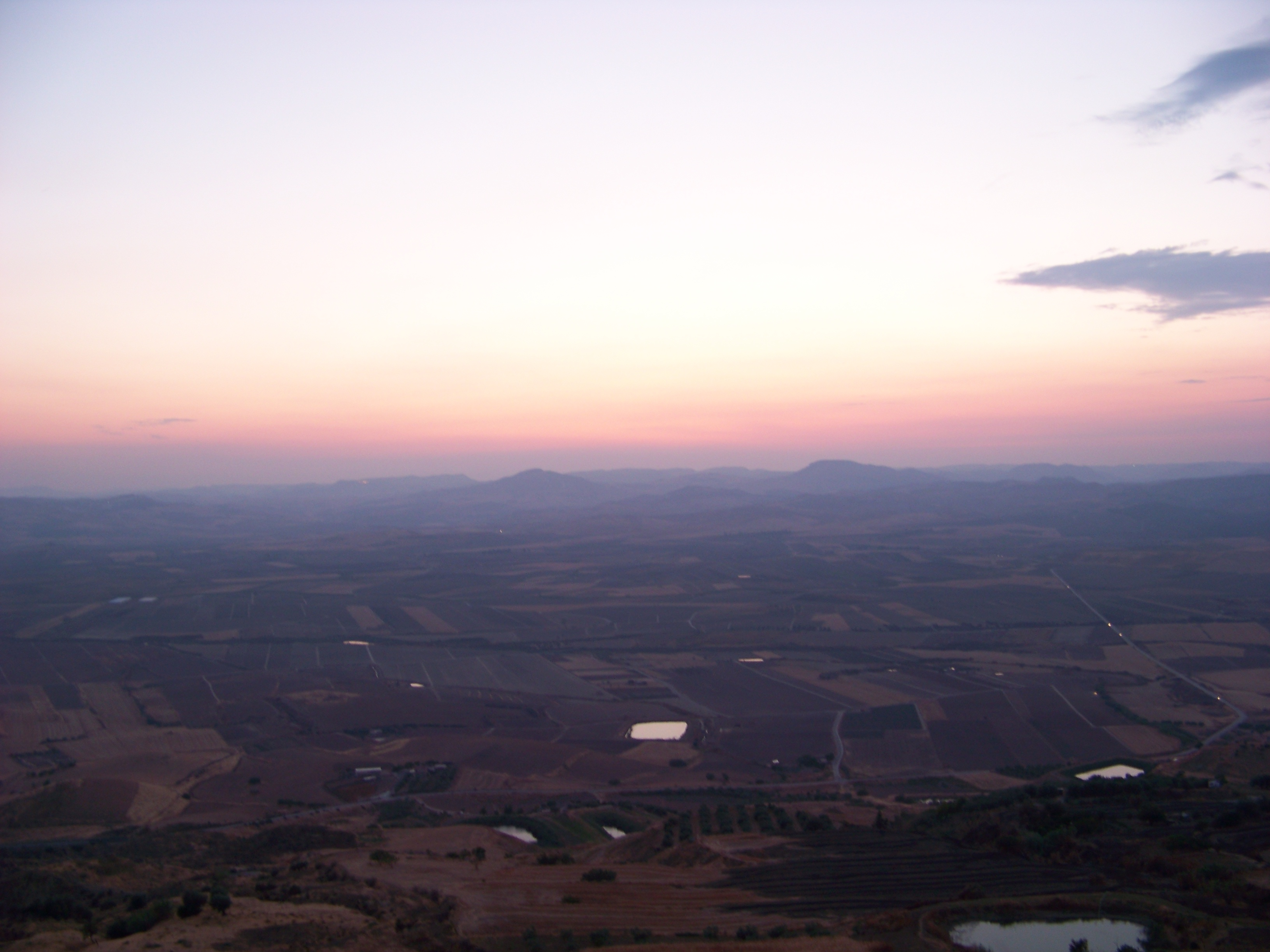
I fertili campi geloi (piana di Gela) attraversati da Agatocle e i suoi soldati

È Diodoro ad aver conservato le testimonianze sull'Ecnomo: egli narra che Cartagine spedì in Sicilia una forza poderosa composta da 130 trireme, numerosissime navi da cargo, 45 000 fanti e 5 000 cavalieri (tra cui figure molto influenti: cittadini e proprietari terrieri cartaginesi, soldati provenienti dal territorio libico, dall'Etruria e i rinomanti frombolieri delle isole Baleari). L'esercito di Amilcare gisgonio approdò nella chora geloa dopo aver perso molti uomini e mezzi in mare (vicenda che portò Cartagine ad appendere il drappo nero in segno di lutto nelle sue mura), ma riuscì ugualmente a incutere timore nel dinasta eretuseo e nel suo esercito. Dopo aver preso Gela con la violenza (4 000 cittadini geloi vennero trucidati dai Siracusani, colpevoli di non aver voluto accettare il presidio armato di Agatocle), fondamentale per la sua posizione strategica ai fini della battaglia, Agatocle si accampò con i suoi uomini di fronte all'Ecnomo, presso le colline di Falaride, nel Phalarion; nel mezzo tra i due eserciti, come un baluardo naturale, vi era il fiume Himera.
Per due volte Agatocle tentò di sconfiggere i Cartaginesi sull'Ecnomo, e in entrambi gli scontri sembrava stesse per trionfare definitivamente, ma i nuovi rinforzi giunti dal mare a favore di Cartagine, furono decisivi per decretare la sconfitta del tiranno e il trionfo di Amilcare. L'esercito siracusano lasciò sul campo 7 000 dei suoi soldati. Agatocle cercò quindi rifugio all'interno di Gela, sperando con la sua presenza di trattenere nella chora geloa i Cartaginesi, in modo da dare a Siracusa il tempo di compiere il raccolto del grano senza trascinarsi dietro l'intero esercito dell'Ecnomo, in quanto la battaglia si svolse durante la canicola (ὑπὸ κύνα), all'epoca della mietitura, che in Sicilia avviene a giugno. Amilcare gisgonio vedendo che Gela resisteva benissimo al suo assedio (i soldati di Agatocle erano colmi di viveri), la oltrepassò e si portò a insidiare la chora siracusana.

### L'assedio di Siracusa
Amilcare gisgonio non si portò subito sotto le mura di Siracusa, prima volle accerchiarla, sottraendole le città della sua chora; potenziali bacini di riarmo per Agatocle: Camarina, Leontinoi, Katane, la già precedentemente citata Taormina (alle ribelli si aggiunse anche Messana) e numerose altre piccole città che mal sopportavano da sempre il dominio siracusano su di esse e che quindi accolsero volentieri Amilcare e la sua promessa di «eleutheria e autonomia».
Agatocle nel frattempo portò i sopravvissuti della battaglia dell'Ecnomo all'interno di Siracusa, fece riparare le parti delle mura rovinate e fece portare dentro la pentapolis la raccolta di grano, in modo da essere abbastanza fortificati e forniti di cibo per resistere all'assedio dei Punici.

#### La decisione di portare il conflitto sul suolo africano
Agatocle all'Ecnomo non aveva solo subito una sconfitta militare, ma anche una grave sconfitta politica, poiché la sua lotta all'oligarchia si basava proprio sulla sua supremazia bellica; con essa era riuscito fino a quel momento a sopraffare i governi delle città che gli si erano opposte. Amilcare con il suo esercito aveva sconfessato questa sua verità e Agatocle, essendo un tipo molto orgoglioso e combattivo, non glielo avrebbe perdonato né sarebbe rimasto a subire passivamente il suo assedio. Deliberò quindi una strategia mai adottata prima da nessun esercito: attaccare Cartagine direttamente in Africa (va ricordato che nemmeno i Macedoni di Alessandro si erano rivolti contro Cartagine, poiché diedero la precedenza alla lotta contro i Persiani).

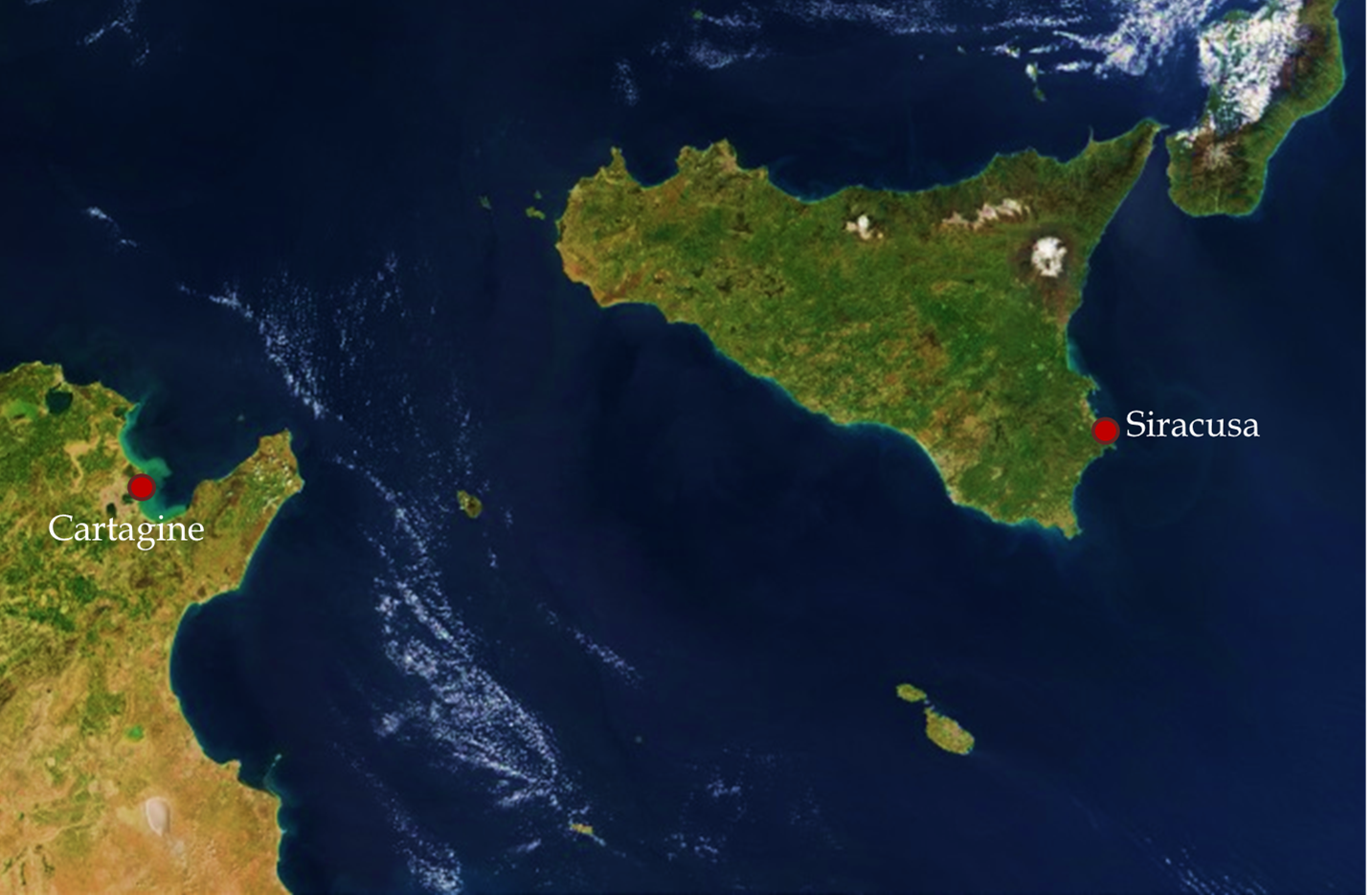
Posizione geografica di Siracusa e Cartagine; il viaggio di Agatocle dalla Sicilia all'Africa durò 6 notti e 7 giorni

Agatocle era soprattutto uno stratega militare, è plausibile quindi sostenere che con questa mossa a sorpresa egli intendesse alleggerire il peso dell'assedio su Siracusa, distrarre il grosso delle truppe di Cartagine che in quel momento erano riversate sulla pentapolis aretusea. In sostanza, il suo obiettivo era quello di indebolire Cartagine, riportarla entro i suoi confini, affinché non si intromettesse oltre negli affari siciliani. Ciò era possibile attuarlo solo se fosse riuscito a imporre a Cartagine un governo moderato, non-interventista, come quello rappresentato da Amilcare II.
Alcuni studiosi hanno avanzato l'ipotesi che Agatocle volesse distruggere Cartagine e che nutrisse delle mire imperialistiche persino superiori a quelle dionisiane (il quale, va ricordato, si spinse a fondare colonie con la sua flotta sia nell'alto Adriatico sia nell'alto Tirreno e compì grandi battaglie contro i Cartaginesi).
Certamente non era il momento più felice per organizzare una partenza, poiché Siracusa era assediata per mare e per terra, ogni attività commerciale era quindi momentaneamente cessata. Ad Agatocle serviva denaro e se lo procurò con estreme misure d'emergenza, ovviamente impopolari: prestiti forzati del denaro dei templi, delle finanze sociali, dei gioielli. Riuscì ad allestire 60 navi e disse all'esercito di tenersi pronto e armato. La preparazione alla partenza avvenne nel segreto più assoluto, favorito dal generale stato di agitazione per l'assedio. Per sopperire alla mancanza di uomini, periti all'Ecnomo, Agatocle diede l'ordine di liberare tutti gli schiavi della città che fossero in età militare, poi li fece giurare e li integrò tra i soldati. Arruolò anche molti mercenari, tra cui numerosi gruppi di Sanniti, Etruschi e Celti. Infine nel redigere le liste della leva per i cittadini si premurò di separare i componenti familiari (il fratello dal fratello, il padre dal figlio, ecc...), in modo che chi fosse rimasto in città si sarebbe guardato bene dall'attuare una qualsiasi ribellione che avrebbe portato a gravi ritorsioni contro il soldato membro della famiglia in Africa tra le file di Agatocle.
Il comando della pentapolis venne affidato a suo fratello Antandro, al quale affiancò un suo fedelissimo: l'etolo Erimnone; costoro con un sufficiente numero di guardie, avevano il compito di difendere Siracusa da Amilcare gisgonio durante la sua assenza.

### La spedizione agatoclea in Africa (310-307 a.C.)

#### L'approdo a Capo Bon e l'alleanza con Ofella

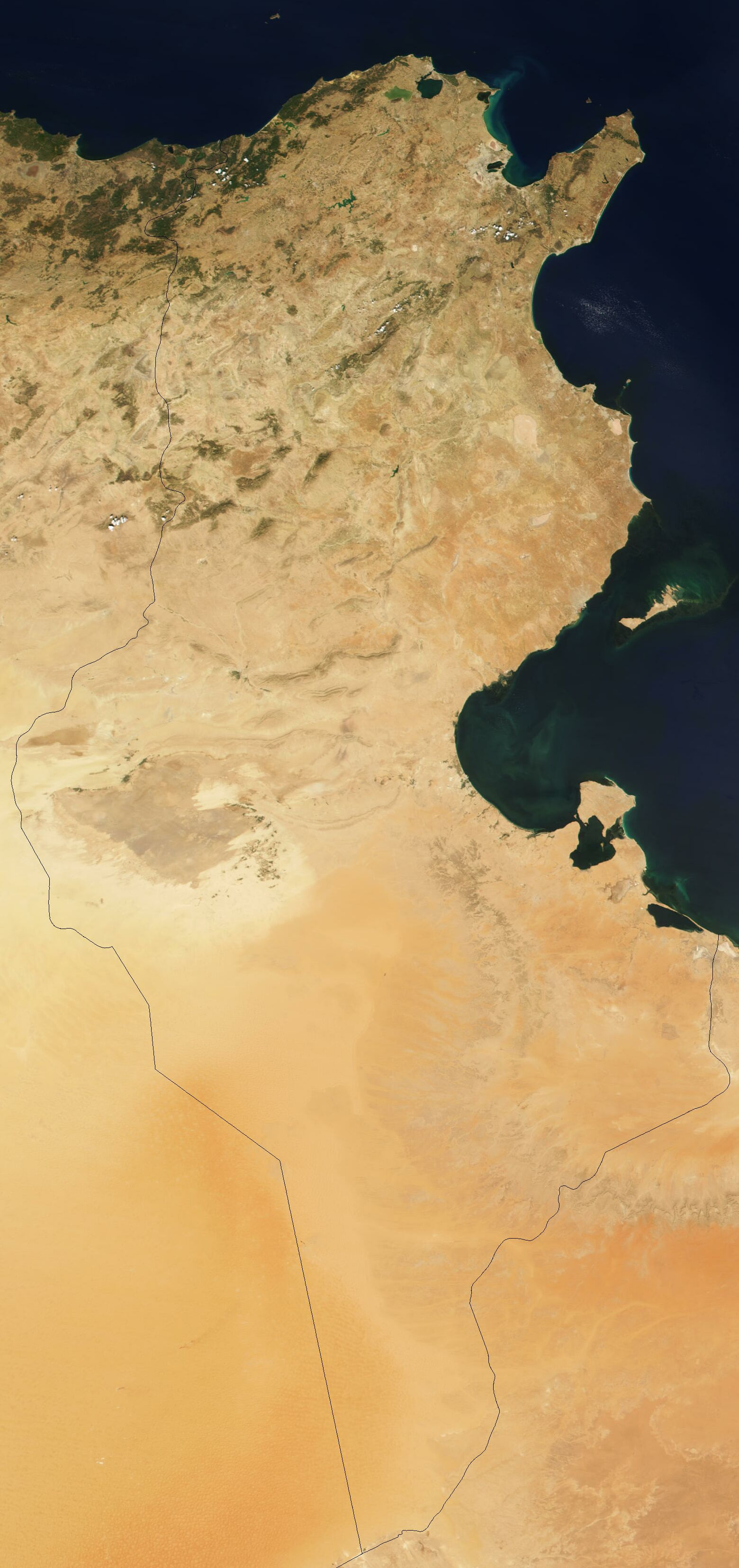
Immagine satellitare di Capo Bon, della Tunisia e del deserto libico

Tenuta a battesimo da un'eclissi solare che impressionò negativamente l'esercito di Agatocle, la spedizione siracusana in terra d'Africa cominciò nella maniera più anomala e movimentata possibile: non solo l'astro, fonte di luce e simbolo di vittoria, si oscurò in maniera sinistra agli occhi dei Siracusani e «le stelle furono viste splendere per tutto il cielo» in pieno giorno, ma una volta approdati nei pressi della penisola africana di Capo Bon, in una zona detta Latomiae, Agatocle diede l'ordine di bruciare tutte le navi; fece ciò perché asserì di aver fatto un voto alle divinità maggiori della Sicilia, Demetra e Kore, le quali avevano permesso loro di approdare sani e salvi sulle rive della Libye. In verità vi erano altri motivi, afferma Diodoro, che spinsero Agatocle a un simile gesto: anzitutto l'obbligare i soldati a combattere; essi infatti non avevano via di fuga e non rimaneva loro altra scelta se non quella di vincere, per poter costruire delle nuove navi e così tornare a casa, e inoltre in questo modo Agatocle non doveva dividere le sue truppe per lasciarne una parte a guardia delle navi.
Dopo la solenne cerimonia che con un grande incendio si portò via il mezzo con il quale erano approdati, Agatocle e il suo esercito si misero in marcia addentrandosi nella campagna cartaginese; una regione geografica che Diodoro descrive come un giardino incantato, ricolmo di ogni bene, fertile e con una popolazione ricca che non aveva mai conosciuto la guerra; tutto ciò grazie all'imperialismo inviolato di Cartagine. I Siracusani conquistarono Tunisi e qui vi allestirono il quartiere generale delle operazioni belliche. Non passò molto tempo prima che si arrivasse allo scontro diretto con gli uomini di Cartagine, i quali ebbero la peggio, mentre trionfarono i più esperti soldati di Siracusa e suoi alleati.

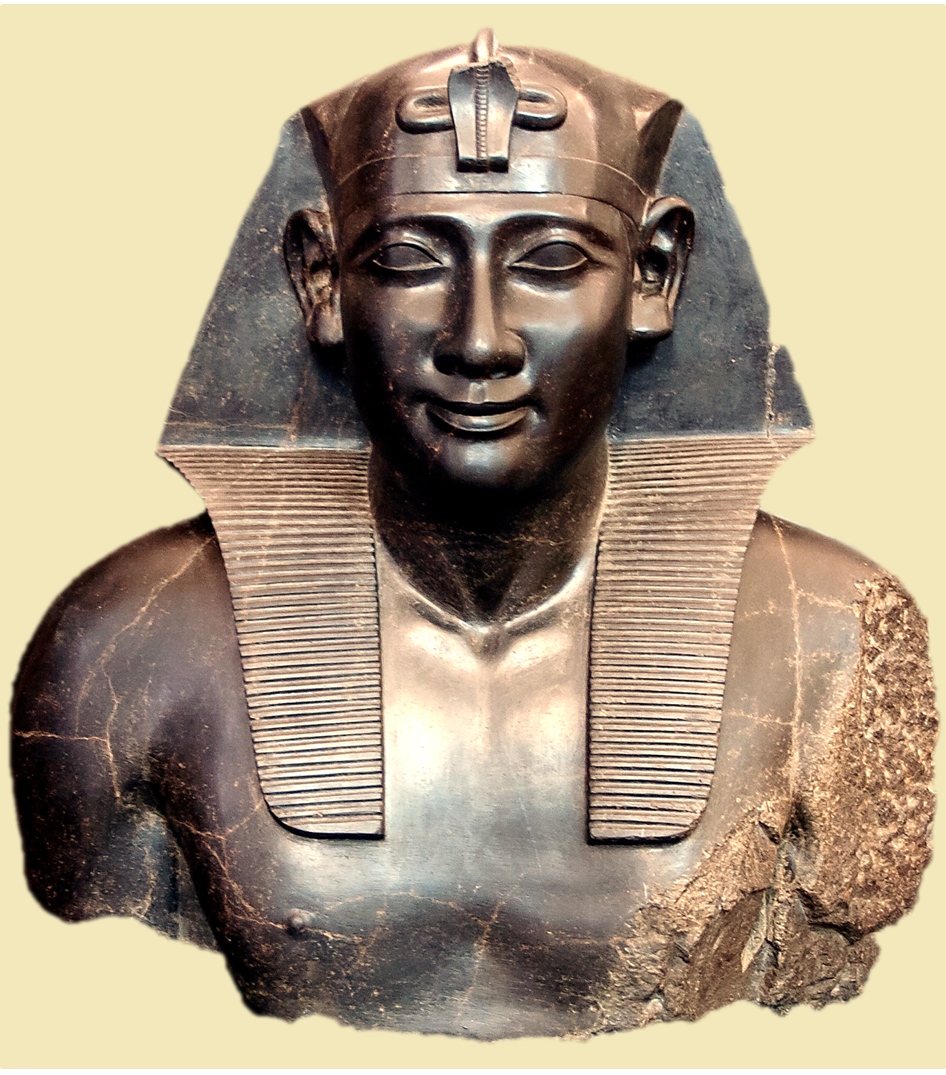
Busto di Tolomeo I Soter, generale di Alessandro Magno, satrapo d'Egitto; alleato di Agatocle in Africa

Il primo anno di guerra fu un vero successo per Agatocle, rovinato solamente da uno screzio pericoloso avvenuto tra suo figlio Arcagato (Agatocle infatti condusse in Africa i suoi due figli maggiori: Arcagato ed Eraclide) e un suo capitano, Licisco, il quale aveva accusato il primogenito agatocleo di avere una relazione con Alchia, compagna di Agatocle. Finita in tragedia, Agatocle dovette usare tutte le sue doti carismatiche per riportare la calma nel suo esercito.
Nonostante stesse conseguendo delle splendide vittorie contro Cartagine, Agatocle sentì la necessità di avere dei solidi alleati e quindi mandò i propri ambasciatori presso l'antica capitale dei Greci in terra d'Africa: Cirene; qui vi risiedeva il governatore Ofella, rappresentante del satrapo d'Egitto Tolomeo I Sotere. Agatocle si legò a entrambi e Ofella, che coinvolse in questa spedizione anche le città dell'Ellade e particolarmente Atene (egli era infatti il marito di Euridice di Atene, figlia di una delle famiglie più in vista dell'Atene costretta a soggiacere al dominio dei Macedoni), mise in marcia nel deserto la ragguardevole cifra di 20 000 persone, più innumerevoli beni logistici; tuttavia una metà di questa gente non erano soldati, bensì coloni: donne, bambini e civili in genere che erano stati attratti dal progetto di Agatocle che sembrava promettere terre nuove nell'Africa occidentale; ben lontane dallo strapotere macedone.
Tuttavia una colonizzazione non rientrava nei piani di Agatocle, e men che meno in quel momento, quando la potenza di Cartagine era ancora reattiva e minacciosa, quindi, dopo aver ucciso per oscuri motivi il suo alleato Ofella (Agatocle lo sorprese con i suoi uomini armati e lo fece uccidere) inviò nelle coste di Sicilia tutti coloro che non erano adatti a combattere; la loro destinazione finale doveva essere Siracusa, ma una serie di violente tempeste verificatesi durante la navigazione li fece naufragare alle isole delle Pithcusse, in Italia. Agatocle divenne l'unico comandante di un esercito che adesso si era raddoppiato.

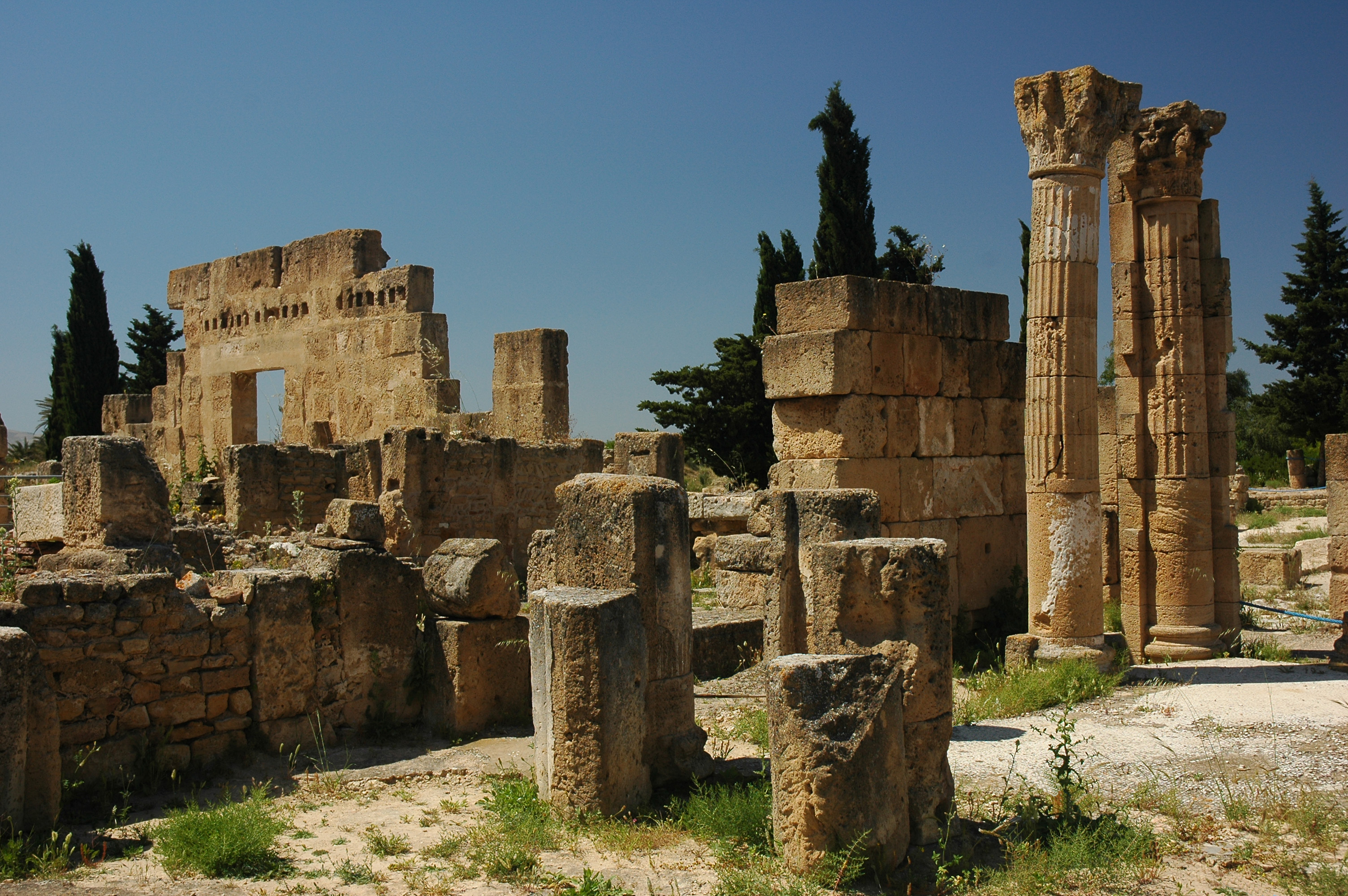
Utica, la seconda città più potente dell'impero cartaginese conquistata da Agatocle

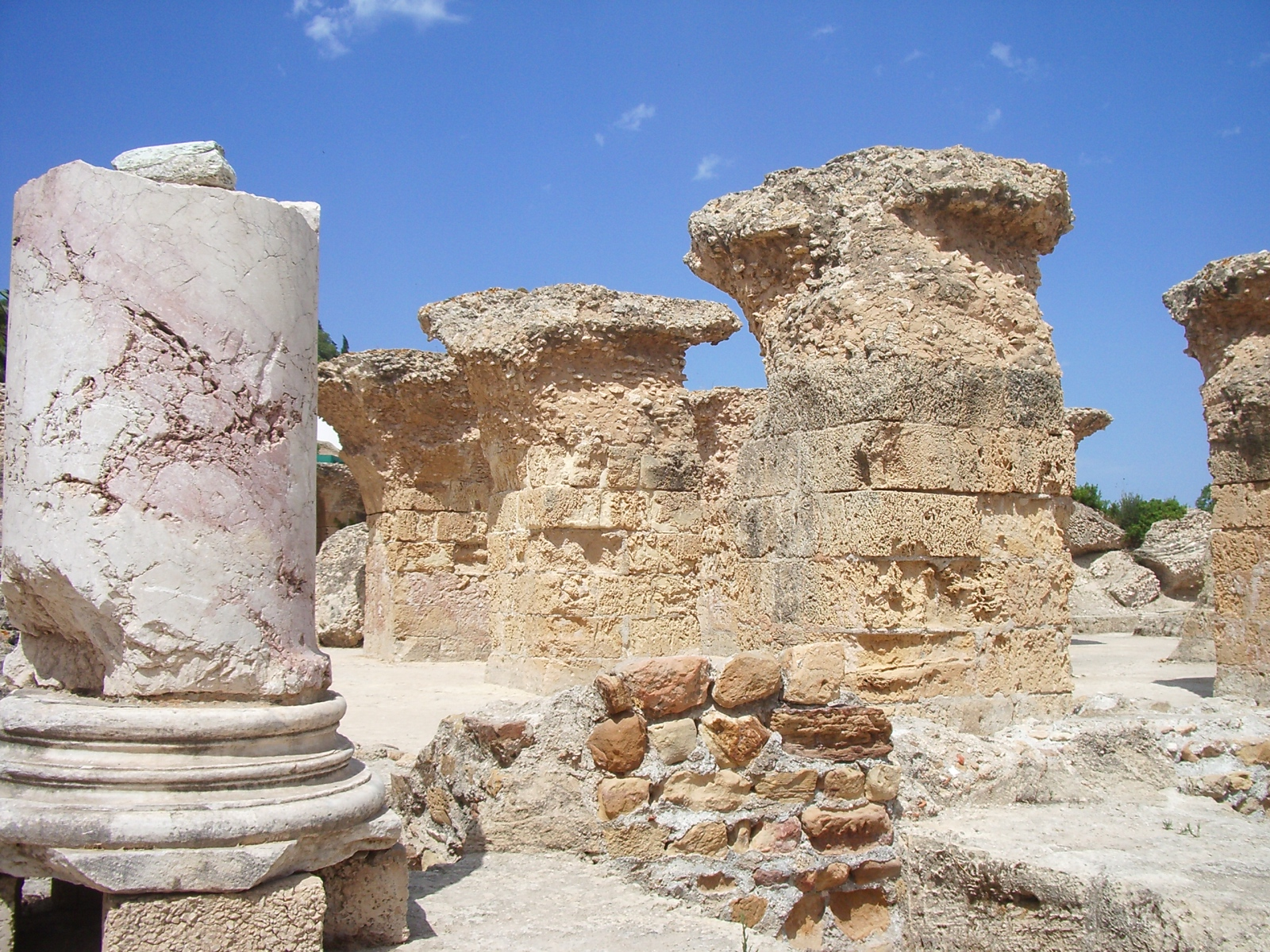
Rovine di Cartagine; la città affrontò una cruenta guerra civile a causa di Agatocle durante la quale venne crocifisso il suo suffeta Bomilcare

#### Vittorie di Agatocle nellaLibye
Le fonti odierne sono discordi nello stabilire se Agatocle abbia preso il titolo di re durante la sua permanenza in Africa, 307 a.C., o se ciò sia avvenuto qualche anno dopo il suo rientro: verso il 305-304 a.C. L'incertezza nasce da una discordia tra le fonti primarie: Diodoro afferma che Agatocle si auto-incoronò re prima di prendere Utica; nel momento di sua massima forza in Africa e dopo aver constatato che anche gli altri diadochi, che egli considerava suoi pari, avevano preso il diadema. Tuttavia il Marmo Parium differisce dalla notizia diodorea poiché afferma che il re d'Egitto, Tolomeo Sotere, aveva preso il titolo di basileus nell'anno 305-304 a.C.
Agatocle in Africa aveva ottenuto una lunga scia ininterrotta di vittorie che avevano gettato Cartagine nel panico: a causa della sua minacciosa presenza la capitale fenicia dovette affrontare una pericolosissima guerra civile all'interno delle sue mura, capitanata dal sufeta Bomilcare che aveva intenzione di prendere il potere assoluto approfittando del momento di caos attraversato dai Cartaginesi; spaesati dalle mosse del Siracusano. Pur con numerose e gravi perdite, Cartagine riuscì a non cadere nella tirannia e il sufeta Bomilcare venne crocifisso (era stato eletto insieme ad Annone per sostituire Amilcare III decapitato a Siracusa).
Passati quattro anni sul suolo africano, l'esito complessivo del conflitto volgeva decisamente a favore di Agatocle: sembrava che mancasse davvero poco per porre l'assedio alla stessa Cartagine, poiché i Siracusani erano diventati superiori al nemico sia per numero di soldati e sia per numero di alleati, inoltre avevano accerchiato quasi del tutto la capitale punica tramite il possesso dei vari confini dell'impero cartaginese: da oriente a occidente. Ma il prosieguo del cammino di Agatocle in Africa venne stravolto dal sopraggiungere di notizie allarmanti dalla Sicilia che informavano il dinasta della grave situazione in cui versava il suo dominio oltremare.

#### Primo ritorno di Agatocle in Sicilia
Gli oligarchici capitanati da Dinocrate, rotta l'alleanza con Cartagine, stavano conducendo alla ribellione i centri sotto il dominio di Agatocle. Come se non bastasse anche Agrigento era insorta a nuova protettrice dell'indipendenza dei Greci e aveva rivolto le sue forze contro Cartagine e anche contro Agatocle. Stando così le cose il dinasta si vide costretto a lasciare momentaneamente l'Africa, scombinando i suoi piani, per andare a sedare le ribellioni in Sicilia.
Approdato presso Selinunte, Agatocle conquistò in breve tempo la maggior parte dei domini punici siciliani. I Siracusani volsero quindi le armi contro gli Agrigentini e li sconfissero. Agatocle preferì però rimandare lo scontro con Dinocrate, avendo lasciato il grosso del suo esercito nella Libye. Dopo essere giunto a Siracusa gli arrivò il messaggio di suo figlio Arcagato che lo incitava a fare un celere ritorno sulla terra d'Africa poiché nel frattempo il suo esercito era stato attaccato e in gran parte trucidato dai Cartaginesi per mezzo di micidiali imboscate. Agatocle per lasciare il porto di Siracusa doveva rompere il blocco navale dei Cartaginesi, ma egli non aveva abbastanza navi per farlo. Fortunatamente ricevette in quei frangenti l'aiuto degli Etruschi, i quali arrivarono di nascosto con 15 navi che si andarono ad aggiungere alle sue 17 navi; con un'ingegnosa mossa a sorpresa di Agatocle, fu rotto il blocco punico e il dinasta poté navigare nuovamente verso la Libye.

#### Ripartenza per l'Africa

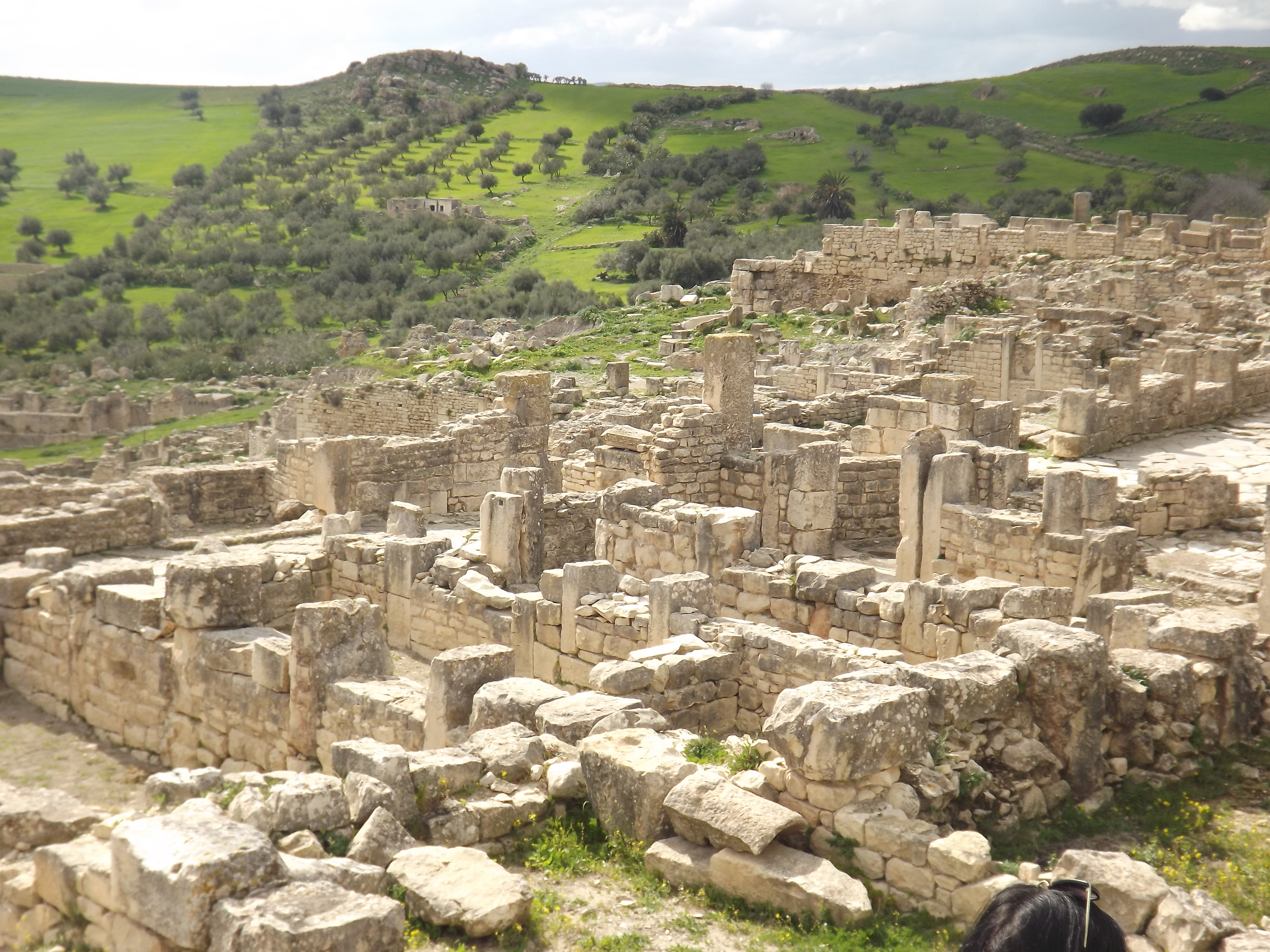
Thugga (antica Tokai), una delle città conquistate dai Siracusani durante l'assenza di Agatocle dall'Africa

Approdato a Tunisi, Agatocle trovò la situazione che aveva lasciato totalmente capovolta: l'esercito, che sotto la guida di Arcagato aveva inizialmente allargato persino il suo dominio inoltrandosi verso la zona dei monti atlantici, era d'improvviso stato attaccato dai Punici che erano riusciti a fare uscire dalle mura di Cartagine la considerevole cifra di 30 000 soldati, puntando il tutto per tutto sulla frammentazione dei soldati agatoclei e sull'effetto sorpresa. I Cartaginesi erano riusciti nel loro intento e quando Agatocle giunse al campo generale trovò i suoi uomini decimati (durante le imboscate erano morti oltre 8 000 dei suoi soldati) e con un malumore dovuto alla situazione di assedio che il nemico stava loro infliggendo; avendogli bloccato ogni via di comunicazione con la regione libica.

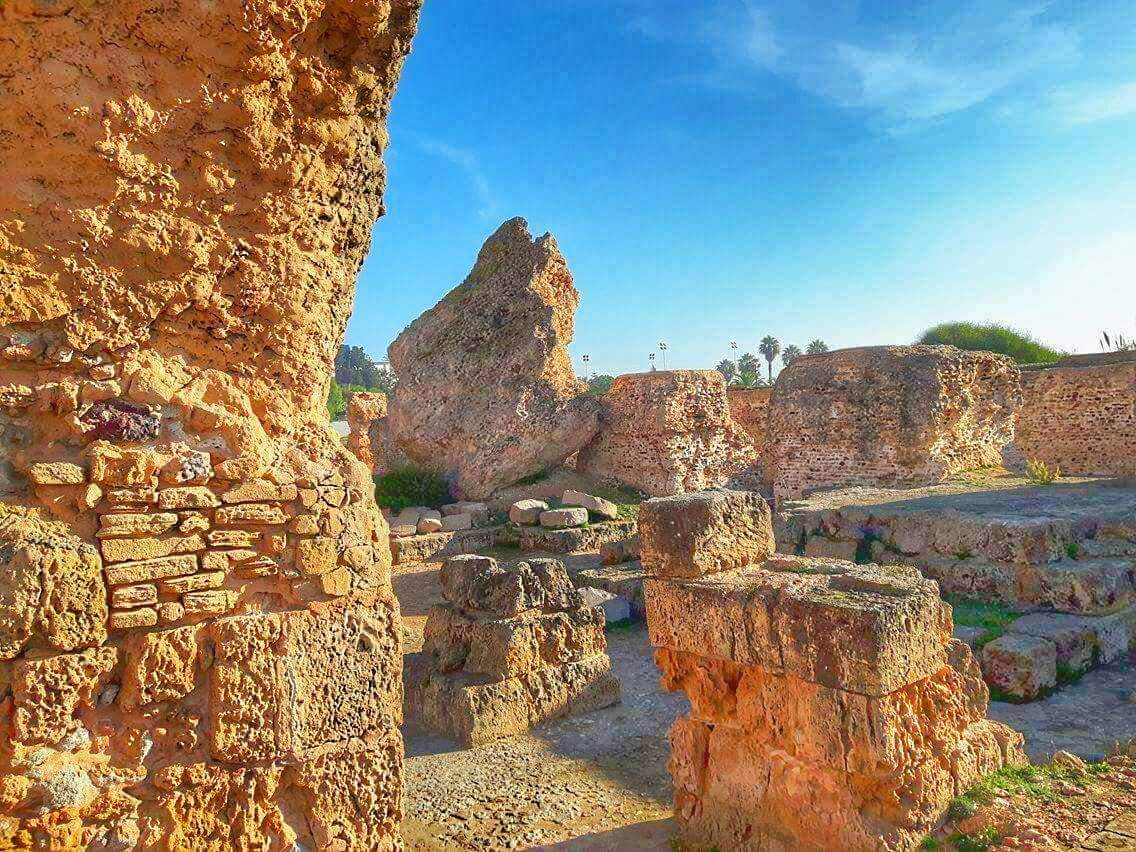
I Cartaginesi riuscirono a stroncare la quasi totalità della fanteria di Agatocle segregandola su una collina del tutto priva di acqua e di cibo

Agatocle secondo Giustino dovette in questi frangenti sedare un'altra pericolosa ribellione dei propri uomini che pretendevano lo stipendio (il quale non sarebbe stato dato a causa di suo figlio Arcagato), calmando i loro animi con promesse di denaro elargite dalla futura preda africana che avrebbero conquistato in battaglia. Secondo Diodoro, che non conosce tale sedizione, Agatocle spronò i suoi uomini a reagire, non contemplando minimamente la resa per fame - come si aspettavano invece i Cartaginesi - conducendoli quindi in una nuova estenuante battaglia dove il suo esercito ebbe la peggio: sia a causa della sfavorevole posizione logistica (i Cartaginesi trincerati su una collina li vedevano giungere da sotto, mentre i Siracusani dovevano avanzare scoperti, in salita, su un terreno accidentato) e sia a causa della troppa differenza numerica, la quale stavolta influì, portando a un primo cedimento dei mercenari, seguito a ruota dalle restanti truppe siceliote e greche. La sconfitta di questa battaglia causò ad Agatocle la perdita di altri 300 uomini, l'immolazione da parte dei Cartaginesi di 3 000 prigionieri di guerra e l'allontanamento degli ultimi 10 000 soldati degli alleati Libici che avevano combattuto dalla sua parte e che avevano deciso, a seguito della sconfitta, di ritornare fedeli a Cartagine.

#### Definitivo rientro di Agatocle in Sicilia
Agatocle decise di tornare nuovamente in Sicilia e di lasciare l'esercito e i suoi figli in Africa; aspettando un suo ritorno, sostengono le fonti odierne, discordando dalla versione, troppo confusionaria, delle fonti antiche (Giustino e Diodoro), secondo le quali Agatocle avrebbe scelto di portare con sé solo uno dei suoi due figli (Arcagato afferma Giustino; Ercaldide sostiene Diodoro) e infine, scoperto dai suoi uomini che non volevano restare un'altra volta nella Libye senza di lui, fu costretto a fuggire da solo, tradendo così il suo esercito e la sua discendenza:
(Giustino, XXII 8, 9.)
Nella versione di Giustino si sente molto l'influsso timaico, decisamente avverso al dinasta. Ma poiché anche Diodoro registra un ritorno in Sicilia rocambolesco per Agatocle, è molto probabile che realmente egli fu costretto ad andarsene segretamente, contro la volontà del suo esercito, che evidentemente era rimasto troppo traumatizzato dai recenti eventi (l'eccidio post-spedizione di Eumaco) per accettare di rimanere ancora all'accampamento aspettando nuovi rinforzi dalla Sicilia con la minaccia sempre più crescente di Cartaginesi e Libici. E infatti arrivò la ritorsione dei soldati, i quali uccisero i figli di Agatocle, scombinando del tutto i suoi piani.

### La vendetta di Agatocle sui Siracusani
Appena ad Agatocle giunse notizia che l'esercito rimasto in Africa gli aveva ucciso entrambi i figli, la sua vendetta fu repentina e tremenda: egli, che in quel momento si trovava impossibilitato a raggiungere Siracusa poiché una folta schiera di truppe ai comandi di Dinocrate gli sbarrava la strada, diede l'ordine dalla Sicilia occidentale di fare uccidere tutti i siracusani che avevano legami di sangue con i soldati che con lui erano partiti per la Libye: egli si era già premunito per una simile eventualità (infatti all'inizio della spedizione si era assicurato di dividere con la lista dei proscritti le famiglie di Siracusa), per cui Antandro e i suoi soldati non dovettero fare altro che tenere fede a quella famigerata lista per compiere il più grave degli eccidi di massa ordinati dal dinasta:

### Agatocle tra Dinocrate e Cartagine (306 a.C.)

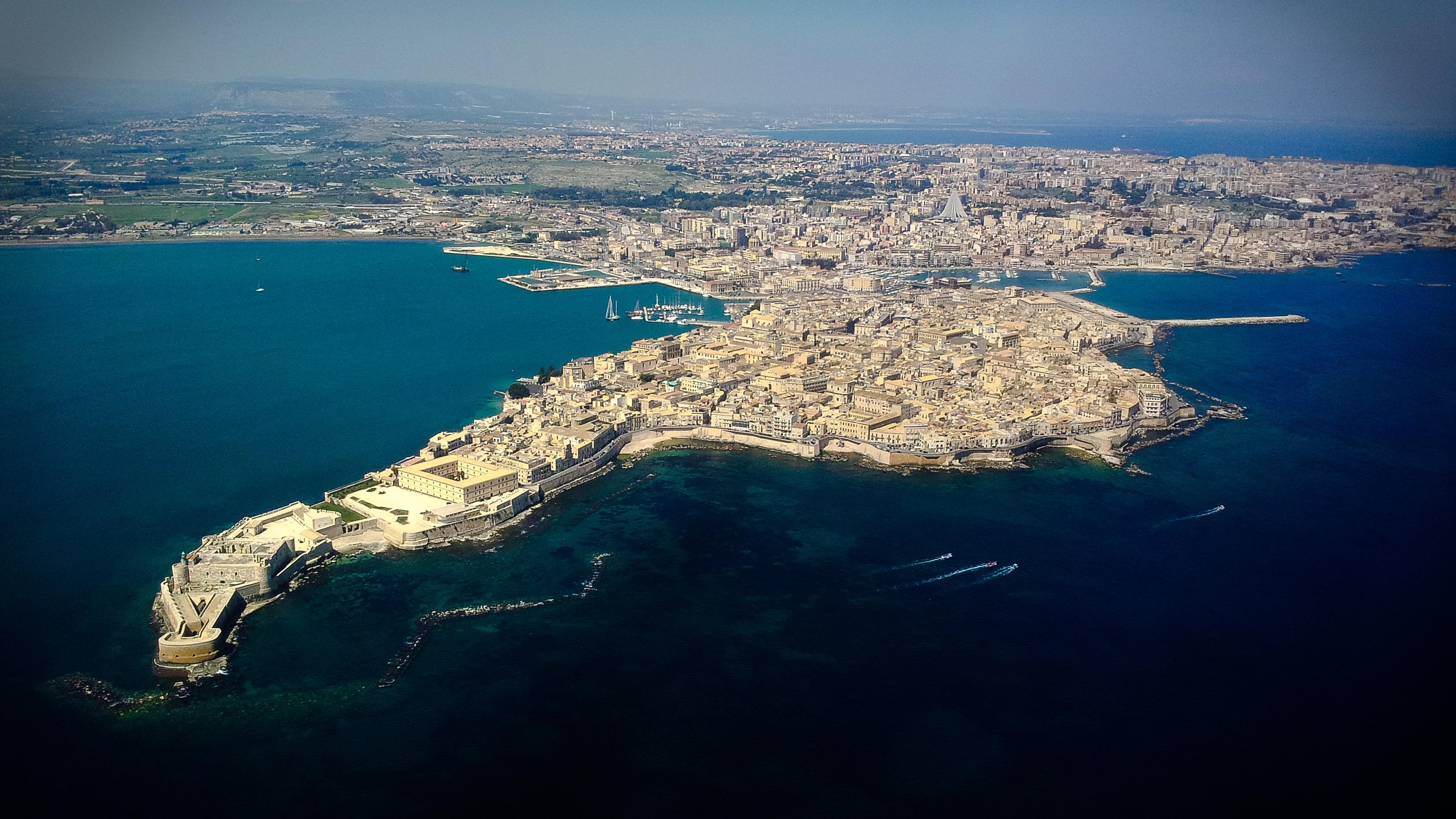
Siracusa, se pur stretta per mare dai Cartaginesi e per terra dagli esuli, resisteva all'assedio e rimaneva sotto il potere di Agatocle e Antandro

Agatocle non pensò di arrendersi, nonostante fosse accerchiato da tutti i lati (in Africa i Cartaginesi erano scesi a patti con i suoi soldati e avevano crocifisso quelli che ancora speravano in un suo ritorno; in Sicilia gli oligarchici di Dinocrate spadroneggiavano sulle città un tempo conquistate potendo contare su una solida superiorità numerica; a Siracusa le schiere di Cartagine, nonostante il peso dei quattro anni di guerra sofferti dalla patria, non avevano mollato la loro salda presa sulla pentapolis), fino a quando non lo tradì anche il suo fidato generale Pasifilo; questi defezionò da Agatocle consegnando a Dinocrate tutte le città della Sicilia orientale che erano rimaste sotto il dominio del dinasta; tutte tranne Siracusa, nella quale resisteva suo fratello Antandro.
A questo punto Agatocle disperò e non vide altra soluzione se non quella di arrendersi. Tra i due fatali nemici però Agatocle non avrebbe scelto di arrendersi a Cartagine; gli eventi della guerra nella Libye erano ancora troppo freschi e consegnarsi nelle mani dei Punici sarebbe stato troppo umiliante per lui.
Decise quindi di venire a patti con il siracusano Dinocrate, il quale rappresentava tutti coloro che dal tiranno erano stati massacrati o esiliati per l'appartenenza politica avversa. Agatocle disse a Dinocrate che avrebbe deposto il suo potere e lasciato Siracusa in mano agli oligarchici, in cambio chiedeva solamente che gli venissero lasciate le due fortezze site nella Sicilia occidentale; le sole che gli erano rimaste fedeli: Terme e Cefalù. Dinocrate a questo punto aveva nelle sue mani un potere enorme: l'intera Sicilia praticamente era a lui soggetta e adesso anche il nemico più pericoloso, Agatocle, veniva a rimettersi al suo volere.
Tuttavia Dinocrate prese tempo e rifiutò la resa di Agatocle, poiché non era una resa totale: fino a quando Agatocle avesse potuto contare sull'appoggio di una qualsiasi città, con le sue doti da stratego, sarebbe stato sempre pericoloso; una minaccia per la libertà dei popoli, anche se Agatocle insisteva nel dire che in quelle fortezze egli avrebbe semplicemente voluto terminarvi i suoi giorni.

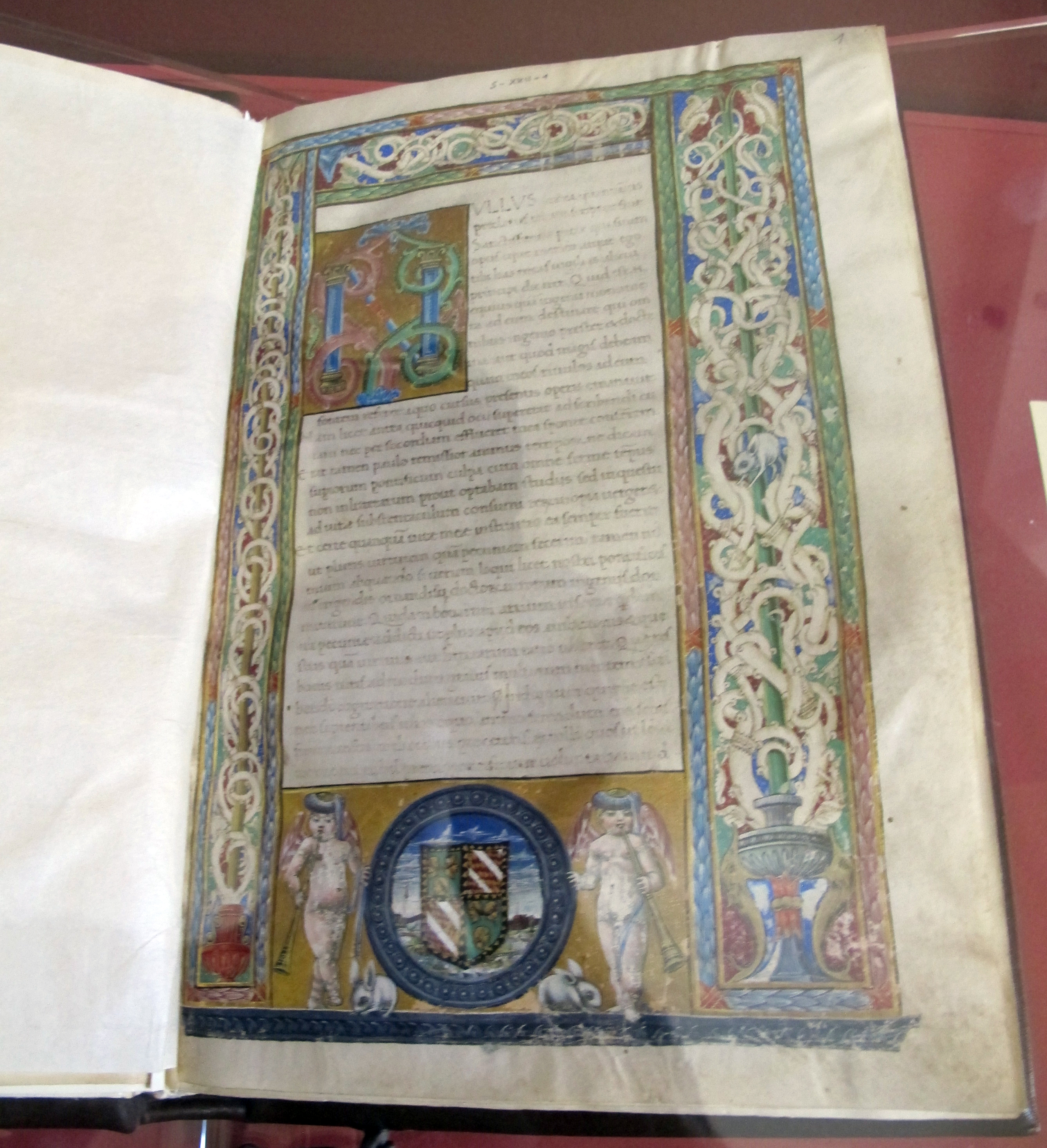
Incipit miniato con la dedica a Niccolò V di un codice di Diodoro Siculo latinizzato da Poggio Bracciolini (Biblioteca Malatestiana, ms. S.XXII.1)

Diodoro, che non risparmia le critiche ad Agatocle per essersi arreso quando aveva ancora in suo potere Siracusa (egli qui elogia piuttosto il tiranno Dionisio I che in una simile circostanza non si era arreso ma aveva reagito e vinto, lasciando infine ai suoi figli quello che allora era «l'impero più grande d'Europa»), nel narrare il diniego che Dinocrate porse ad Agatocle aggiunge che il capo degli esuli era diventato troppo sicuro di sé, poneva la sua ambizione e il suo desiderio sopra il bene comune, ovvero sopra la necessità di chiudere quanto prima la partita. Agatocle vedendosi le porte sbarrate dagli oligarchici, fu costretto a rivolgersi a Cartagine, accusando Dinocrate di essere il solo responsabile della mancata indipendenza del suo popolo.
I Cartaginesi, che evidentemente - proprio come Diodoro - vedevano in Dinocrate un nemico fresco e potente (va infatti ricordato che Dinocrate aveva rotto l'alleanza con Cartagine dal momento in cui i Siracusani e Agatocle avevano portato la guerra in Africa; sposando in tal senso una secolare causa comune contro l'oppressore fenicio), preferirono non lasciare un vuoto di potere in Sicilia, il quale si sarebbe venuto a creare con la caduta di Agatocle, e al contempo intuirono che se avessero continuato il blocco marittimo, Siracusa, ormai stremata dalla troppa guerra, sarebbe presto caduta, ma poiché adesso le forze terrestri oligarchiche erano superiori, essa sarebbe finita sotto il controllo di Dinocrate; un'incognita troppo pericolosa da affrontare in un momento delicato come quello. Decisero quindi di accettare la proposta di pace che giungeva da Agatocle; certamente acerrimo nemico, ma almeno non rappresentava l'ignoto.
Le condizioni di pace tra i Cartaginesi e Agatocle prevedevano: la restituzione a Cartagine di tutte le città puniche di Sicilia; l'apporto di Cartagine ad Agatocle della cifra di 300 talenti d'argento (secondo Timeo furono 150) e 20 000 medimni di grano.
Agatocle in fin dei conti aveva strappato a Cartagine delle vantaggiose condizioni, poiché aggiungeva l'argento all'oro già sottratto da Segesta e con il grano poteva sfamare e pagare un nuovo esercito.

### Fine della guerra civile (304 a.C.)
Agatocle volle dimostrare una volta per tutte la sua superiorità bellica e tattica agli esuli di Dinocrate invitandoli apertamente a uno scontro diretto che si svolse presso un luogo della Sicilia che rimane tutt'oggi ignoto: il Torgion o Torgio. Agatocle poté mettere sul campo di battaglia 5 000 fanti e 800 cavalieri; Dinocrate disponeva di forze grandemente maggiori: 25 000 fanti e oltre 3 000 cavalieri, ma Agatocle, che in Africa si era temprato e non aveva più timore di affrontare numeri di molto maggiori dei suoi (per la quasi totalità della guerra libica era infatti stato in inferiorità numerica, senza per questo mai perdere una battaglia, tranne alla fine) affrontò serenamente gli esuli.
La battaglia durò a lungo poiché la superiorità numerica era compensata dall'esperienza bellica. Alla fine però a causa dei disertori che minarono l'integrità dell'esercito di Dinocrate, gli uomini di Agatocle poterono assicurarsi la vittoria.
La gran parte dell'esercito oligarchico trovò rifugio sulle alture della zona, ma i fanti vennero attirati dalle promesse di pietà e ritorno alla normalità elargite da Agatocle che li attendeva ai piedi della collina. Sbagliarono a fidarsi del dinasta, poiché questi una volta che li ebbe a portata di mano li fece trucidare tutti: 7 000 vittime secondo Timeo, 5 000 secondo Diodoro. Sorprendentemente Agatocle graziò Dinocrate per una seconda volta e anzi lo volle sotto i suoi comandi. Dinocrate si volse quindi contro i suoi ex-alleati e a Gela uccise il generale traditore di Agatocle: Pasifilo.
Ci vollero altri due anni prima che la guerra civile giungesse al termine, ma con la caduta delle ultime roccaforti della Sicilia orientale (tra le città greche solamente Agrigento restò fuori dal suo regno), Agatocle poté dichiarare finalmente concluso il sanguinoso e decennale conflitto fratricida. Sciolse le liste dei proscritti e dimorò a Siracusa.

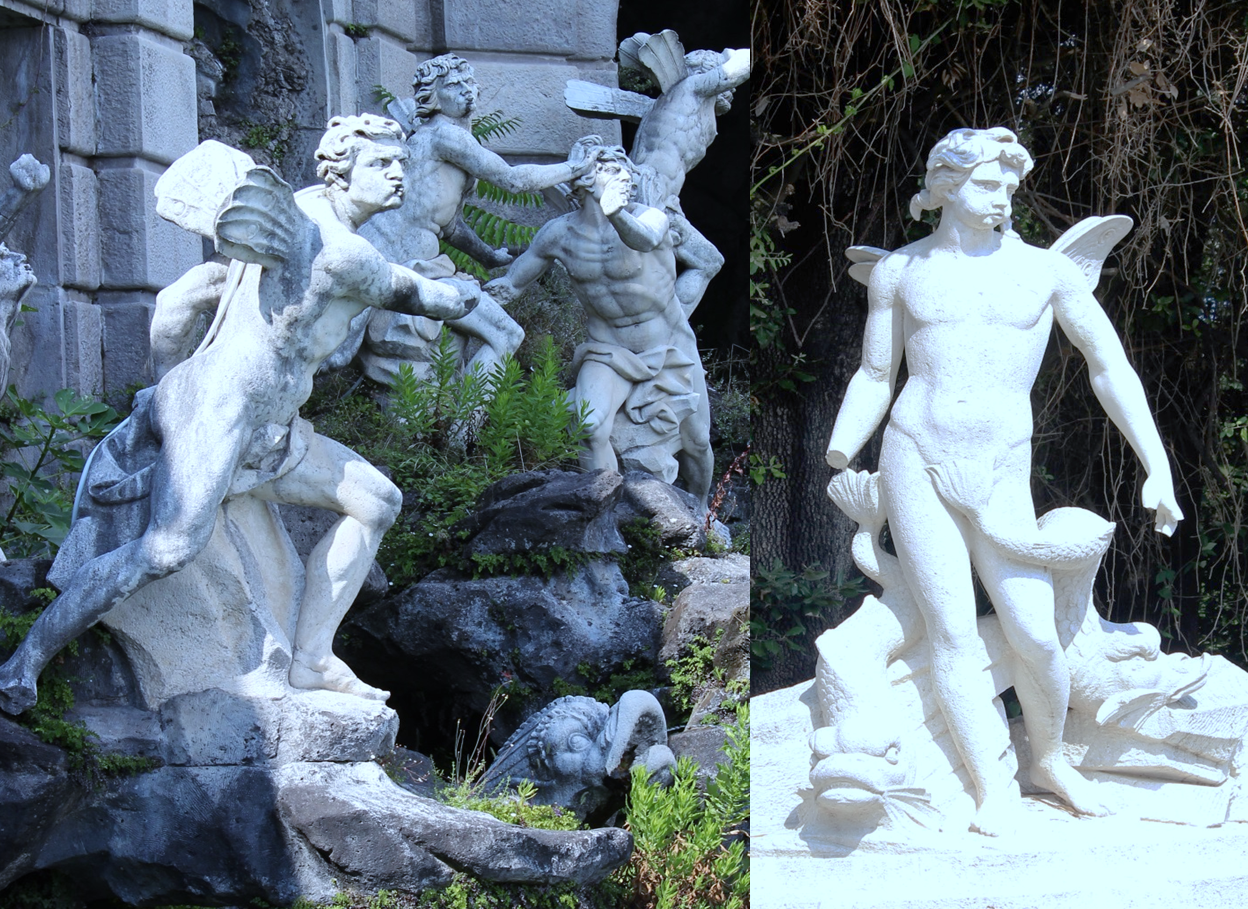
Il dio dei venti, Eolo, che punì Agatocle per aver preso il denaro dalle isole a lui sacre, scolpito sulla fonte situata alla reggia di Caserta

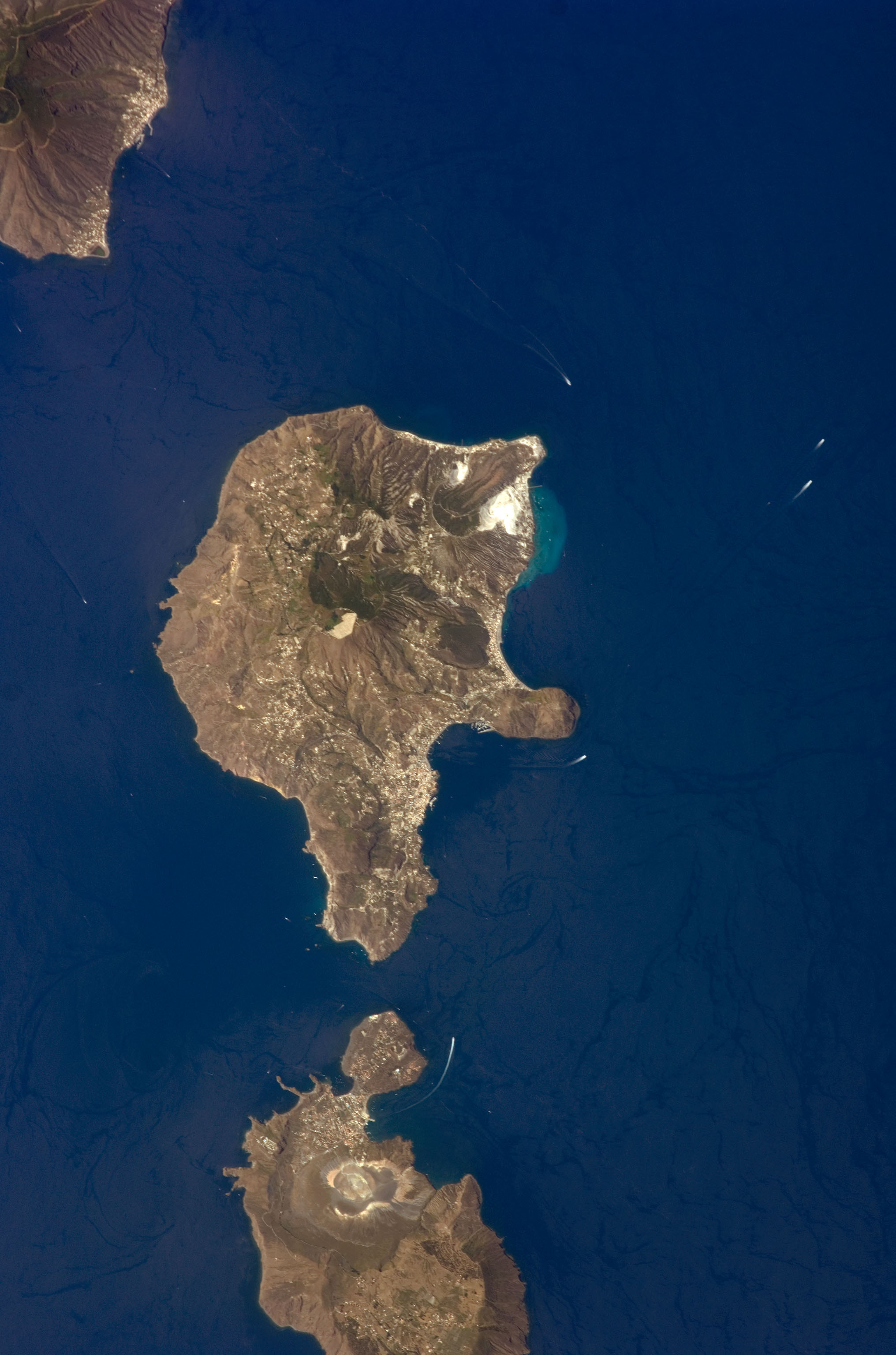
Tre delle sette isole Eolie fotografate dallo spazio

### Agatocle nelle isole Eolie
Nell'anno 304 a.C., dopo aver concluso la pace con Cartagine e aver posto nuovamente sotto il suo dominio l'area greca di Sicilia, Agatocle, agevolato dal controllo che aveva sull'area di Messana, navigò verso le isole Lipari (le odierne isole Eolie) e approdato sulla più opulenta delle sette isole il dinasta aretuseo chiese agli abitanti di consegnargli le loro ricchezze, nella misura di 50 talenti d'argento; una mossa che Agatocle adottò affinché il suo dominio venisse riconosciuto sull'intera regione siciliana di lingua e costumi greci, isole comprese, e che gli consentiva inoltre di risollevarsi dagli oneri della guerra. Gli fu risposto che doveva concedere tempo ai Liparesi poiché essi non avevano quel denaro e non osavano andarlo a prendere dalle offerte dei templi, poiché mai avevano mutato le cose sacre in profane.
Agatocle non volle sentire ragioni e fece uscire dal pritaneo il metallo prezioso che, essendo materiale votivo, recava incise le dediche per gli dei Eolo ed Efesto (Vulcano). Fatto ciò si allontanò dall'arcipelago, ma una violenta tempesta con venti fortissimi, creata, secondo la tradizione, dall'ira del dio Eolo - che era il protettore delle Lipari, poiché esse erano state la sua dimora - appositamente per punire il sacrilegio di Agatocle, fece sprofondare sott'acqua le undici navi cariche di denaro. E, aggiunge Diodoro, non solamente il dio dei venti trovò la sua vendetta, ma anche il dio del fuoco, Efesto, farà pentire amaramente Agatocle delle sue malefatte (Agatocle, in seguito, quando era sul punto di morire, ma ancora cosciente, sarebbe stato arso vivo sopra ardenti carboni, per volere di Efesto).

### Campagne belliche in Italia e in Adriatico (301-295 a.C.)

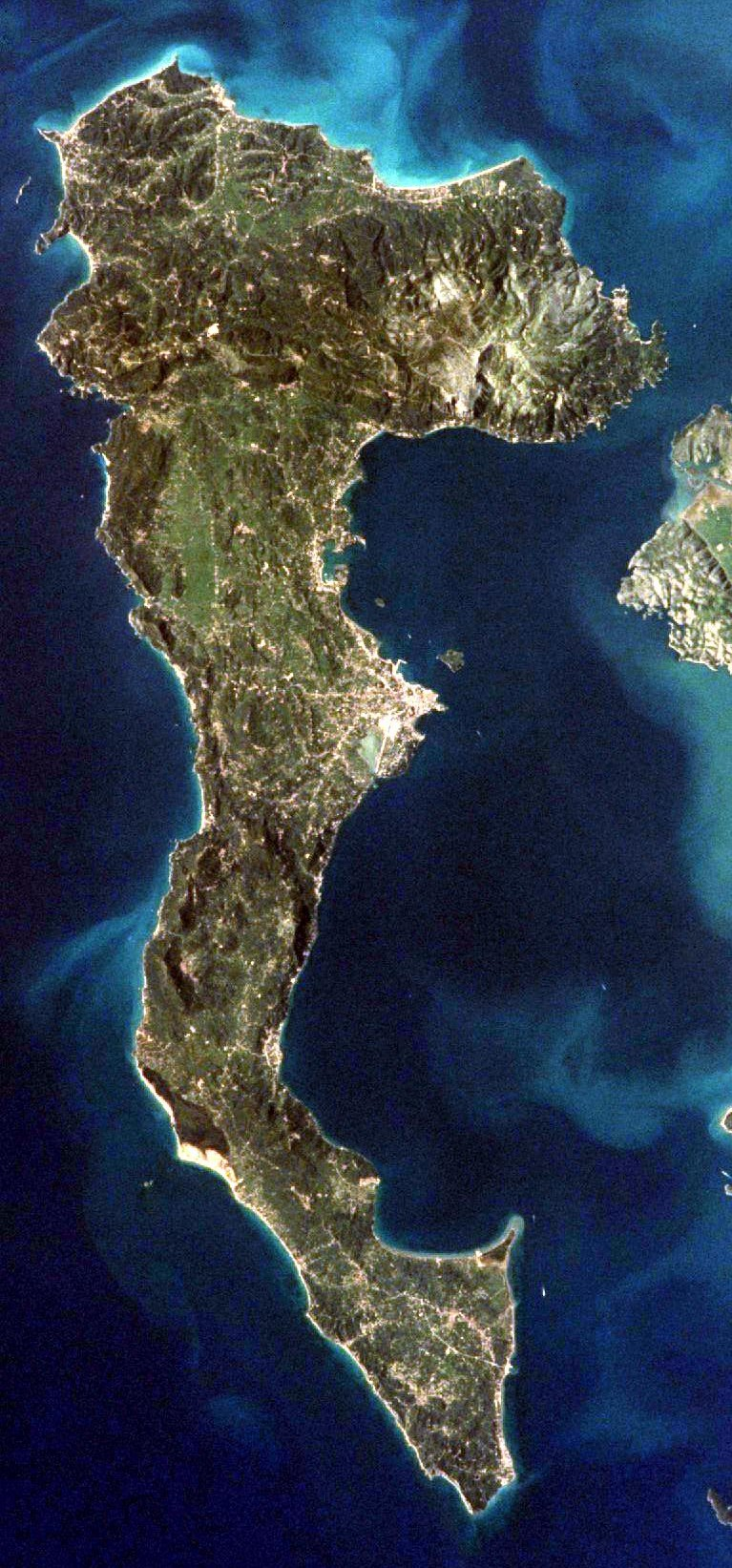
L'isola di Corcira dove Agatocle sconfisse il diadoco Cassandro

Nel 301 a.C. Agatocle sbarcò in Magna Grecia perché chiamato da una popolazione italica che secondo Strabone corrispondeva ai Tarantini, mentre secondo Giustino agli Italioti della Calabria (forse Locri), i quali lo «implorarono» affinché passasse in Italia ad affrontare la popolazione barbarica che minacciava l'integrità dei Greci: i Bruzi. Se invece si vuol dar fede alla notizia straboniana Agatocle rispose alla richiesta dei Tarantini che chiedevano protezione contro la minaccia dei Lucani e dei Messapi. Strabone pone infatti il nome di Agatocle dopo il principe spartano Cleonimo (che lasciò l'Italia l'anno in cui vi arrivò Agatocle) e prima dell'epirota Pirro. Di Diodoro non restano che frammenti del suo XXI libro, proprio quello incentrato sulla spedizione italica di Agatocle, per cui non è possibile con esso risalire al motivo che spinse il basileus a giungere sul suolo italico, andando a ripercorrere così le orme di Dionigi.

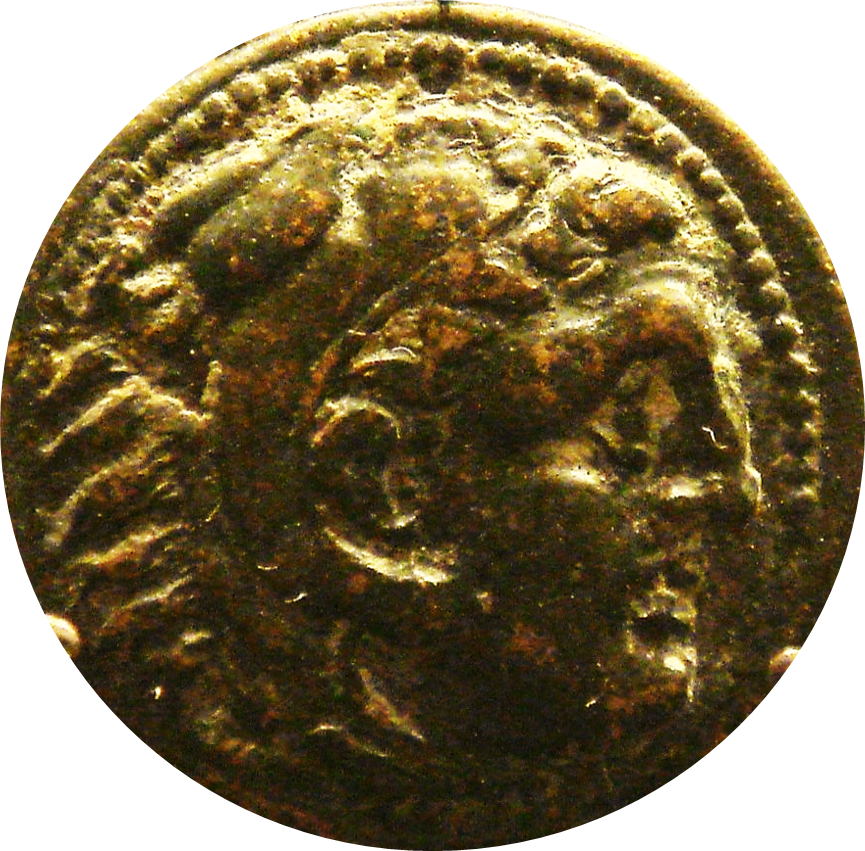
Effigie di Cassandro, figlio di Antipatro, satrapo di Alessandro Magno e re di Macedonia

I Bruzi, stando a quanto emerge da Giustino e da Diodoro, inizialmente erano in pace con Agatocle. In Diodoro si ritrova l'esercito siracusano accampato in un luogo detto Ethe. Agatocle lasciò il comando a suo nipote Arcagato (figlio dell'Arcagato ucciso dai suoi soldati in Africa) ed egli si diresse con la flotta sul mar Adriatico dove pervenne a un importante scontro con le forze dei Macedoni del diadoco Cassandro che stavano assediando per mare e per terra l'isola di Corcira (l'odierna Corfù). Anche in questo caso egli sarebbe stato invitato a intervenire contro le forze del Macedone (Diodoro infatti, fonte principale dell'avvenimento, dice che Agatocle «accorse in difesa» dei Corciresi), ma stavolta la richiesta sarebbe giunta dall'Egitto tolemaico; vi sarebbe infatti una connessione tra la palese ostilità di Tolomeo nei confronti di Cassandro e le mosse di Agatocle (che ebbe già dei contatti con Tolomeo in Africa) che improvvisamente si portò a contrastare il disegno egemonico macedone.
Tuttavia non sono da escludere né la possibilità che la chiamata sia giunta direttamente dai Corciresi (i quali avevano precedenti stretti rapporti con i Siracusani) né che Agatocle sia intervenuto per un suo preciso piano; del resto l'Adriatico era un mare dove i Siracusani avevano colonizzato e commerciato per più di cento anni e proprio con Agatocle si ha la riattivazione di questi particolari rapporti (basti ricordare che sono state rinvenute monete di Agatocle in luoghi dove la presenza delle monete greche è già di per sé rara: nella pianura Padana e oltre le Alpi, in Svizzera). I Siracusani di Agatocle bruciarono l'intera flotta macedone e misero in fuga la fanteria di Cassandro.
Fu un successo per i Sicelioti. Che i Siracusani ci tenessero ad affrontare i Macedoni, con o senza l'incentivo del diadoco egizio, è palesato da Diodoro il quale sottolinea l'orgoglio provato da essi nel dimostrare ai Greci (tutti: sia d'Occidente sia d'Oriente) che essi erano in grado di sconfiggere non solamente i Cartaginesi e i popoli barbarici dell'Italia, ma anche i Macedoni; le cui lance avevano sottomesso l'Asia e l'Europa.

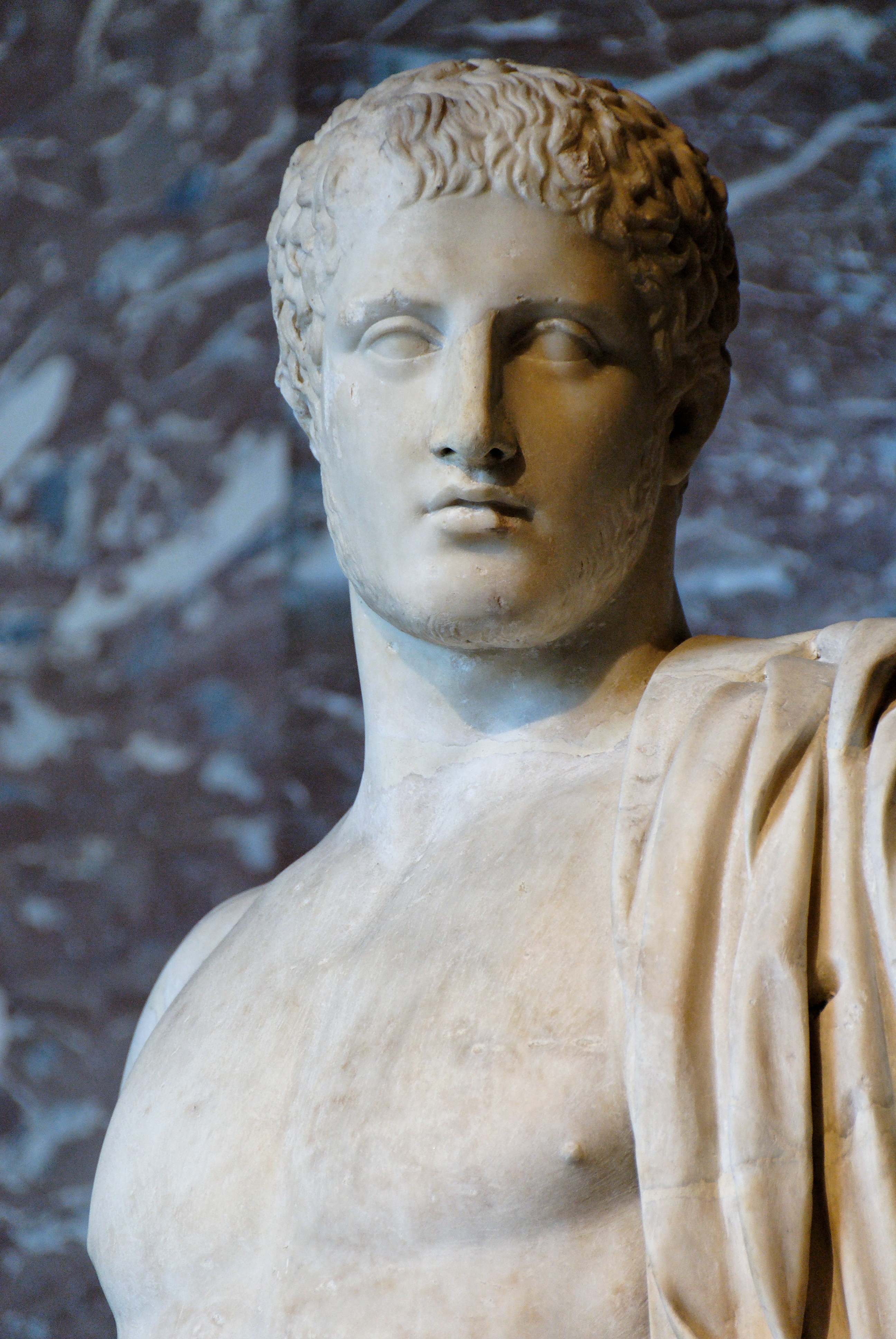
Diomede, l'eroe acheo civilizzatore dell'Adriatico a cui venne assimilato Agatocle

Venuto in possesso di Corcira, Agatocle sottomise le altre isole Ionie (certamente Itaca e Leucade, probabilmente anche Cefalonia). In seguito ritornò in Italia e venne allo scontro con i Bruzi; questi reagirono all'uccisione di un contingente di 2 000 mercenari e portarono a loro volta la strage nell'accampamento agatocleo uccidendo 4 000 soldati siracusani.
Dopo una breve pausa, Agatocle tornò un'altra volta in Italia per condurre sua figlia Lanassa in Epiro, dove avrebbe sposato il protetto di Tolomeo Sotere e degli Illiri, Pirro. Durante la sua permanenza in Italia diede il sacco alla polis di Crotone e strinse patti di alleanza con i pirati apuli: Iapigi e Peucezi e con un terzo popolo barbarico italico non meglio identificato.
Tornò una terza volta in Italia con un poderoso esercito di 30 000 fanti e 3 000 cavalieri. Dai frammenti diodorei si apprende che conquistò la città bruzia di Ipponio (l'odierna Vibo Valentia), ma certamente egli estese il suo dominio su molte altre città della Magna Grecia, dato che numerosi simboli del suo potere (come la Triscele) sono stati rinvenuti nei reperti dei siti magnogreci. Il suo ruolo sulla costa adriatica e sul mare Adriatico è testimoniato anche da Aristotele il quale con un aneddoto mostra il legame che si era venuto a creare tra Agatocle e il «diffusore della civiltà in Adriatico», Diomede; narra Aristotele che il re dei Sicelioti trovò sulle terre apule una torque appartenente al cervo che Diomede consacrò ad Artemide ed egli a sua volta lo dedicò a Zeus; chiara assimilazione del Siracusano all'eroe acheo che vigeva tra le popolazioni adriatiche (anche Dionisio I a suo tempo venne dagli Adriatici assimilato a Diomede).
Data la sintesi di Giustino e la frammentazione del testo diodoreo, non si conosce altro delle campagne belliche del basileus in Italia e in Adriatico, che pure lasciarono segni profondi. Secondo Giustino Agatocle a un certo punto dovette far rientro in Sicilia perché fu colto da una grave malattia. Da Diodoro invece si apprende che i Bruzi si ribellarono al suo dominio uccidendo i suoi soldati mentre egli aveva già fatto ritorno a Siracusa.

### Il legame con Pirro e Demetrio

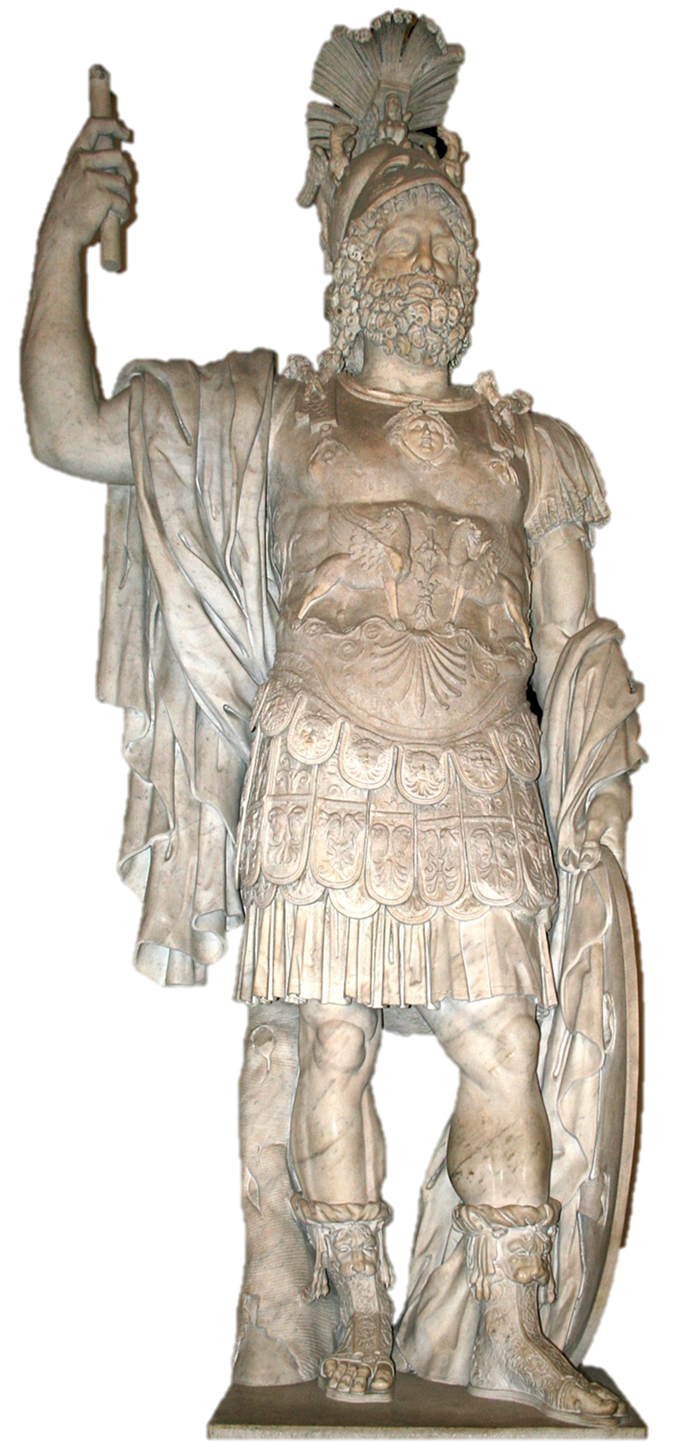
Pirro, re d'Epiro, scolpito come il dio Marte (I secolo, Musei Capitolini, Roma)

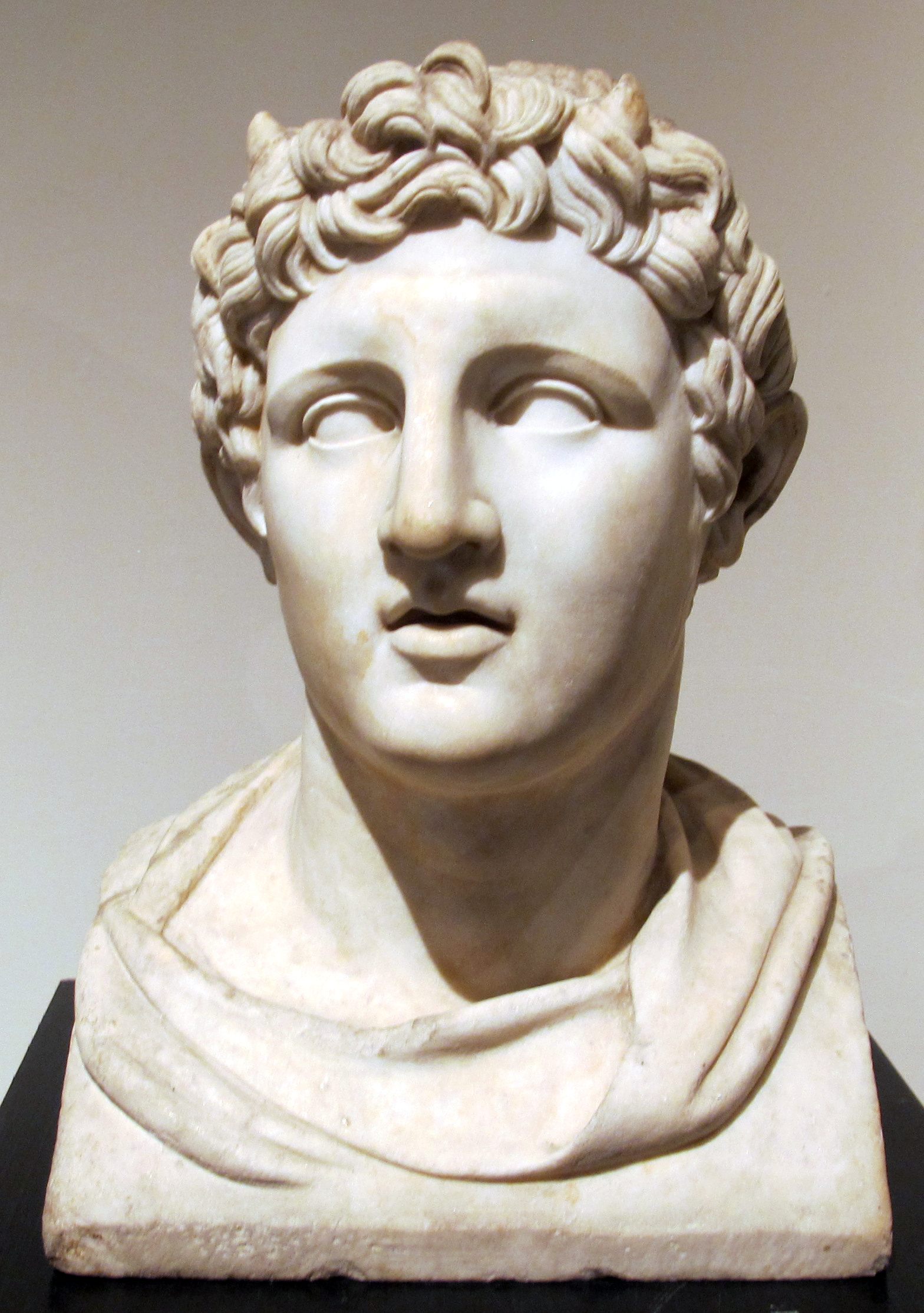
Il re macedone Demetrio Poliorcete (I secolo a.C., Villa dei Papiri, Ercolano)

Nell'ultimo periodo agatocleo spicca la preoccupazione del basileus di contrarre nuove solide alleanze e di garantire una continuità all'impero. In tale contesto giocano un ruolo fondamentale i suoi due figli avuti da Alchia: Lanassa e Agatocle II.
La figlia Lanassa andò in sposa al nuovo re d'Epiro, nonché cugino di Alessandro Magno, Pirro. L'alleanza conveniva ad Agatocle poiché si assicurava anche la fedeltà degli Illiri (essendo Pirro grande amico dei sovrani illirici; da bambino era stato adottato dal re illirico Glaucia); essenziale per percorrere senza rischi la lunga via dell'alto Adriatico. Si è supposto inoltre che fu proprio grazie a Pirro che i legami tra Tolomeo e Agatocle si strinsero (per via del protettorato di Tolomeo sull'erede d'Epiro).
Tuttavia a un certo punto il basileus siracusano si avvicinò maggiormente al macedone Demetrio Poliorcete, figlio di Antigono e sovrano di Macedonia e di Grecia; definito come «il più spregiudicato dei Diadochi» Agatocle mandò da Demetrio il suo giovane figlio omonimo, Agatocle II, facendolo giungere a Pella, alla corte dei Macedoni, affinché Demetrio stringesse con Agatocle rapporti di philia e symmachia. Inoltre lo scopo del viaggio era anche far riconoscere da una figura potente, come lo era Demetrio, suo figlio in qualità di successore al trono di Siracusa.
L'Antigonide accolse molto volentieri la richiesta di Agatocle e trattò il giovane siracusano con tutti gli onori. Demetrio gli diede doni grandiosi e lo cinse con una speciale veste regale, fuori dall'ordinario; una veste che, ad esempio, ad Atene era prerogativa dello ierofante e delle cariche sacerdotali più importanti. Fatto ciò rimandò il giovane dal padre con uno dei suoi più fidati ministri, Ossitemide, ufficialmente per ratificare l'alleanza, in realtà, aggiunge Diodoro, il Macedone aveva il compito di spiare la situazione in Sicilia.
A seguito di questa alleanza la sorella di Agatocle II fu costretta a divorziare da Pirro, ostile a Demetrio (anche se Plutarco pretende che Lanassa vi abbia divorziato perché trascurata dal marito che dava più importanza alle mogli barbare, appare evidente in verità che dietro le mosse della figlia vi fossero i progetti di Agatocle), lasciando in Epiro suo figlio, il nipote di Agatocle, Alessandro II, nato dall'unione con l'Epirota e destinato al trono di quel regno. Rifugiatasi nell'isola di Corcica, che era ancora presidiata militarmente dai Siracusani, Lanassa nel 291 a.C. offrì la sua mano a Demetrio. Con questa nuova unione Agatocle si assicurava ulteriormente la vicinanza del Macedone, famoso soprattutto per la sua numerosissima flotta; va infatti tenuto presente che Agatocle in quel periodo stava già organizzando la sua seconda spedizione in Africa contro Cartagine e aveva quindi bisogno di un alleato molto forte. Demetrio, dal canto suo, aveva tutto l'interesse a estendere i suoi rapporti (commerciali e dinastici) nell'occidente greco, e sposare la figlia della figura più egemonica di quelle terre, per l'appunto Agatocle, era il modo più efficace per farlo.
Le mosse di Agatocle certamente contribuirono a fare aumentare la storica rivalità tra Pirro e Demetrio (dissapori incominciati pochi anni prima della contesa di Lanassa, quando Demetrio uccise il protetto di Pirro sul trono di Macedonia: li figlio di Cassandro, Alessandro V).

### Preparativi per un nuovo sbarco in Africa
In vista di un nuovo sbarco in Africa, Agatocle aveva messo all'opera grandi preparativi: anzitutto era riuscito a dotare la marina di Siracusa di ben 200 navi da guerra (altri dicono 300) tra quadrireme ed exere, perfettamente equipaggiate, le quali ponevano la Siracusa di Agatocle tra le tre più forti potenze marittime del Mediterraneo; insieme alla Macedonia di Demetrio Poliorcete e all'Egitto di Tolomeo Sotere. Aveva fatto ciò perché conscio, grazie alla sua precedente guerra libica, che la partita con Cartagine si sarebbe giocata sul mare (la prima volta Agatocle era riuscito ad accerchiare totalmente via terra l'impero di Cartagine, ma a causa dell'assenza di una flotta non aveva potuto assediare la stessa capitale che si affacciava sul mare). Inoltre il basileus siracusano pensò bene di spedire il suo esercito in Sardegna per bloccare l'importazione di grano verso l'Africa, la quale aveva permesso la scorsa volta la duratura resistenza dei Fenici (la Sardegna infatti, insieme alla Sicilia occidentale, era il principale granaio di Cartagine).
Nella prospettiva di un nuovo sbarco delle forze siracusane in Africa diversi studiosi hanno sottolineato come l'alleanza tra Agatocle e Demetrio non significava per forza che il basileus dei Sicelioti volesse una rottura con l'Egitto di Tolomeo; una conferma in tal senso arriverebbe dal fatto che la moglie egiziana di Agatocle, Teossena, e i due figli avuti da lei rimasero fino alla fine a Siracusa, accanto al basileus (anche se per altri la famiglia restò unita solo per affetto e non più vincolata da interessi statali). Ad Agatocle non conveniva inoltre inimicarsi l'Egitto, grande produttore di cereali, che in questo caso avrebbe potuto rifornire Cartagine di grano, per mettere in difficoltà i Siracusani, vanificando così il blocco dei granai sardi. Piuttosto sembra più plausibile l'ipotesi secondo la quale Agatocle intendesse sbarcare nuovamente in terra africana presentandosi al regno tolemaico come sovrano indipendente, non coinvolto nelle ostilità del Mediterraneo orientale, le quali riguardavano il percorso di Demetrio e non il suo.
Ad ogni modo Agatocle non riuscì a realizzare la sua seconda spedizione nella Libye a causa dell'aggravarsi delle sue condizioni di salute che lo costrinsero ad annullare tutti i suoi piani.

### Lotte dinastiche e morte di Agatocle (289 a.C.)
Quando si trovava accampato nei pressi di Aitna (città di fondazione ieroniana), Agatocle aveva già deciso che il suo successore sarebbe stato il figlio Agatocle II, per cui lo presentò al popolo di Siracusa come suo erede, dopodiché lo mandò al campo, dove si trovava l'esercito siracusano sotto la guida di suo nipote Arcagato, al quale fece giungere una lettera, scritta di suo pugno, che recava l'ordine di cedere il posto di comandante delle truppe a suo figlio: le forze terrestri e navali dovevano rispondere da quel momento ad Agatocle II.

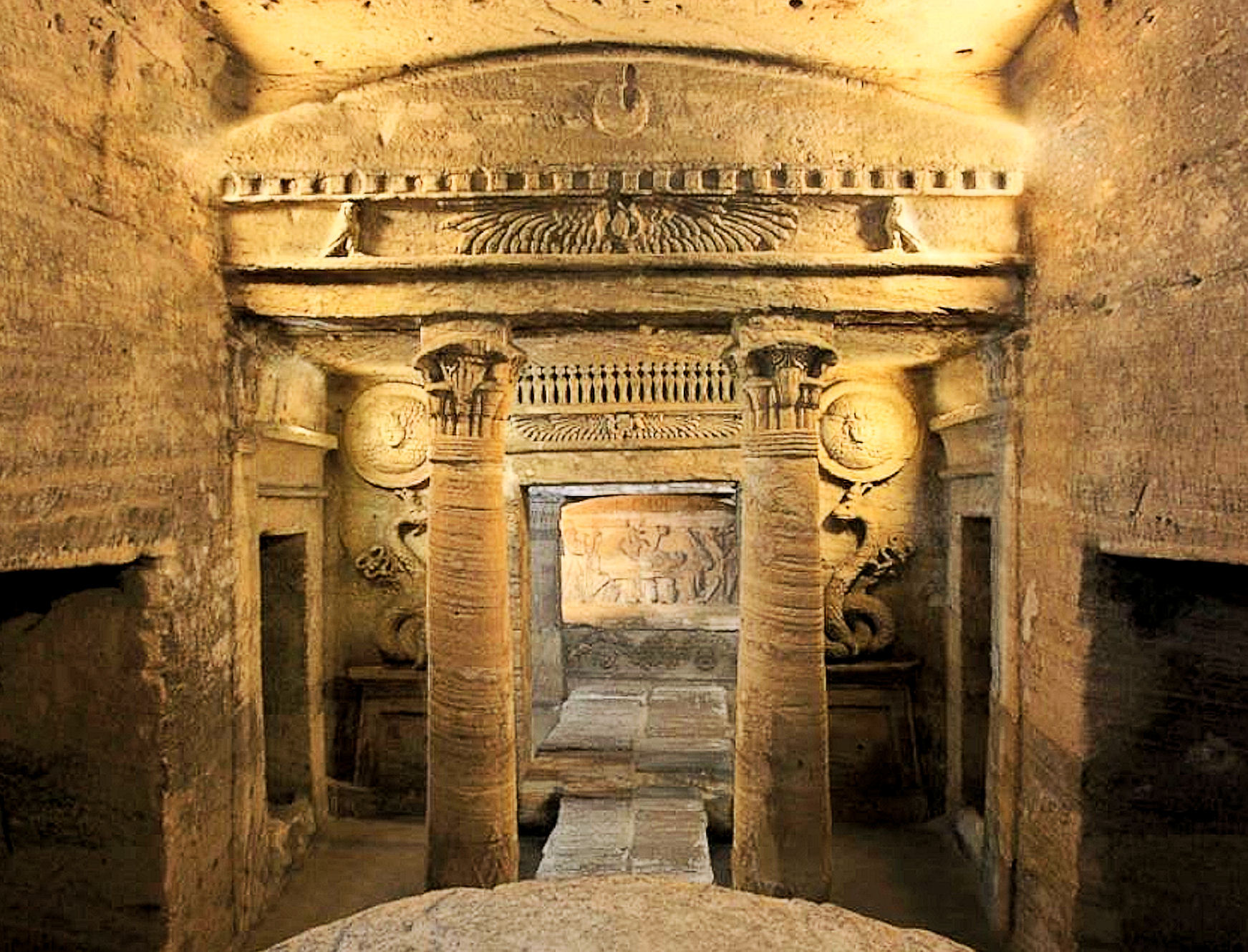
Rovine di Alessandria d'Egitto. Agatocle, in punto di morte, spedì alla corte di Tolomeo la sua famiglia, la quale non rivendicò mai il trono di Siracusa.

Il nipote, adirato per essere stato estromesso dal comando e dalla linea di successione, decise di vendicarsi: ordinò a Menone - un segestano che era stato catturato giovane da Agatocle durante il sacco alla città elima e che per la sua bellezza era diventato uno dei favoriti del re - di avvelenare Agatocle; Menone, a sua volta adirato con il re per la sorte toccata ai suoi concittadini, eseguì il volere di Arcagato. Il nipote nel frattempo decise di sbarazzarsi anche del legittimo erede al trono di Siracusa: con il pretesto di compiere dei sacrifici su un'isola, non meglio specificata, Arcagato invitò il giovane Agatocle e lo intrattenne a una festa, dopo averlo fatto bere lo uccise durante la notte e gettò il suo corpo in mare. Diodoro racconta che le onde portarono il corpo del giovane fino alla costa di Siracusa; qui venne raccolto da alcuni uomini e poiché venne riconosciuto come il figlio di Agatocle, fu portato al cospetto del re. Straziato dalla vista del corpo senza vita del suo giovane figlio, già afflitto dal veleno somministratogli che lentamente lo stava uccidendo, Agatocle diseredò Arcagato e indisse un'assemblea con la quale elesse suo unico erede il popolo di Siracusa, incitando le masse a vendicarsi di quanto accaduto.
La fine di Agatocle diventa in Diodoro ancora più misteriosa quando si scopre che a porre il basileus sulla pira, morente ma ancora cosciente, affinché venga arso vivo, è niente meno che l'amico di Demetrio Poliorcete giunto in Sicilia: Ossitemide. Costui avrebbe visto il dinasta ribellarsi a questa orrenda fine, ma il veleno ormai gli aveva tolto la voce e dalle sue labbra non si udì alcun suono. Il finale diodoreo è ambiguo, poiché lascia intendere un'intromissione non da poco sulla successione siracusana da parte di Demetrio Poliorcete.
A uccidere Agatocle non fu il veleno, sostengono alcuni storici moderni, fu piuttosto un cancro alla bocca. Neanche Giustino parla di veleno; egli afferma che Agatocle si ritirò dalle campagne belliche in Italia a causa di un'improvvisa malattia che lo portò a uno stato di terribile agonia. Allora si innescarono le violente lotte dinastiche per la successione. È Giustino a narrare di come Teossena non volesse abbandonare il marito morente, ma fu Agatocle a insistere perché lei portasse in salvo i loro due figli, mentre a Siracusa infuriavano le lotte per il potere. Il basileus spedì quindi la figlia dei sovrani d'Egitto e i loro due nipoti, Teossena d'Egitto e Arcagato di Libia, ad Alessandria, alla corte di Tolomeo, imbarcandoli su alcune navi cariche di ogni bene; tanto da fare esclamare a Giustino in quei frangenti che nessun re del suo tempo fu più premuroso e più ricco di Agatocle.

## Regalità e discendenza di Agatocle
(Diodoro Siculo, XX, 54, 1.)
Agatocle prese il titolo regale tra il 307 a.C. (per chi sostiene che Diodoro affermi che egli si coronò in Africa) e il 304 a.C. (se si prende come punto di riferimento l'incoronazione del re egizio Tolomeo il cui regno non iniziò prima del 305 a.C.). Il terminus ad quem è invece il 294 a.C. poiché Plutarco nella Vita di Demetrio narra di come il basileus macedone, preso il titolo regale in quell'anno, deridesse tutti gli altri diadochi, tra i quali viene menzionato anche Agatocle, che osarono prendere il titolo di re mentre invece esso spettava solo a suo padre e a lui; si passa quindi, nella scena plutarchea, a sminuire le imprese degli altri basilei e a enfatizzare le loro peculiarità:
(Plutarco, Dem. 25, 7-8.)
La canzonatura, che di per sé è un eccezionale documento che mostra come i basilei interagissero tra di essi, è anche molto importante perché conferma che la basileia di Agatocle venne accettata e riconosciuta dai Macedoni che lo annoverano nel loro gruppo; aggiunge Plutarco che tutti i basilei ridevano dei titoli a loro affibbiati dai sostenitori demetriaci, non dando loro peso. Tuttavia merita attenzione il titolo assegnato al Siracusano poiché è molto particolare; in esso sono racchiusi «i limiti di una condizione geografica irrevocabile»; egli è il «nesiarchos» della più vasta isola mediterranea, la Sicilia, ma è anche colui che infranse questa insularità andando a conquistare terre in Africa, in Italia e nell'Adriatico; azioni che gli fecero conquistare per l'appunto la basileia. Appare inoltre significativo il fatto che il più altezzoso dei diadochi sposi la figlia del «signore delle isole» e che sia ben lieto di contrarre con esso alleanza.

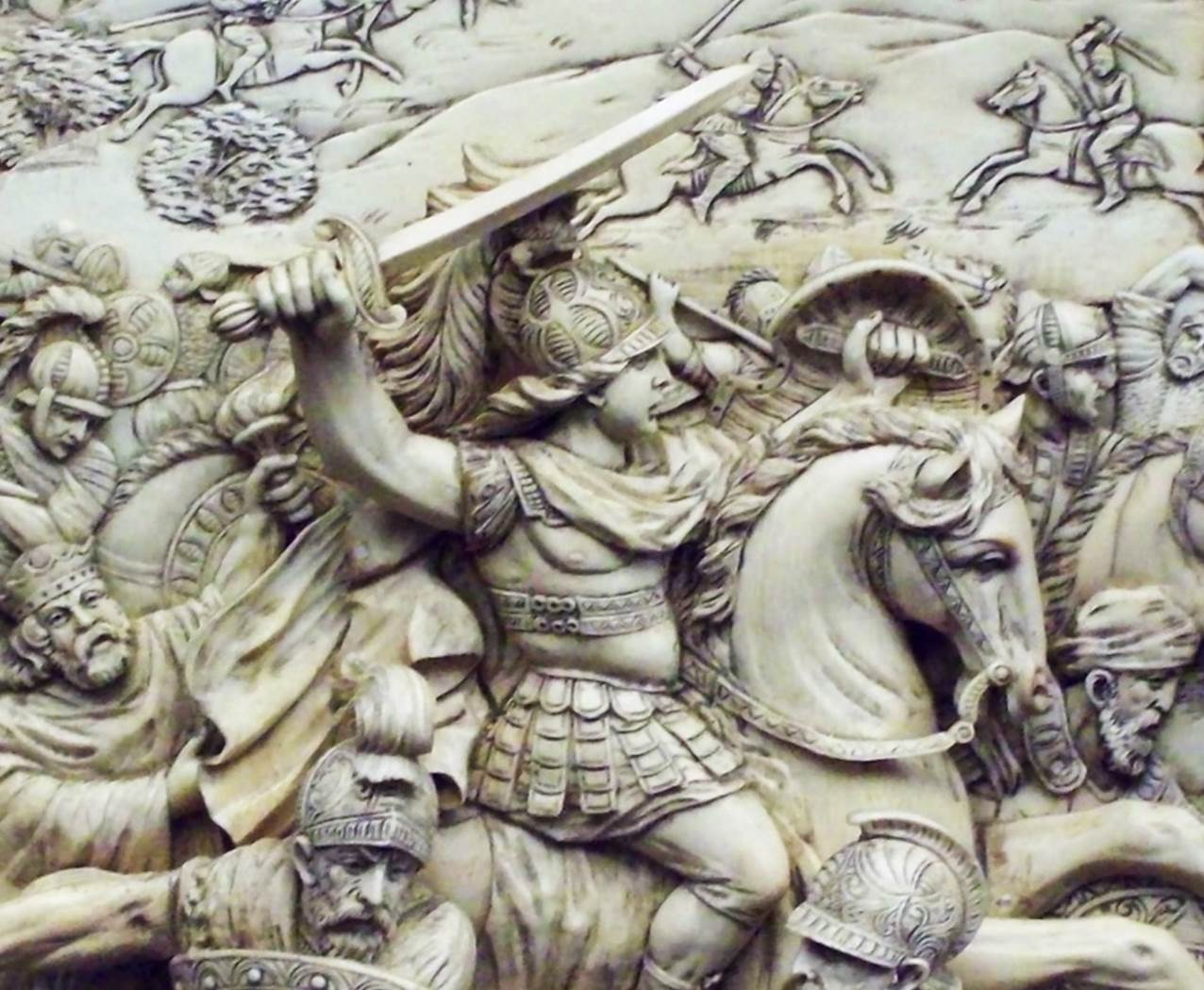
Rilievo di Alessandro Magno; uno dei modelli ispiratori di Agatocle (Museo archeologico nazionale di Spagna, Madrid)

La sua basileia fu soprattutto di stampo militare; la caratteristica del soldato-re è infatti quella che maggiormente permette di distinguere Agatocle dagli altri diadochi macedoni: egli fondò il suo regno sulla guerra (esercito, territorio e imprese sono gli elementi che vanno a formare la sua corona), non sull'eredità territoriale o sulla nobiltà di sangue (inesistente per Agatocle dato che proveniva da umili origini) o sulla diplomazia; la quale giungerà solo in seguito.
Due i personaggi chiave che lo influenzarono nelle scelte: Dionisio I e Alessandro Magno; il primo era il perno per la sua legittimazione agli occhi dei Siceliotii; non a caso le fonti ripetono più volte che Agatocle volle imitare il «dinasta d'Europa», facendosi suo erede. Il secondo, Alessandro, aveva ovviamente lasciato anche in Agatocle una forte impronta ed è forse questo il motivo che lo spinse fino alla Libye.
| Nome              | Morte           | Note |
| ----------------- | --------------- | --- |
| Arcagato          | 307 a.C.        | Primogenito di Agatocle, nato dalla prima moglie, la vedova di Damas, seguì il padre in Africa ed ebbe da questi affidato il comando dell'esercito. Fu assassinato dai soldati a seguito della rivolta contro Agatocle. Ebbe un figlio: Arcagato (o Agatarco).                                                            |
| Eraclide          | 307 a.C.        | Secondogenito di Agatocle, nato dalla prima moglie, come il fratello seguì in Africa il padre e fu coinvolto nell'alleanza di quest'ultimo con Ofella. Anch'egli morì in terra libica a causa della sedizione dei soldati.                                                                                                |
| Lanassa           | III secolo a.C. | Figlia femmina maggiore di Agatocle, nata dalla seconda moglie del dinasta, Alchia, andò in sposa prima a Pirro, re d'Epiro, e in seguito a Demetrio, re di Macedonia e di Grecia. Ebbe un figlio da Pirro: Alessandro II.                                                                                                |
| Agatocle II       | 289 a.C.        | Secondo figlio nato da Alchia, fu l'erede designato da Agatocle per succedergli al trono di Siracusa. Venne ucciso dal nipote Arcagato. |
| Teossena d'Egitto | III secolo a.C. | Seconda figlia femmina, nata dal matrimonio con la terza moglie Teossena. Ancora bambina venne mandata dal padre morente in Egitto insieme alla madre e al fratello. Lo zio materno, il faraone Tolomeo II, a causa di un dissidio, la bandì nella Tebaide. Ebbe due figli; è noto il nome di uno solo dei due: Agatocle. |
| Arcagato di Libia | III secolo a.C. | Anch'egli nato da Teossena, crebbe in Egitto con la madre e la sorella dopo la morte del padre. Fu epistate (magistrato) in Cirenaica, per i faraoni Tolomeo I, Tolomeo II e per il re di Cirene, lo zio Magas. |

### Conseguenze
Con la morte di Agatocle sparì anche la sua dinastia: avendo egli dettato come sua ultima volontà la restaurazione del potere popolare a Siracusa, nessun erede tra quelli che sopravvissero fu fatto salire sul trono siracusano. L'esercito di Agatocle venne sciolto e la sua figura condannata a una dura damnatio memoriae: tutte le statue presenti in Sicilia che lo raffiguravano vennero distrutte e solamente i grandiosi dipinti che lo ritraevano durante le battaglie vennero risparmiati poiché custoditi a Siracusa nel tempio di Atena, luogo sacro.

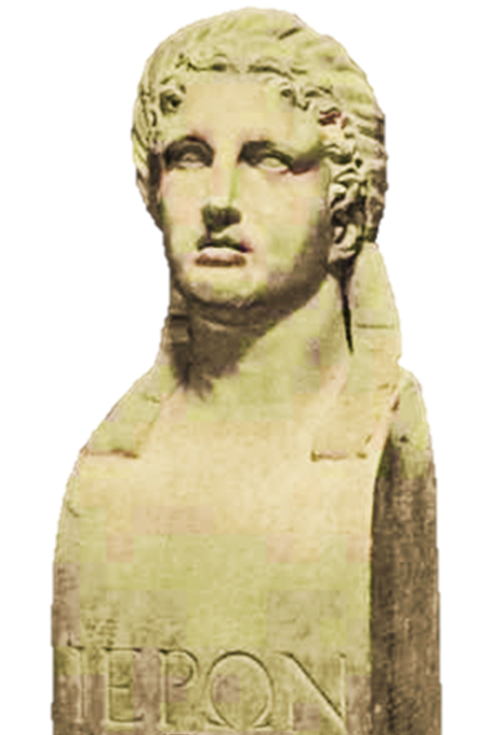
Ierone II ereditò infine il trono di Agatocle e riconobbe in lui il fondatore della regalità siciliana

La sua linea di successione continuò sia in Epiro sia in Egitto: di quella egizio-tolemaica i Siracusani non ne ebbero più notizia (l'ultimo discendente agatocleo certo alla corte tolemaica fu il figlio di Teossena d'Egitto, più controversa appare invece l'attribuzione alla genealogia agatoclea dell'avversa figura dell'Agatocle ministro d'Egitto), ma si appellarono tempo dopo la morte di Agatocle alla discendenza epirota, chiedendo che rivendicasse il trono del nonno materno il figlio di Lanassa e di Pirro, Alessandro II.
Pirro era infatti stato chiamato dai Sicelioti per contrastare Cartagine, la quale aveva riconquistato tutta l'isola e aveva posto l'assedio a Siracusa per mare e per terra approfittando delle guerre civili che dopo la scomparsa del basileus avevano dilaniato nuovamente la pentapolis. Una volta giunto in Sicilia, Pirro si presentò come genero di Agatocle e dunque come avente diritto al trono di Siracusa e nominò suo figlio legittimo successore di Agatocle.
Tuttavia scoppiarono dei contrasti tra Pirro e i Sicelioti: l'Epirota voleva sbarcare in Africa per riprendere la lotta contro Cartagine incominciata da Agatocle, ma i Siracusani non vollero seguirlo. I contrasti aumentarono e Pirro fu costretto ad abbandonare la Sicilia, portandosi via anche suo figlio Alessandro, il quale non avrebbe più fatto ritorno a Siracusa, divenendo piuttosto re d'Epiro.
Nel 269 a.C. venne nominato basileus Ierone II, siracusano che si era distinto combattendo tra le file di Pirro. Costui ebbe un figlio, Gelone II, che sposò Nereide degli Eacidi. Sulla figura di questa ultima discendente di Pirro vi è un forte dubbio: essa infatti potrebbe essere la figlia di Pirro II - il pronipote di Agatocle in quanto figlio di Alessandro II - e non di Pirro. Se così fosse, poiché dalla loro unione nacque Ieronimo - l'ultimo sovrano di Siracusa che ereditò il regno a soli quindici anni di età e fu brutalmente assassinato nel 214 a.C. per aver stretto alleanza con Cartagine in modo da combattere con essa Roma; ormai vicinissima a Siracusa - vorrebbe dire che l'eredità di Agatocle accompagnò fino alla sua ultimissima fase il regno siracusano (poiché Ieronimo sarebbe in tal caso l'ultimo discendente regale di Agatocle).

## La monetazione dell'età agatoclea
| Decadramma di Agatocle I Periodo | Decadramma di Agatocle I Periodo                                  |
| -------------------------------- | ----------------------------------------------------------------- |
|                                  |                                                                   |
| Testa del dio Apollo             | Quadriga condotta da auriga, la scrirtta SYRAKOSION e la Triscele |

La monetazione di Agatocle va divisa in tre distinti periodi cronologici:
- I Periodo (317-310 a.C.),
- II Periodo (310 a.C.-307 a.C.)
- III Periodo (307/295-289 a.C.).

Nel I Periodo (317-310 a.C.), Agatocle si accosta ancora molto ai passati canoni della classica monetazione di Siracusa e sceglie quelli più gloriosi che possano ben riflettere la sua sorprendente scalata al potere: nei suoi primi conii compare sempre e solo la scritta SYRAKOSION (dei Siracusani) e figure simboliche come la divinità siracusana per eccellenza, ovvero la ninfa Aretusa coronata da canne, e la quadriga al galoppo che celebrano la vittoria dei Siracusani sugli invasori Ateniesi; ma anche pegasi corinzi (introdotti da Timoleonte), l'Apollo coronato di alloro e il toro cozzato; tutti simboli della tradizione siceliota.
Ma fin da subito egli introduce una novità nella monetazione: l'immagine della Triscele; è il primo a farlo e giocò un ruolo fondamentale per la sua diffusione come simbolo della Sicilia celebre e riconosciuto anche fuori dall'isola. Egli inoltre introduce l'immagine della ninfa Kore, la “Vergine”; un simbolo a lui molto caro e molto importante per quella Sicilia che egli desidera possedere. La sua moneta con l'effigie della Ninfa e la scritta KOPA sarà in seguito ripetuta dai successivi tiranni e basilei siracusani.
Durante il II Periodo (310-307 a.C.) avviene un grande cambiamento: Agatocle è il primo nell'occidente greco a far sparire il nome della città stato e a sostituirlo con quello del dinasta che governa; in queste monete appare il suo nome, il suo genitivo, per cui la moneta diventa di Agatocle e non più dei Siracusani, aprendosi così a un panorama molto più ampio, universale, che ha ormai superato il concetto di singola città-stato.
Questi sono gli anni della spedizione agatoclea in Africa: la vicinanza agli altri diadochi (Tolomeo soprattutto) o la necessità di adeguarsi alla nuova moneta dominante (che è per l'appunto quella macedone) spingono Agatocle ad allineare il suo profilo monetario con quello delle altre influenti figure del Mediterraneo. In questa occasione fa la sua comparsa, per la prima volta nelle monete siracusane, una grande Nike alata, che per di più nelle incisioni agatoclee è seminuda; quasi completamente scoperta e incorona un trofeo di guerra. Questo suo conio è un'originalità che si discosta dal tipo alessandrino ed ebbe molta fortuna, tanto da essere successivamente d'ispirazione per le monete del basileus che diede vita all'Impero seleucide; Seleuco Nicatore.
Infine nel III Periodo (tra il 307 e il 295 fino al 289 a.C.) Agatocle aggiunge il titolo di basileus nelle sue monete in oro e in argento; specialmente in oro poiché esso era il metallo emblema della regalità. Lo statere del basileus reca sul dritto la testa di Atena con elmo corinzio e un grifone - unico particolare che distingue il lato della moneta da quella di Alessandro Magno - mentre sul rovescio il fascio di fulmini, simbolo di Zeus liberatore, diviene la sua principale incisione insieme alla scritta basileus e al suo nome: senza ulteriore specificazione territoriale, poiché, pienamente in sintonia con il periodo ellenistico, la basileia è senza confini; ovunque arrivino le sue lance è territorio di suo dominio.

## Agatocle nella cultura di massa
(Salammbô di Gustave Flaubert, 1862.)

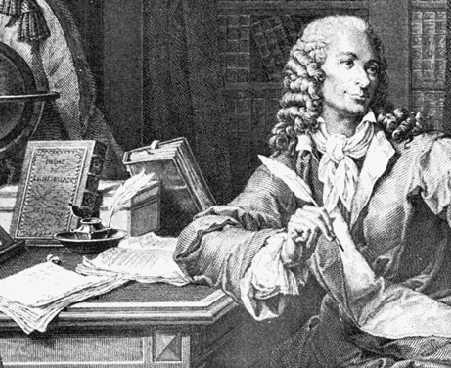
L'illuminista Voltaire, autore dell'Agatocle incentrato sul primo sovrano siciliano

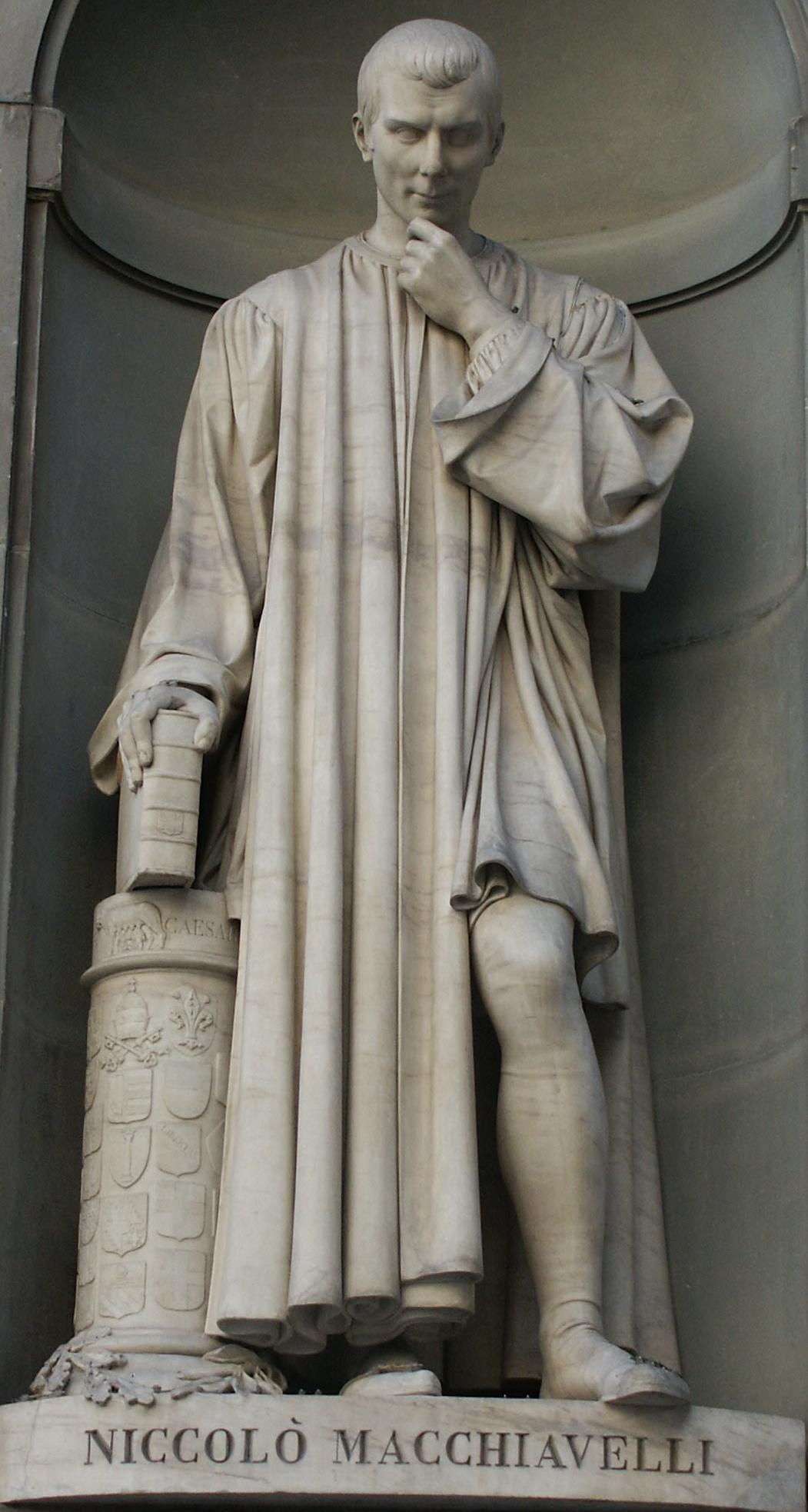
Niccolò Machiavelli autore de Il Principe dove figura il lato oscuro di Agatocle

La figura di Agatocle entrò presto nel panorama storiografico ed è presente in diverse opere della cultura di massa. Tra gli antichi romani Agatocle era già noto per essere stato il primo ad aver attaccato Cartagine direttamente sul suo suolo, in Africa; l'impresa che maggiormente lo ha reso celebre nelle fonti:
Dice Polibio che quando fu chiesto a Scipione l'Africano chi fossero a suo avviso gli uomini più abili nel disbrigo dei pubblici affari e i più capaci nel coordinare l'audacia all'ingegno egli rispose solamente «i Sicelioti Agatocle e Dionisio».
Anche il drammaturgo Tito Maccio Plauto menzionava il valore dell'Agatocle re in una delle sue più note opere: Pseudolus. In epoca rinascimentale Agatocle venne inserito dal fiorentino Niccolò Machiavelli nell'VIII capitolo della sua nota opera Il Principe dove si parla di coloro che presero il potere e lo mantennero con scelleratezza. Da notare che al tempo di Machiavelli (a cavallo tra il XV e XVI secolo) non erano ancora noti i frammenti di Polibio (riscoperti solo nel 1600), per cui il ritratto che egli dà di Agatocle è basato essenzialmente su Trogo-Giustino, ovvero su Timeo; la fonte più avversa in assoluto ad Agatocle:
(Niccolo Machiavelli, Il Principe, cap. VII. su Agatocle)
Nel 1778 un altro celebre personaggio letterario, il parigino Voltaire, scrisse la sua ultima opera incentrandola sull'Agatocle sbarcato in Africa per combattere Cartagine e sul rapporto con i suoi figli, tra contrasti ed eredi al trono. Nel 1862 un altro francese, lo scrittore Gustave Flaubert, inserì Agatocle nella fortunata opera Salammbô; anch'essa ambientata in Africa. In epoca contemporanea lo scrittore madrileno Javier Negrete nella sua ucronia su Alessandro Magno ha fatto del re Agatocle l'alleato di Alessandro contro Roma. La figura di Agatocle rivive ancora nel romanzo del filologo spagnolo Santiago Posteguillo (noto autore de L'Africano):
(Santiago Posteguillo, Invicta Legio, 2015.)
Agatocle sui libri dell'epoca medievale:

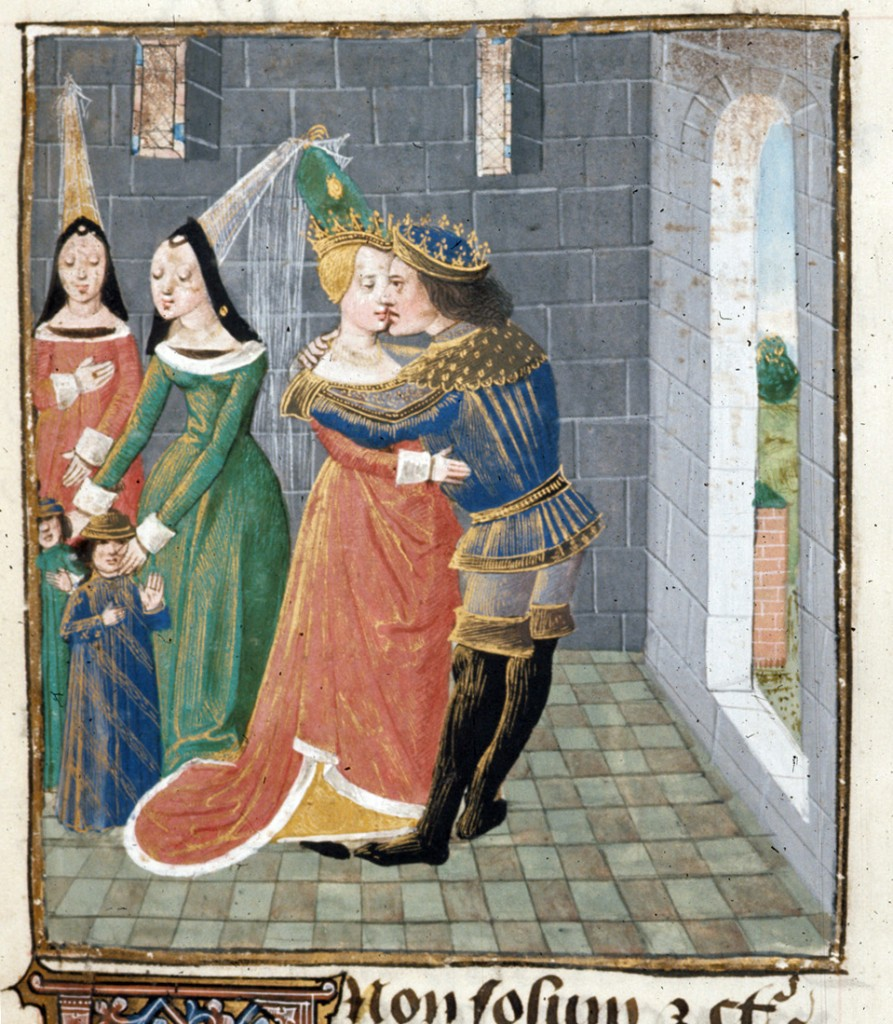
Agatocle bacia la vedova di Damas, sua prima moglie, in una miniatura di libro medievale del 1480 (British Library, Londra)
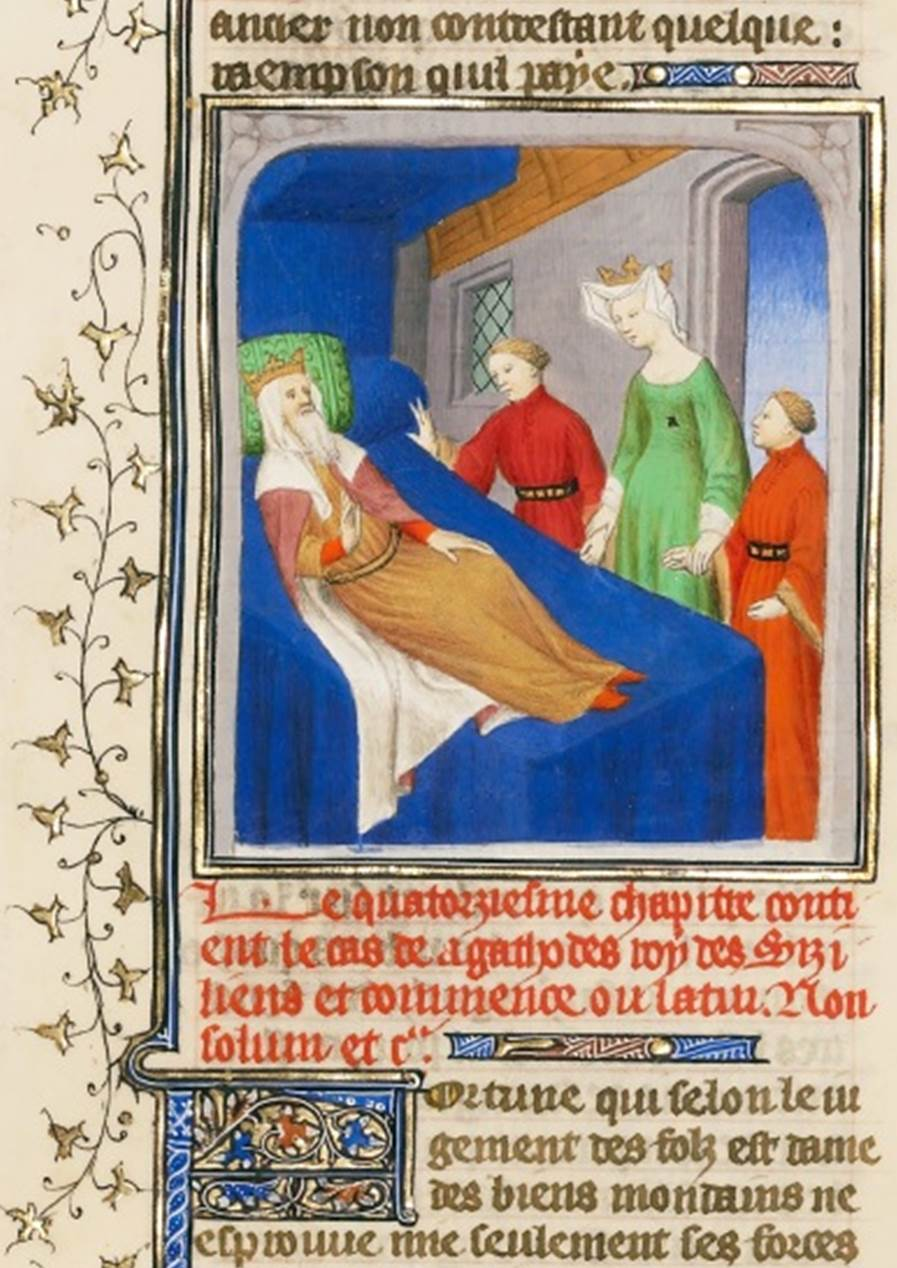
Agatocle morente dà l'addio alla moglie Teossena e ai suoi due figli mandandoli in Egitto; miniatura del 1415 (Getty Museum, Los Angeles)

### Esplicative
1. ↑  «Non posso nemmeno approvare il male che lo stesso Timeo ha proferito contro Agatocle, per quanto fosse costui scelleratissimo, ed empio quanto altri mai [...] ». Polibio, XII 15, 6.
2. ↑  I primi due sono certi: Arcagato ed Eraclide. Sul terzo vi è molta discordanza: sul finale Diodoro nomina un altro Arcagato (o meglio Agatarco) figlio di Agatocle che lo aveva seguito in Italia, ma poi lo fa sparire dalla scena e il suo ruolo passa ad Agatarco nipote di Agatocle. Poiché Agatocle morì senza lasciare eredi sarebbe stranissima la sparizione senza spiegazione di un figlio maschio, dunque un erede al trono, dalle antiche fonti che hanno seguito nel dettaglio la vicenda agatoclea. Si è quindi dedotto che il terzo figlio sia in realtà il nipote Arcagato. Vd. biografia.
3. ↑  es.: Greci e punici in Sicilia tra V e IV secolo a.C., 2008, p. 24, dove Timoleonte viene descritto come «imbevuto di ideologia panellenica e antibarbarica»; M. Sordi, Timoleonte, 1961, p. 21, per «l'influenza di Platone su Timoleonte»; Consolo Langher, Un imperialismo tra democrazia e tirannide, 1997, la quale sostiene che «è certamente notevole un riecheggiamento di motivi della VIII Lettera platonica nella propaganda timoleontea». Su come dovesse essere governata Siracusa secondo Platone vd.: Viaggi di Platone in Sicilia.
4. ↑  Dopo Agatocle per Sikeloi si intenderà l'isola: la Sikelia e i suoi abitanti (divenuti tutti Sikeloi), ovvero i Siculi inteso come i Siciliani. Ma non più l'antico ethnos, il popolo che abitò Pantalica, le Ible, altri centri orientali e la stessa Siracusa. 
«Dopo Agatocle la storiografia greca pervenutaci non fa più menzione dei Siculi: essi sembrano essere improvvisamente scomparsi nel nulla.[45]»
5. ↑  La presenza di navi siracusane nel Bruzio non deve stupire, poiché Agatocle aveva solidi rapporti in Magna Grecia e altrettanti interessi, commerciali e territoriali, con le popolazioni barbariche che l'abitavano (saranno rivolte ai Bruzi le sue future operazioni belliche). In tal senso il gesto di Agatocle, oltre che una vendetta, poteva rappresentare un ammonimento per i Cartaginesi a stare lontani dalla sua area di interesse. Altresì appariva ormai evidente che il conflitto siracusano aveva interessato tutta l'area greca, oltrepassando lo Stretto (si veda ad esempio la rivolta di Crotone).[102]
6. ↑  Sull'effettivo ruolo di Ofella cfr.: Consolo Langher (2006), p. 2033 (già in Consolo Langher (1992), p. 101) e Gaetano De Sanctis, p. 226 con ampia nota 1, i quali sostengono che Ofella fosse un rappresentante di Tolomeo, e Attilio Momigliano in  Ofella, in Enciclopedia Italiana, Roma, Istituto dell'Enciclopedia Italiana., Edouard Will (1964), pp. 328-329 che invece sostengono che fosse un principe indipendente dall'Egitto.
7. ↑  Il Poliorcete si era già unito, tra l'altro, con Euridice di Atene (moglie dell'Ofella ucciso da Agatocle) e con la sorella di Pirro, Deidamia.
8. ↑  I doni ad Agatocle II, le nozze con Lanassa e il ruolo attivo del suo amico Ossitemide nella morte di Agatocle lasciano supporre che Demetrio avesse messo gli occhi sul trono di Siracusa, la quale era del resto la chiave per possedere l'occidente greco, ma gli ultimi imprevedibili eventi, con il testamento di Agatocle che poneva fine alla basileia siracusana, dovettero scombinare del tutto i suoi progetti egemonici. Stefania De Vido (2015), p. 182; Consolo Langher (2002), pp. 80-81.
9. ↑  Durante l'impresa d'Africa agatoclea vi è «un’esplicita volontà mimetica rispetto al Macedone»; l'incendio delle navi (Alessandro, anche se non giunse al gesto estremo di Agatocle, fece comunque ripartire le navi dall'Asia Minore in modo tale che i suoi soldati non potessero scappare dalle battaglie). Stefania De Vido (2015), p. 173. La stessa decisione di sbarcare in Africa sarebbe scaturita in Agatocle grazie ai racconti su Alessandro. Gaetano De Sanctis, p. 222.
10. ↑  In verità una certa volontà di legare la dinastia di Ierone II a quella di Agatocle si può leggere anche se Nereide fosse stata figlia di Pirro e non di Pirro II, poiché Gelone prendeva in moglie la sorellastra di Alessandro; il nipote di Agatocle. Consolo Langher (2000), p. 330.

### Riferimenti
1. ↑   AGATOCLE, in Enciclopedia Italiana, Roma, Istituto dell'Enciclopedia Italiana. URL consultato il 19 aprile 2017.
«A. diseredò l'omicida e dichiarò suo erede lo stesso popolo siracusano»
2. ↑  
 Bruno Migliorini et al., Scheda sul lemma "Agatocle", in Dizionario d'ortografia e di pronunzia, Rai Eri, 2010, ISBN 978-88-397-1478-7.
3. ↑  Dreher, p. 63.
4. ↑  Consolo Langher (1998), p. 167.
5. ↑  Diod. Sic., XIX, 1, 6. Riccardo Vattuone, p. 294, n. 21.
6. ↑  Diod. Sic., XIII, 79, 8.
7. ↑  Marco Tullio Cicerone, In Verrem III, 35. De Vincenzo, pp. 95-96.
8. ↑  Diod. Sic., XIII, 79. Simonetti Agostinetti, p. 153.
9. ↑  Simonetti Agostinetti, p. 153.
10. ↑  Così come il «figlio del destino» Dionisio I lo era stato per l'Italia e la Sicilia. Diod. Sic., XIX 2, 3.
11. ↑   Riccardo Vattuone, Storici greci d'Occidente, 2002,  p. 196.
12. ↑  Maria Intrieri, p. 444.
13. 1 2 3 4  Diod. Sic., XIX, 2, 2-7.
14. ↑  Diod. Sic., XIX, 2, 6.
15. ↑  Polibio, 12, 15, 6 e 15, 35, 2.
16. ↑  Altrimenti non avrebbe potuto avere inizio la relazione pederastica con il generale Damas.
17. ↑  Riccardo Vattuone, p. 293, n. 18.
18. ↑  Consolo Langher, pp. 16, 23, 24; Gaetano De Sanctis, p. 207, n. 2.
19. ↑  Plutarco, 34, 2.
20. 1 2 3 4  Riccardo Vattuone, p. 292, n. 18.
21. ↑  Diod. Sic., XIX, 2, 9. Simonetti Agostinetti, p. 154, n. 6.
22. ↑  Timeo, F. 124c. Simonetti Agostinetti, p. 156.
23. 1 2  Polibio, XII, 15 = Timeo, FGrHist F 124b.
24. ↑  Timeo, trad. ita in Consolo Langher (2000), p. 19.
25. ↑  Consolo Langher (2005), p. 168.
26. 1 2  Riccardo Vattuone, pp. 318-319.
27. ↑  Diod. Sic., XX, 63, 4.
28. 1 2  Giustino, XXII 1, 13.
29. ↑  Riccardo Vattuone, pp. 292-293, n. 18.
30. ↑  Diod. Sic., XIX 3,1-2.
31. ↑  Consolo Langher (2005), p. 165.
32. ↑  Riccardo Vattuone, p. 293, n. 19.
33. ↑  Diod. Sic., XIX, 3, 1. Riccardo Vattuone, p. 295.
34. ↑  Giustino, XXII 1, 11-12. Riccardo Vattuone, p. 293.
35. ↑  Riccardo Vattuone, p. 291.
36. ↑  Cit. Gaetano De Sanctis, pp. 207-208.
37. 1 2 3 4 5  Riccardo Vattuone, p. 294, n. 21.
38. ↑  Gaetano De Sanctis, p. 16.
39. 1 2  Gaetano De Sanctis, pp. 16-17.
40. ↑  Diod. Sic., XIX, 3, 3.
41. ↑  Riccardo Vattuone, p. 295.
42. ↑  Simonetti Agostinetti, p. 158.
43. ↑  Diod. Sic., XIX 4, 3.
44. ↑  Diod. Sic., XIX 4, 4. Riccardo Vattuone, p. 304; Gaetano De Sanctis, p. 209.
45. 1 2  Emilio Galvagno  I Siculi: Fine di un ethnos (PDF), su siciliantica.it. URL consultato il 19 luglio 2017..
46. ↑  Diod. Sic., XIX 5, 1-3; Riccardo Vattuone, p. 304.
47. ↑  Consolo Langher, p. 38, n. 26.
48. ↑  Diod. Sic., XIX 5, 4 - 6, 2; Giustino, XXII 2, 1. Riccardo Vattuone, p. 305.
49. ↑  Giustino, XXII 4.
50. ↑  Giustino, XXII 2, 5-6.
51. ↑  Gaetano De Sanctis, p. 212.
52. ↑  le due antiche fonti e le loro versioni in Riccardo Vattuone, p. 306 e Raffaele Ruggiero, pp. 217-219.
53. ↑  Walter Burkert, La religione greca di epoca arcaica e classica, p. 214.
54. ↑  Diod. Sic., XIX 5, 4; Giustino, XXII 2, 7-8. Consolo Langher (2000), p. 74.
55. ↑  Diod. Sic., XIX 5, 5-6.
56. ↑  Qui anche Diodoro ricorda che l'esercito di Morgantina che affiancò Agatocle aveva nella fase precedente combattuto contro Cartagine: Diod. Sic., XIX 6, 2.
57. ↑  Diod. Sic., XIX 6, 9.
58. ↑  IG XII v 444: 113 3 115 = FGr Hist 239 B 12 e 14.
59. ↑  Giustino, XXII 5, 2. Gaetano De Sanctis, p. 214.
60. ↑  Diod. Sic., XIX 65. Consolo Langher, p. 36.
61. ↑  Diod. Sic., XIX 4, 2. Cit. Consolo Langher, p. 38
62. ↑  Consolo Langher, pp. 36-37.
63. ↑  Diod. Sic., XIX 65, 3.
64. ↑  Consolo Langher, p. 37; Gaetano De Sanctis, p. 217.
65. ↑  Diod. Sic., XIX 65,6.
66. ↑  Diod. Sic., XIX 70, 1-3.
67. ↑  Consolo Langher, p. 43.
68. ↑  Gaetano De Sanctis, p. 217; Consolo Langher, p. 45.
69. ↑  Diod. Sic., XIX 70, 1-4.
70. ↑  Diod. Sic., XIX 70, 8.
71. ↑  Consolo Langher, p. 44.
72. ↑  Diod. Sic., XIX 65, 6; 71, 2-5.
73. ↑  Diod. Sic., XIX 71, 7.
74. ↑  Consolo Langher, pp. 42, 49.
75. 1 2  Diod. Sic., XIX 72, 1-2. Consolo Langher, p. 50.
76. ↑  Diod. Sic., XIX 72, 2.
77. 1 2  Anthony M. Snodgrass, Arnold M. Snodgrass, Armi ed armature dei Greci, 2004, p. 163.
78. ↑  Per approfondire sull'identità e il ruolo degli λογάδες siracusani vd.  Reclutamento di truppe scelte a Siracusa in età classica (PDF), su unipa.it. URL consultato il 7 maggio 2017..
79. 1 2  Diod. Sic., XX 11, 1.
80. ↑  Diod. Sic., XIX 102, 1-7; Polieno, V 15.
81. ↑  Consolo Langher, p. 61.
82. ↑  Diod. Sic., XIX 8, 6.
83. ↑  Diod. Sic., XIX 103, 1. Consolo Langher, pp. 52, n. 60, 65.
84. 1 2  Diod. Sic., XIX 102, 8.
85. ↑  Consolo Langher, pp. 61-62.
86. ↑  Sulla possibile identità dei socii vd: Consolo Langher, p. 52, n. 60.
87. ↑  Giustino, XXII 3, 1-5.
88. ↑  Diod. Sic., XIX 72, 2. Consolo Langher, p. 54, n. 66.
89. ↑  Giustino, XXII 3, 6-8.
90. ↑  Rudolf Schubert, Geschichte des Agathokles cit. in Consolo Langher, p. 52, n. 62.
91. ↑  Consolo Langher, p. 52.
92. 1 2  Giustino, XXII 3, 8.
93. ↑  motivazioni in Gaetano De Sanctis, p. 220.
94. ↑  Giustino, XXII 3, 8. Consolo Langher, pp. 54-55.
95. ↑  Diod. Sic., XIX 104, 3. Consolo Langher, p. 53.
96. ↑  Diod. Sic., 103-104.
97. ↑  Diod. Sic., XIX 103, 3-4.
98. ↑  Consolo Langher, p. 66, n. 98.
99. ↑  Diod. Sic., XIX 104, 1.
100. ↑  Diod. Sic., XIX 104, 2.
101. ↑  Diod. Sic., XIX 103, 5. Consolo Langher, p. 67.
102. ↑  Consolo Langher, pp. 67-68, n. 101; Giovanna De Sensi Sestito, pp. 14-15.
103. ↑  Diod. Sic., XIX 108, 1.
104. ↑  Consolo Langher, pp. 81-82.
105. ↑  Diod. Sic., XIX 106, 3-6.
106. ↑  Diod. Sic., XIX 102, 2-5. Consolo Langher, p. 73.
107. ↑  Diod. Sic., XIX 108, 2-4.
108. ↑  Diod. Sic., XIX 108-109.
109. ↑  Diod. Sic., XIX 110, 2. Gaetano De Sanctis, p. 221.
110. ↑  Diod. Sic., XIX 109, 5. Gaetano De Sanctis, p. 221, n. 2.
111. ↑  Diod. Sic., XIX 110, 3.
112. ↑  Diod. Sic., XIX 110, 3-4.
113. ↑  Cit. Consolo Langher, p. 86.
114. ↑  Diod. Sic., XIX 110, 5.
115. 1 2  Consolo Langher, p. 88.
116. ↑  Il De Sanctis ipotizza che proprio le storie di Alessandro, molto sentite all'epoca, potessero avere influito nella decisione ardimentosa presa da Agatocle. Gaetano De Sanctis, p. 222.
117. ↑  Consolo Langher, p. 88; Gaetano De Sanctis, p. 222.
118. ↑  Sulle imprese e sull'operato di Dionisio I vd. es.: Lorenzo Braccesi, Mario Luni, I Greci in Adriatico, 2002; Marta Sordi, La dynasteia in occidente. Studi su Dionigi I, Esedra, 1992.
119. ↑  Diod. Sic., XX 4, 5.
120. ↑  Giustino, XXII 4, 5.
121. ↑  Diod. Sic., XX 4, 8; Giustino, XXII 4, 5.
122. ↑  Diod. Sic., XX 4, 3.
123. ↑  Diod. Sic., XX 4, 1.
124. ↑  Giustino, XXII 6, 1-3; Diod. Sic., XX 5, 5.
125. ↑  Diod. Sic., XX 5, 5.
126. ↑  Diod. Sic., XX 6, 3.
127. 1 2  Diod. Sic., XX 7, 2-5.
128. ↑  Diod. Sic., XX 8, 3.
129. ↑  Diod. Sic., XX 8, 7.
130. ↑  Diod. Sic., XX 11-12.
131. ↑  Diod. Sic., XX 33, 5.
132. ↑  Diod. Sic., XX 33, 5-8; 34, 1-5.
133. ↑  Secondo Giustino invece fu Cirene a contattare per prima Agatocle: Giustino, XXII 7, 4.
134. ↑  Diod. Sic., XX 40, 5-7.
135. ↑  Sui rapporti tra Ofella e Atene vd.: Carla Ravazzolo in Hesperia 7 (a cura di Lorenzo Braccesi), Ofella, Atene e l'avventura libica, pp. 121-124.
136. ↑  Consolo Langher (1992), pp. 104-105 (anche Siracusa e la Sicilia greca: tra età arcaica ed alto ellenismo, Langher 1996, p. 176); Edouard Will (1964), p. 330.
137. ↑  Diod. Sic., XX 40, 1-4.
138. ↑  Anche il Canone dei re non fa cominciare il suo regno prima del 305 a.C.) e sono in diversi a sostenere che se il Marmo Parium ha ragione, Agatocle non poteva aver scavalcato, anticipandolo, il sovrano egizio. Così sostiene De Sanctis, p. 228, n. 2. Quindi l'incoronazione di Agatocle si posticiperebbe alla pace con Cartagine (che non avverrà prima del 304 a.C.).
139. ↑  Diod. Sic., XX 43-44; Giustino, XXII 7, 7-11.
140. ↑  Diod. Sic., XX 55, 5.
141. ↑  Diod. Sic., XX 56, 3. Consolo Langher, p. 208; Stefania De Vido, p. 87.
142. ↑  Gaetano De Sanctis, p. 230; Consolo Langher, p. 207.
143. ↑  Diod. Sic., XX 61, 5.
144. ↑  Diod. Sic., XX 61, 6-8.
145. 1 2  Consolo Langher, p. 236; Gaetano De Sanctis, p. 232-233, n. 2.
146. ↑  Giustino, XXII 8, 4-8.
147. ↑  Diod. Sic., XX 69, 1-2.
148. ↑  Diod. Sic., XX 72, 2-3.
149. ↑  Cit. Mariella Livoti, p. 86.
150. ↑  Diod. Sic., XX 77 1-2.
151. 1 2 3  Diod. Sic., XX 77 3.
152. 1 2  Gaetano De Sanctis, p. 236.
153. ↑  Diod. Sic., XX 79, 1. motivazione di Dinocrate in Gaetano De Sanctis, pp. 235-236.
154. ↑  Diod. Sic., XX 78, 1-3.
155. ↑  Diod. Sic., XX 79, 1-4.
156. 1 2  Diod. Sic., XX 79, 5.
157. ↑  Per l'anno vd.: Consolo Langher, p. 257.
158. ↑  Diod. Sic., XX 101, 1.
159. ↑  Gabba, Vallet, p. 338; Consolo Langher, p. 257.
160. ↑  La R. Deputazione, Archivio storico per la Sicilia, vo. 9, 1943, p. 29.
161. ↑  Diod. Sic., XX 101, 2.
162. 1 2 3  Diod. Sic., XX 101, 3.
163. ↑  Strabone, VI, 3, 4 C281.
164. ↑  Giovanna De Sensi Sestito, p. 52.
165. ↑  Giustino, XXIII 17.
166. ↑  Diod. Sic., XXI 2, 1.
167. ↑  Consolo Langher (2002), pp. 75-79; Maria Intrieri, p. 439 e n. 50. Braccesi, p. 145.
168. ↑  Su Corcira, Siracusa, Dionisio e Agatocle vd.  Corcira fra Corinto e l'Occidente:rapporti e sincronismi di colonizzazione, su academia.edu. URL consultato il 9 luglio 2017..
169. ↑  Maria Intrieri, pp. 439-440; Consolo Langher (2000), p. 76.
170. ↑  G. Marasco, pp. 108-110; Consolo Langher (2000), p. 77.
171. ↑  Diod. Sic., XXI 2, 3.
172. ↑  Diod. Sic., XXI 2, 2.
173. ↑  Plut. 12=Mar. 557b-c. Trad. ita in Maria Intrieri, p. 442.
174. ↑  Democare, in Aten., VI, 253, b-c. Cfr. Maria Intrieri, p. 444.
175. ↑  Stefania De Vido (2015), p. 180, n. 88.
176. ↑  Diod. Sic., XXI 3, 1.
177. 1 2  Diod. Sic., XXI 4, 1.
178. 1 2 3  Diod. Sic., XXI 8.
179. ↑  Strabone, VI 1,5 C 256.
180. ↑  Giovanna De Sensi Sestito, pp. 56-58.
181. ↑  Aristotele, De mirabilibus auscultationibus, 110.
182. ↑  Giovanni De Sensi Sestito, p. 52.
183. 1 2  Giustino, XXIII 2, 1.
184. ↑  Plutarco, Pyrrh., 3.
185. ↑  G. Marasco, p. 110.
186. 1 2 3   Lanassa e Corcira: la sposa, l’isola, la cultualità demetriaca, su academia.edu. URL consultato l'11 luglio 2017..
187. 1 2  Diod. Sic., XXI 15.
188. ↑  Gaetano De Sanctis, p. 246; G. Marasco, p. 112.
189. ↑  Per il termine vd. G. Marasco, p. 111.
190. ↑  Plutarco, Pyrrh., 10, 6-7.
191. 1 2 3  Consolo Langher (2000), p. 80.
192. ↑  G. Marasco, pp. 111-112.
193. 1 2 3 4  Diod. Sic., XXI 16, 1. G. Marasco, p. 112.
194. 1 2 3  G. Marasco, pp. 112-113.
195. ↑  G. Marasco, p. 112 e n. 90.
196. 1 2  Diod. Sic., XXI 16, 3.
197. 1 2  Diod. Sic., XXI 16, 4-5.
198. ↑  Stefania De Vido (2015), p. 182.
199. ↑  Gaetano De Sanctis, p. 247.
200. ↑  Giustino, XXIII 2, 6. Vd. anche:  I.I. M.L. Famà (a cura di), Magia d'Egitto, Sicilia ed Egitto in età ellenistica: riflessioni sulle relazioni artistico-culturali fra Siracusa e Alessandria (PDF), su iris.unipa.it. URL consultato il 13 luglio 2017..
201. ↑  Trad. in Lorenzo Braccesi, Giovanni Millino, La Sicilia greca, 2000, p. 176.
202. 1 2 3  Stefania De Vido (2015), p. 184.
203. ↑  Plutarco, Dem. 25, 5.
204. ↑  Stefania De Vido (2015), p. 171.
205. ↑  Consolo Langher (2000), p. 259.
206. ↑  Stefania De Vido (2015), pp. 172-177.
207. ↑  Stefania De Vido, pp. 111, 112, 114.
208. ↑   R. Pflaum, Jahrbuch für Numismatik und Geldgeschichte, vol. 55-56, 2006,  p. 58.; Stefania De Vido (2015), p. 184, n. 57.
209. ↑  Vd.  Agathoclea, su tyndalehouse.com. URL consultato il 15 luglio 2017..
210. ↑  Rex Siciliae sicut Epiri appellatur. Giustino, XXIII 3, 1. Anche Polibio narra di come Pirro volesse rivendicare il trono di Sicilia: VII 4, 5. G. Bruno Sunseri, p. 97, n. 54.
211. ↑  Giustino, XXIII 3, 3. Consolo Langher (2002), p. 81.
212. ↑  Sui dubbi sul padre:  Nereide, in Enciclopedia Italiana, Roma, Istituto dell'Enciclopedia Italiana.;  Atti della R. Accademia delle scienze di Torino, vol. 47, 1912,  pp. 200-205.;  Lorenzo Braccesi, Hesperìa 17, 1990,  pp. 108-110.
213. 1 2  Maria Caccamo Caltabiano, p. 280.
214. ↑  Rutter, p. 59; Maria Caccamo Caltabiano, p. 281.
215. ↑  Maria Caccamo Caltabiano, p. 281.
216. ↑  Numerosi sono infatti gli episodi che collegano Agatocle al mito di Kore. Vd. biografia.
217. ↑  Maria Caccamo Caltabiano, p. 279.
218. ↑  Consolo Langher (1990), p. 37; Maria Caccamo Caltabiano, p. 288.
219. ↑  Maria Caccamo Caltabiano, p. 278.
220. ↑  Maria Caccamo Caltabiano, p. 280; Rutter, p. 59.
221. ↑  Trad. ita di Lanfranco Binni, ed. 2005.
222. ↑  Trad. ita di Giovan Battista Angioletti, ed. 2013.
223. ↑  Wladimir Brunet de Presle, Storia patria statistica letteraria ovvero Stabilimento de' greci in Sicilia, 1862, XXII.
224. ↑  Polibio, XV 35, 6. Consolo Langher (2005), p. 169.
225. ↑   Eduard Fraenkel, Elementi Plautini in Plauto, 1972.
226. ↑  Per una disamina sulla figura di Agatocle nell'opera di Machiavelli vd. Raffaele Ruggiero, pp. 213-228.
227. ↑  (FR) Agathocle de Voltaire (Œuvres complètes de Voltaire), su fr.wikisource.org. URL consultato il 30 agosto 2017.
228. ↑   Voltaire, Scritti politici, Riccardo Fubini, 1964.
229. ↑  (ES) Best seller de cuño valenciano, su lasprovincias.es. URL consultato il 18 luglio 2017.

### Fonti primarie
Le principali
- Diodoro Siculo, Bibliotheca historica, libri: XIX, XX, XXI.
- Marco Giuniano Giustino, Epitoma Historiarum Philippicarum Pompei Trogi, libri: XXII, XXIII.
- Polibio, Storie, libri: XI, XII, XV.

Altre fonti primarie
- Polieno, Stratagemmi, Agatocle.
- Plutarco, Vite parallele: notizie varie in vita di Pirro e vita di Demetrio.

#### Contemporanei di Agatocle
- Callia di Siracusa, Storia di Agatocle, frammento.
- Duride di Samo, Storia di Agatocle, frammenti.
- Timeo di Tauromenio, Historiai, frammenti, libri: 34-38.

### Fonti moderne
- Maria Caccamo Caltabiano, La Nike/Nymphe di Agatocle e l’ideologia della Vittoria (PDF), in Pelorias 18. Tyrannis, Basileia, imperium. Forme, prassi e simboli del potere politico nel mondo greco e romano. Giornate seminariali in onore di S. Nerina Consolo Langher, Di.Sc.A.M., 2010,  pp. 277-302. URL consultato il 27 maggio 2020.
- Sebastiana Nerina Consolo Langher, La politica di Agatocle e i caratteri della tradizione dal conflitto con Messana alla battaglia presso il fiume Himera (315-310 a.C.) (PDF), in Archivio storico messinese, Società messinese di storia patria, 1976,  pp. 29-61. URL consultato il 28 maggio 2020.
- Sebastiana Nerina Consolo Langher, Oriente persiano-ellenistico e Sicilia. Trasmissione e circolazione di un messaggio ideologico attraverso i documenti numismatici, in Revue des Études Anciennes, 1990,  pp. 29-44. URL consultato il 28 maggio 2020.
- Sebastiana Nerina Consolo Langher Società messinese di storia patria, Macedonia e Sicilia nell'età dei Diadochi e di Agatocle (PDF), in Archivio storico messinese, vol. 60, 1992,  pp. 97-137.
- Sebastiana Nerina Consolo Langher, Storiografia e potere: Duride, Timeo, Callia e il dibattito su Agatocle, ETS, 1998, ISBN 978-88-467-0104-6.
- Sebastiana Nerina Consolo Langher, Agatocle: da capoparte a monarca fondatore di un regno tra Cartagine e i Diadochi, Di.Sc.A.M., 2000, ISBN 978-88-8268-004-6.
- Sebastiana Nerina Consolo Langher, Corcira e l'Adriatico negli equilibri interstatali del Mediterraneo tra il IV e III sec. (età di Agatocle e dei Diadochi), in Lorenzo Braccesi e Mario Luni (a cura di), I greci in Adriatico, Roma, L'Erma di Bretschneider, 2002, ISBN 978-88-8265-162-6.
- Sebastiana Nerina Consolo Langher, Polibio e gli storici contemporanei di Agatocle (Duride tra Polibio e Diodoro), in Guido Schepens e Jan Bollansée (a cura di), The Shadow of Polybius: Intertextuality as a Research Tool in Greek Historiography: Proceedings of the International Colloquium, Leuven, 21-22 September 2001. Studia Hellenistica, 42, Peeters Publishers, 2005,  pp. 165-182, ISBN 978-90-429-1658-6.
- Gaetano De Sanctis, Agatocle, in Scritti minori, vol. 1, Roma, Edizioni di Storia e Letteratura, 1966  [1895],  pp. 205-248.
- Giovanna De Sensi Sestito, Cartagine e la Magna Grecia da Agatocle a Pirro, in AIÔNOS. Miscellanea di studi storici, vol. 18, 2015,  pp. 11-36. URL consultato il 22 aprile 2017.
- Giovanna De Sensi Sestito, Magna Grecia e Sicilia da Agatocle a Pirro, in Istituto per la Storia e l'Archeologia della Magna Grecia, 2015,  pp. 39-73. URL consultato il 23 aprile 2017.
- Stefania De Vido, Le guerre di Sicilia, Roma, Carocci, 2013, ISBN 978-88-430-6788-6.
- Stefania De Vido, Il re Agatocle nello spazio ionico: prospettive e modelli (PDF), in Diabaseis - Prospettive corciresi, 2015,  pp. 169-191. URL consultato il 27 aprile 2017.
- Salvatore De Vincenzo, Tra Cartagine e Roma: I centri urbani dell’eparchia punica di Sicilia tra VI e I sec. a.C., Berlino, Walter de Gruyter, 2003, ISBN 978-3-11-029023-3.
- Martin Dreher, La Sicilia antica, Bologna, il Mulino, 2010, ISBN 978-88-15-13824-8.
- (EN) Michael Francis Ierardi, Agathokles of Syracuse and the Greek West: The Coinage, Berkeley, University of California, 1993.
- Maria Intrieri, Politica e propaganda: Corcira nelle lotte fra basileis, in Luisa Breglia, Alda Moleti e Maria Luisa Napolitano (a cura di), Ethne, identità e tradizioni: la "terza" Grecia e l'Occidente, 2011,  pp. 438-450. URL consultato il 29 maggio 2020.
- Franca Landucci Gattinoni, Le Storie su Agatocle, in Duride di Samo, Roma, L'Erma di Bretschneider, 1997, ISBN 978-88-7062-985-9.
- (DE) Caroline Lehmler, Syrakus unter Agathokles und Hieron II.: die Verbindung von Kultur und Macht in einer hellenistischen Metropole, Verlag Antike, 2005, ISBN 978-3-938032-07-7.
- Mariella Livoti, Aspetti della storia di Agatocle nella tradizione diodorea. Diodoro e Duride (PDF), in Archivio storico messinese. III Serie, XXXI (38° dalla fondazione), Messina, Società messinese di storia patria, 1980. URL consultato il 27 maggio 2020.
- Gabriele Marasco, Agatocle e la politica siracusana agli inizi del III secolo a.C., in Prometheus, 10, 1984,  pp. 97-133. URL consultato il 29 maggio 2020.
- (EN) Decebal Nedu, Agathocles and the italic powers at the beginning of the 3rd century b.C. (PDF), in Pontica, Costanza, 2010.
- (DE) Günter Pollach, Agathokles - der Tyrann von Syrakus: historischer Roman, Ed. Fischer, 2008, ISBN 978-3-89950-400-2.
- (FR) Jean-Paul Riffaud, Agathocles de Syracuse, 317-289 avant J.C.: témoignages numismatiques et historiques, Parigi, Université de Paris IV-Sorbonne, U.E.R. d'histoire de l'art et d'archéologie, 1989.
- Raffaele Ruggiero, Dalla parte di Agatocle: dualismo e analogia nel Principe, in Gian Mario Anselmi, Riccardo Caporali e Carlo Galli (a cura di), Machiavelli Cinquecento. Mezzo millennio del Principe, Milano-Udine, Mimesis, 2015,  pp. 213-228, ISBN 978-88-575-2971-4. URL consultato il 29 maggio 2020.
- N. Keith Rutter, Magna Grecia e Sicilia, in Francesco Panvini Rosati (a cura di), La moneta greca e romana, Roma, L'Erma di Bretschneider, 2000,  pp. 45-60, ISBN 88-8265-051-0.
- Anna Simonetti Agostinetti, Agatocle di Siracusa: un tiranno-operaio (PDF), in Aristonothos. Scritti per il Mediterraneo antico, n. 2, 2008,  pp. 153-160, ISBN 9788860011978. URL consultato il 19 aprile 2017.
- Giovanna Bruno Sunseri, Agatocle e la trasformazione di Segesta in Dikaiopolis, in Terze giornate internazionali di studi sull'area elima, Pisa-Gibellina, Centro Studi e Documentazione sull'Area Elima, 2000, ISBN 88-7642-088-6.
- Riccardo Vattuone, Ricerche su Timeo: la "pueritia" di Agatocle, Firenze, Nuova Italia, 1983, ISBN 978-88-221-0059-7.
- Riccardo Vattuone, Fra Timoleonte e Agatocle, in Cinzia Bearzot e Franca Landucci Gattinoni (a cura di), Diodoro e l'altra Grecia. Macedonia, Occidente, Ellenismo nella Biblioteca storica : atti del convegno, Milano, 15-16 gennaio 2004, Milano, Vita e Pensiero, 2005, ISBN 978-88-343-5006-5.
- (FR) Edouard Will, Ophellas, Ptolémée, Cassandre et la chronologie (PDF) [collegamento interrotto], in Revue des Études Anciennes, vol. 6, 1964.